# Iran
Pour les articles homonymes, voir Iran (homonymie), Perse et JEI.
Ne doit pas être confondu avec l'Irak.
République islamique d'Iran
(fa) جمهوری اسلامی ايران / Jomhuriye Eslâmiye Irân
L’Iran (en persan : ايران, Irân), en forme longue la république islamique d'Iran (en persan : جمهوری اسلامی ايراﻥ, Jomhuriye Eslâmiye Irân ou JEI), est un pays d'Asie de l'Ouest, historiquement appelé la Perse. Bordé au nord par la mer Caspienne, au sud-est par le golfe d'Oman et au sud par le golfe Persique, l'Iran partage des frontières avec le Turkménistan au nord-est, l'Afghanistan à l'est, le Pakistan au sud-est, l'Irak à l'ouest, la Turquie, l'Arménie et l'Azerbaïdjan au nord-ouest. Le pays a une superficie de 1 648 195 km2.
L'Iran est un pays fortement diversifié tant sur le plan des grands ensembles naturels que de sa population et sa culture. Le relief de l'Iran est en grande partie montagneux — les sommets sont parmi les plus hauts d'Eurasie à l'ouest de l'Hindou Kouch-Himalaya —, le plateau iranien s'insérant entre les monts Zagros à l'ouest et Elbourz au nord et les plaines étant circonscrites aux côtes de la mer Caspienne et du golfe Persique. À la rencontre des plaques eurasiatique, arabique et indienne, le pays est sujet aux séismes. Les régions de l'est et du sud sont semi-désertiques ou désertiques. Celles de l'ouest et du nord, plus humides et couvertes de steppes ou — dans les provinces de la mer Caspienne — de forêts, rassemblent la plus grande partie de la population.
L'Iran est l'un des plus anciens berceaux civilisationnels du monde, ayant été habité par les Élamites dès le IVe millénaire av. J.-C.. Unifié par les Mèdes, le territoire vint à constituer l'un des plus vastes empires à avoir jamais existé, s'étendant de l'est de l'Europe à la vallée de l'Indus sous le règne des Achéménides, ainsi que le plus important foyer du monothéisme zoroastrien pendant plus de mille ans. Conquis en 331 avant notre ère par Alexandre le Grand et placé sous la domination des rois séleucides, l'Iran redevint un empire indépendant au siècle suivant sous l'impulsion des Parthes. Régnant à partir du IIIe siècle de notre ère, les Sassanides érigèrent l'Empire perse au rang de grande puissance de l'Asie de l'Ouest pendant plus de quatre cents ans.
La conquête arabo-musulmane au VIIe siècle conduisit à l'islamisation de l'Iran, dont les contributions aux arts, aux sciences et à la philosophie au cours de l'Âge d'or de l'islam furent nombreuses. Après le déclin du califat abbasside, l'Iran fut gouverné par des dynasties locales puis par les Turcs seldjoukides puis les Ilkhans mongols. La dynastie séfévide unifia à nouveau l'Iran au XVe siècle et fit de l'islam chiite la religion officielle. Après que l'Iran eut été une puissance majeure sous Nader Chah au XVIIIe siècle, des rivalités tribales créèrent le désordre qui permit l'émergence de la dynastie Kadjar. Cette dynastie stabilisa le pouvoir pendant un siècle et demi en résistant avec force aux tentatives de colonisation des Britanniques et des Russes, sans pouvoir empêcher des pertes territoriales face à l'Empire russe.
Au début du XXe siècle, la révolution constitutionnelle persane aboutit à l'instauration d'un parlement (1905-1911). La dynastie Pahlavi régna sur le pays de 1925 à 1979, période au cours de laquelle la Perse devint officiellement l'empire d'Iran (1935). Le pays fut gouverné de façon parlementaire ou autoritaire de façon fluctuante pendant cette période, marquée par le coup d'État américano-britannique contre le Premier ministre Mohammad Mossadegh en 1953. La révolution islamique en 1979 aboutit à l'établissement de l'actuel régime politique de l'Iran.
La république islamique est un régime autoritaire théocratique où le clergé chiite exerce le pouvoir, qui incorpore des éléments démocratiques dont l'élection au suffrage universel du président et des députés au Madjles. Le Guide de la révolution, Ali Khamenei depuis 1989, détient l'autorité suprême. La politique étrangère de l'Iran se caractérise par son opposition à Israël et aux États-Unis, et son soutien à certaines forces du monde arabe, le plus souvent chiites (milices irakiennes, gouvernement syrien de Bachar el-Assad, Hezbollah libanais, Houthis au Yémen).
L'Iran compte 87 590 873 habitants en 2023. La langue officielle est le persan et des minorités parlant azéri, kurde, lori, guilaki, soureth, baloutchi, mazandarani, kachkaï et arabe peuplent certaines des 31 provinces. La capitale est Téhéran. Le calendrier officiel est le calendrier persan. L'Iran est la 28e puissance économique mondiale selon le produit intérieur brut (PIB) nominal et la dix-huitième selon le PIB à parité de pouvoir d'achat (2015). Le PIB par habitant s’élève à 11 200 $US (2011). Membre de l'Organisation des pays exportateurs de pétrole (OPEP), c'est un très important producteur de pétrole à l'échelle mondiale. Le pays dispose de la plus grande réserve de gaz naturel. Sa monnaie est le rial.

## Toponymie
Le toponyme Iran, qui signifie « royaume des Aryens », d'usage natif depuis l'ère sassanide, est officiellement adopté le 21 mars 1935 pour l'usage international. Auparavant, le pays était connu en Occident sous le nom de Perse. Les noms « Perse » et « Iran » sont souvent utilisés indifféremment dans le contexte culturel, bien que le terme « Iran » demeure utilisé officiellement dans le contexte politique. Le nom Iran est masculin, et Perse féminin.
Le mot Iran a une racine aussi ancienne que les langues indo-européennes. Aussi bien mythologiquement qu'historiquement, c'est la base d'un mot à la fois complexe et commun, couvrant un espace étendu allant de l'Iran à l’Écosse. Pendant la dynastie des Achéménides (559 à 330 av. J.-C.), les Iraniens appelaient leurs territoires Parsa du nom de l'empire de Cyrus le Grand, de la tribu perse, qui se retrouve aujourd'hui sous la forme de Fars ou Pars, ville et province d’Iran. Cependant, la totalité de l’État était alors appelée Aryanam. Ce mot est apparenté au terme « Aryen », qui signifie noble. À l’époque parthe (248 av. J.-C. à 224 ap. J.-C.), Aryanam a été modifié en Aryan pour évoluer vers Iranchahr et Iran à l’époque sassanide. Les Grecs appelaient les Perses du nom de Mèdes, les confondant avec un peuple que les Perses avaient soumis auparavant. Ils utilisaient les termes Aryana et Persis pour désigner la région aujourd’hui connue comme le plateau Iranien. Le terme Persis est passé au latin pour devenir Persia, puis en français Perse, terme encore utilisé dans les pays occidentaux. Le 21 mars 1935, Reza Chah Pahlavi publie un décret demandant à toutes les relations étrangères du pays de le désigner sous le nom d'Iran dans leur correspondance officielle, sans que le terme Perse tombe dans l'inusité. En 1959, le gouvernement annonce que les deux noms (Perse et Iran) peuvent être officiellement utilisés de manière interchangeable. En 1979, la révolution iranienne proclame la « république islamique d’Iran », désignation officielle actuelle. Les termes Perse et Iran sont toujours largement utilisés.

## Histoire
L’Iran ou la Perse est l’une des civilisations continues les plus anciennes du monde. L’histoire de l'Iran couvre des milliers d’années, depuis les civilisations antiques du plateau iranien, la civilisation des Mannéens en Azerbaïdjan, de Shahr-e Sokhteh (« Ville brûlée ») dans la province du Sistan-et-Baloutchistan, et l’ancienne civilisation de Jiroft, suivie du royaume d’Élam, de l’empire Achéménide, des Parthes, des Sassanides jusqu’à l’actuelle République islamique. Cette histoire est marquée par des alternances de périodes de domination étrangère et de périodes d'essor du pouvoir étatique iranien, elles-mêmes segmentées par des changements constitutionnels majeurs.

### Préhistoire et protohistoire
Des vestiges d’occupation humaine remontant au Paléolithique inférieur ont été retrouvés au Baloutchistan, dont certains — parmi les plus anciens — ont un âge estimé à 800 000 ans. Au nord-ouest du pays, dans la région de la mer Caspienne, des vestiges datant du Xe millénaire av. J.-C. attestent de l’apparition d’une économie de production de biens au Mésolithique. Des études génétiques et des sites néolithiques attestent que la pratique de l’agriculture remonte à près de 10 000 ans dans les monts Zagros et à 6 ou 7 000 ans dans la vallée de Gorgan, à Turang Tepe, Yarim Tepe, et au centre du pays à Sialk II (près de Kachan).
Des objets de cuivre et des céramiques peintes remontant à l’âge du cuivre (il y a 4 000 ans), ont été retrouvés en Susiane (Khouzistan) et à Sialk. Des recherches archéologiques commencent à peine à faire connaître des civilisations très anciennes comme la civilisation de Jiroft qui bâtit des villes 3 000 ans av. J.-C.

### Antiquité
Le début du IIIe millénaire av. J.-C. voit apparaître une forme d’écriture, probablement dérivée du système sumérien, à Suse. L’Empire Élamite (précédé par la civilisation proto-élamite) établit un nouveau pouvoir régional dans le sud-ouest de l’Iran, et concurrence les empires voisins de Babylonie et d’Assyrie. C’est au cours du second millénaire avant notre ère qu’arrivent sur le plateau iranien divers peuples iraniens, provenant d’Asie centrale. Au milieu du VIIe siècle av. J.-C., les Mèdes, groupes de tribus établis au nord et au nord-ouest du pays, établissent leur pouvoir sur la région. À la fin de ce même siècle, les Mèdes et les Babyloniens se libèrent définitivement du joug assyrien en prenant Ninive en 610 av. J.-C.. C’est à la même période qu’apparaissent les premières sources mentionnant Cyrus Ier, roi d’Anshan, petit-fils d’Achéménès, fondateur du premier Empire perse, celui des Achéménides.

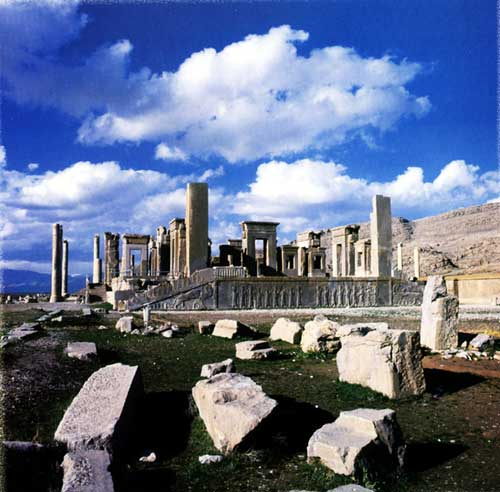
Ruines des palais des Achéménides à Persépolis.

Les Achéménides construisent un immense empire s’étendant de l’Inde à l’Égypte, organisé en satrapies reliées entre elles par un immense réseau routier. Le cylindre de Cyrus est la première trace écrite d’une déclaration de liberté religieuse, datant de Cyrus le Grand. La dynastie achéménide établit des capitales à Pasargades, Persépolis, Suse et Ecbatane. Leur règne est marqué par les Guerres médiques les opposant aux Grecs. L’empire perse décline après le règne de Xerxès Ier et chute en 330 av. J.-C., conquis par Alexandre le Grand, sous Darius III.
Les généraux d’Alexandre établissent la dynastie des Séleucides, qui s’effondre à son tour en 60 av. J.-C., le dernier reliquat de l’empire, en Syrie étant transformé en province romaine par Pompée. L’empire Parthe (aussi appelé Arsacide), fondé par Arsace et Tiridate en 250 av. J.-C., leur succède jusqu’en 224, quand le roi Artaban IV est défait par un de ses vassaux perses. Une nouvelle dynastie naît : les Sassanides, qui donnent naissance au second empire perse (224-651).
Les Sassanides sont les premiers à appeler leur empire Iranshahr ou Eranshahr (en persan : ايرانشهر, Terre des Aryens). Il s’agit d’une des périodes les plus importantes de l’histoire de l’Iran : la civilisation perse s’accomplit dans de nombreux domaines, et influence considérablement le monde romain, les deux empires étant perpétuellement en guerre. L’influence culturelle atteint l’Europe occidentale, l’Afrique, la Chine et l’Inde, et continue durant la période islamique,.

### Période islamique

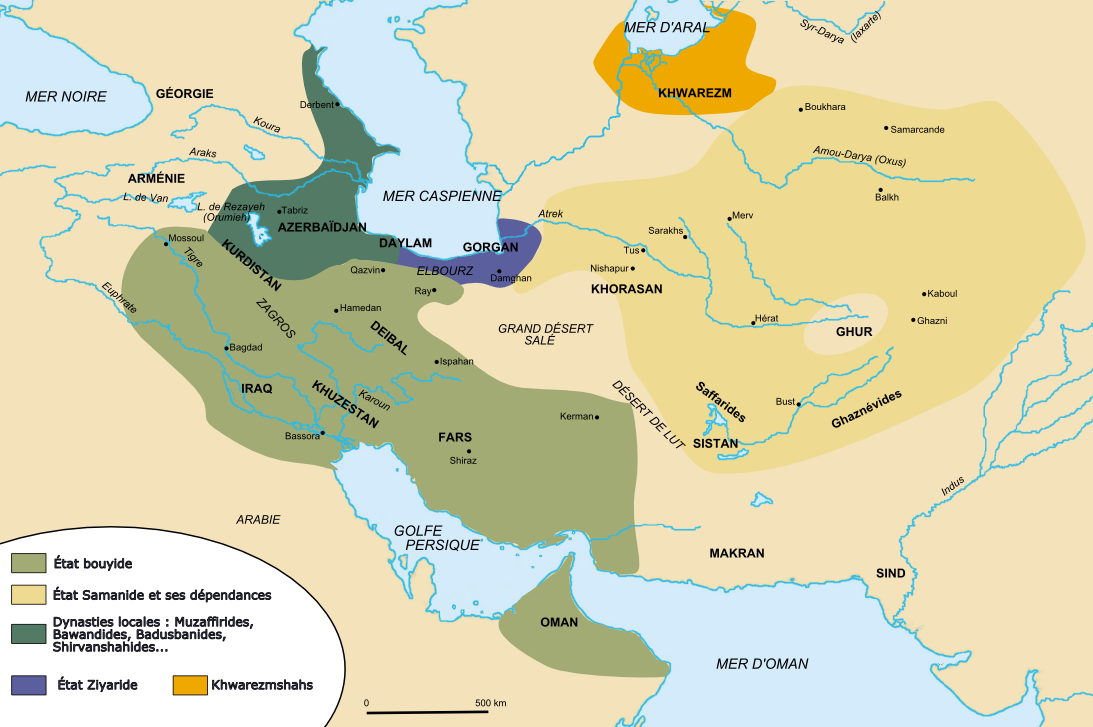
Carte de la Perse (Iran) vers l’an 1000.

La conquête musulmane de la Perse commence en 637, avec 'Umar. Après avoir occupé Ctésiphon, capitale de l’empire, les musulmans battent l’armée sassanide à Nahavand en 641-642. L’Iran est ensuite rapidement conquis. La conversion à l’islam est progressive jusqu’au IXe siècle. L’Iran a été islamisé, mais n’a jamais été arabisé, contrairement aux autres régions conquises par le califat. Les Persans ont même réussi à se distinguer au sein de l’islam, et l’apport culturel, politique et même religieux des Iraniens à cette religion est d’une importance fondamentale.
Au VIIIe siècle, le Khorassan se rallie à la doctrine dissidente du chiisme et s’émancipe de la domination arabe. Une révolte renverse la dynastie Omeyyade, installant les Abbassides à Bagdad en 748. Le pouvoir des califes diminue progressivement, et plusieurs dynasties régionales émergent en Iran entre 820 et 1005, dont les Samanides. Ces derniers rivalisent avec Bagdad, et créent d’importants foyers de vie intellectuelle. Outre la culture arabe classique, ils favorisent l’éclosion de la littérature persane et accordent leur protection à des penseurs. En 962, la dynastie des Ghaznévides s’installe à Ghazna et règne du Khorasan au Pendjab. C’est sous le patronage de Mahmoud de Ghazni que Ferdowsi écrit en persan le Shâh Nâmâ (signifiant « Le livre des Rois »), poème épique qui recueille les histoires de la mythologie perse.
Un groupe turc, les Seldjoukides, arrive dans la région au XIe siècle. Les Ghaznévides, puis les Samanides, sont défaits. L’Iran connaît une renaissance culturelle et scientifique. L’observatoire d’Ispahan est créé, où Omar Khayyam met au point un nouveau calendrier qui introduit l’année bissextile : le calendrier persan, encore utilisé aujourd’hui. Cette époque voit aussi une production artistique très riche : l’art des Seldjoukides d'Iran.
Après les Seldjoukides, l’Iran est encore dirigé par des petites dynasties locales avant d’être envahi par les Mongols de Gengis Khan en 1219. Le pays est dévasté et l’invasion est désastreuse pour la population. La destruction de nombreux qanats (un système d’irrigation traditionnel performant) détruit le réseau d’habitat. Les villes sont détruites et remplacées par des oasis isolées, la démographie chute et le pays se tribalise. De petites dynasties locales se mettent en place après la fin de la première période mongole en 1335.
Mais rapidement, le pays est de nouveau envahi : Tamerlan (ou Timur), d’origine turque et mongole, conquiert la totalité de l’Iran et en devient l’empereur en 1381. L’empire Timouride dure jusqu’en 1507 : les Chaybanides prennent Samarcande tandis que les Safavides reconquièrent une bonne partie du territoire iranien à partir de l’Azerbaïdjan iranien.

### Époque moderne

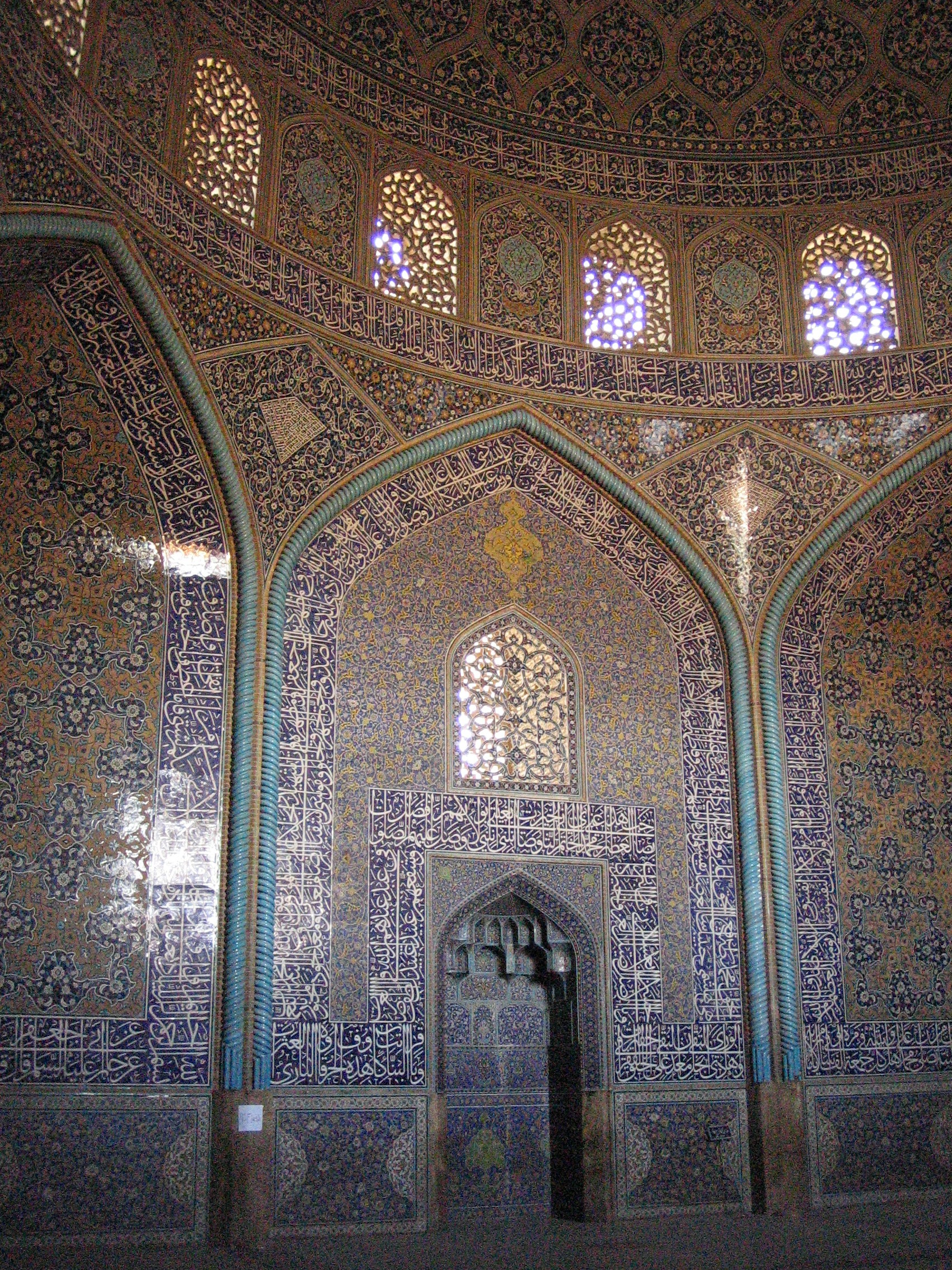
Mosquée du cheikh Lutfallah, Ispahan.

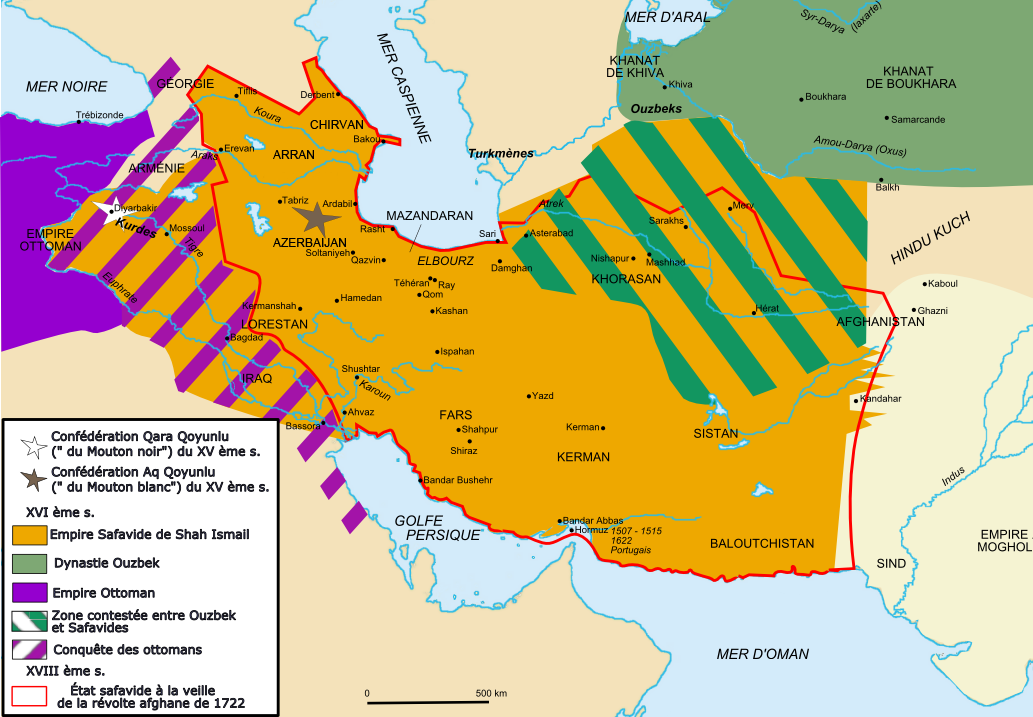
État safavide.

L’Iran se convertit au chiisme duodécimain au XVIe siècle, sous l’impulsion d’Ismaïl Ier, premier souverain safavide. Cette conversion résulte d’une volonté de s’affirmer face à la domination de l'Empire ottoman sunnite et de créer une identité iranienne spécifique[réf. nécessaire]. La conversion des sunnites est obligatoire, sous peine de mort[source insuffisante]. L’apogée des Safavides est atteinte sous le shah Abbas Ier. Le pays est pacifié, son territoire étendu et son administration centralisée. Le commerce et les arts connaissent un essor important, avec l'accueil de commerçants et d’artistes étrangers, le développement de la production de tapis et la construction d’Ispahan.
L'invasion de l’Iran par des tribus afghanes met un terme à la dynastie des Safavides. La suprématie afghane est toutefois assez brève. Tahmasp Quli, un chef de tribu afchar, chasse les Afghans et prend le pouvoir en 1736 sous le nom de Nader Chah. Tout le territoire iranien est repris, depuis la Géorgie et l’Arménie jusqu’à l’Afghanistan. Des campagnes militaires sont même menées jusqu’à Delhi en 1739. Nâdir Shâh est assassiné en 1747 par d’autres chefs afchars. Le pays est ensuite l'objet de luttes tribales pour la conquête du pouvoir entre Afcharides, Afghans, Qajars et Zands. Karim Khan Zand réussit à réunifier presque tout le pays en 1750. Il refuse de prendre le titre de shah et préfère se nommer Vakil ar-Ra’aayaa (« Le Régent des paysans »). Sa mort en 1779 est encore suivie de luttes. Le kadjar Agha Mohammad Chah prend le pouvoir en 1794, établissant une dynastie qui dure jusqu’en 1925.
Sous les règnes de Fath Ali Chah Qadjar, Mohammad Chah Qadjar, et Nassereddine Shah, le pays retrouve ordre, stabilité et unité. Les marchands (bāzāris) et les Oulémas (chefs religieux) deviennent des membres importants de la société iranienne.
Cependant, l’autorité centrale est plutôt faible, la classe dirigeante relativement corrompue et le peuple exploité par ses dirigeants. Les puissances coloniales russe et britannique tirent parti de cette situation : grâce à leur supériorité militaire et technologique, elles dominent le commerce de l’Iran et interfèrent dans les affaires internes du pays.[réf. nécessaire]

### Révolution constitutionnelle et État impérial

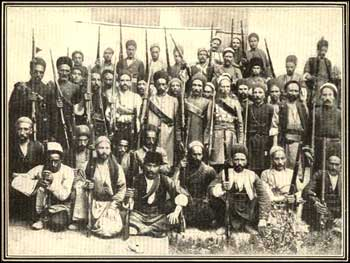
Groupe de révolutionnaires à Tabriz. Au centre : Sattar Khan et Bagher Khan.

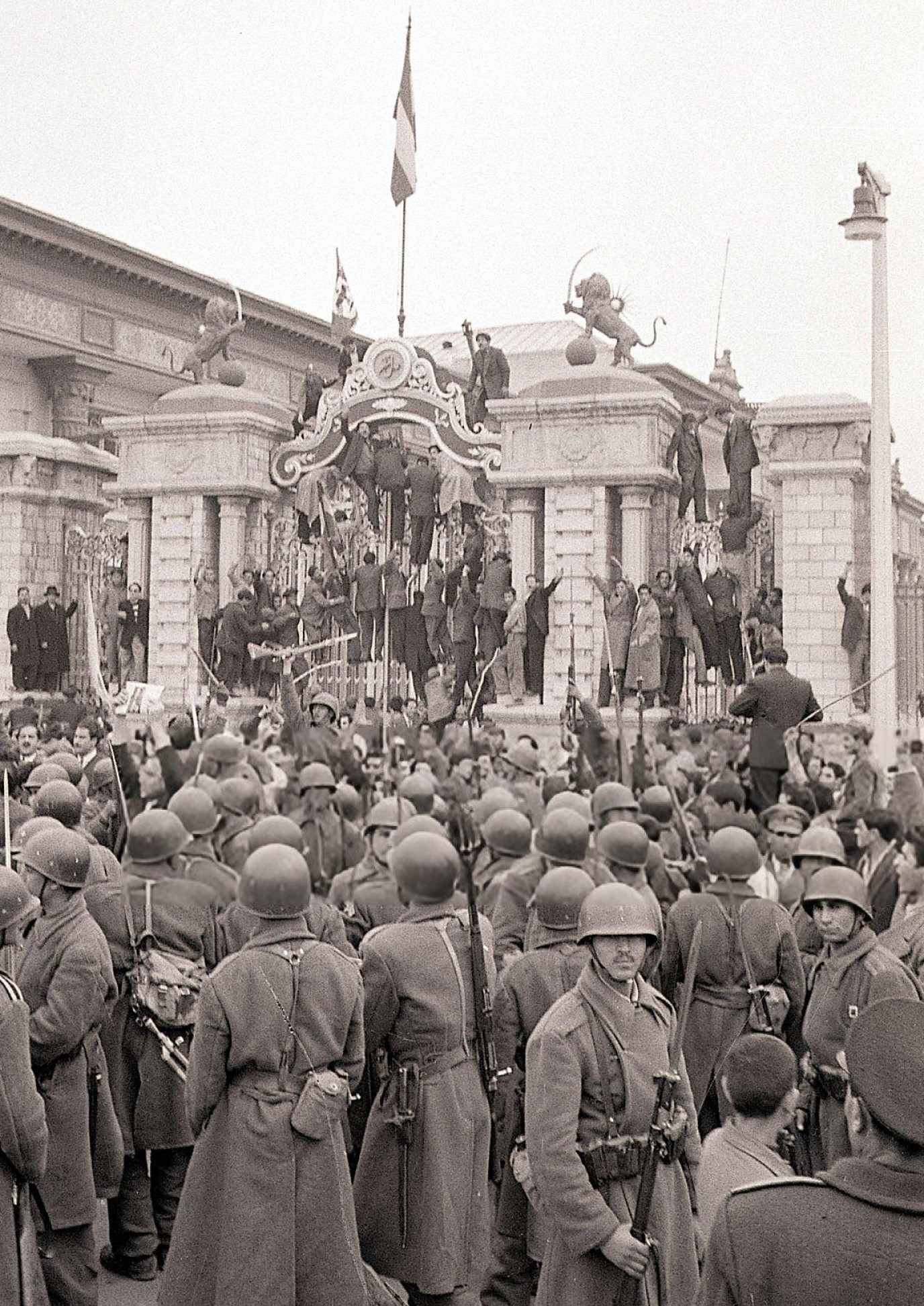
Soldats iraniens entourant le bâtiment de la Majles à Téhéran le 19 août 1953.

Mohammad Mossadegh, figure de la nationalisation du pétrole iranien.

Les premières tentatives iraniennes de modernisation commencent sous le premier ministre de Nassereddine Shah, Amir Kabir. Le système fiscal est réformé, le contrôle central sur l’administration est renforcé, le commerce et l’industrie sont développés. L’influence du clergé chiite et des puissances étrangères se réduisent et la première école polytechnique a été créée. Mais les réformes d'Amir Kabir eurent des ennemis notamment parmi la classe aisée et en 1852 il fut assassiné. La montée de la colère populaire et une demande de réforme mènent le pays à la révolution constitutionnelle persane de 1906. L’Iran devient le premier pays moyen-oriental à faire une révolution et à se doter d’une constitution.
La Première Guerre mondiale voit grandir l’influence des Britanniques, déjà intéressés par la découverte de pétrole dans le Khouzistan en 1908. Ils essaient d’imposer l’accord anglo-persan en 1919, qui est refusé par le parlement.
Peu de temps après, un coup d’État fait changer le pouvoir de main, au profit d’un officier, Reza Khan, qui devient quatre ans plus tard Reza Shah Pahlavi. Au moyen d’un gouvernement centralisé et fort, il modernise l’Iran : développement d’industries lourdes, projets majeurs d’infrastructures, construction d’un chemin de fer national, création d’un système public d’éducation nationale, réforme de la justice (jusque-là contrôlée par le clergé chiite), création du code civil iranien, amélioration de l’hygiène et du système de santé. Les droits spéciaux accordés aux étrangers pendant l’époque Qajar sont annulés pour diminuer la dépendance vis-à-vis du Royaume-Uni et de la Russie. Le 21 mars 1935, la communauté internationale est officiellement sommée de ne plus utiliser le nom « Perse » mais « Iran » (nom local depuis les Sassanides, le nom officiel de la monarchie est « État impérial d'Iran »). Interdiction du port du voile pour les femmes et obligation de porter un habit « à l’occidentale » pour les hommes sont décrétés la même année.
En 1941, Reza Shah déclare la neutralité de l'Iran et refuse l'expulsion des ressortissants allemands, alors que le Royaume-Uni a le contrôle de son pétrole. Les forces britanniques et soviétiques envahissent le pays et forcent Reza Shah à abdiquer en faveur de son fils Mohammad Reza Pahlavi. Il est alors envoyé en exil et meurt en 1944. L’occupation du pays est d'une importance stratégique majeure pour les Alliés. Ayant déclaré la guerre à l’Allemagne en 1943, l’Iran se rapproche des puissances occidentales. La même année, la conférence de Téhéran voit Churchill, Roosevelt et Staline réaffirmer leur engagement sur l’indépendance de l’Iran, qui devient rapidement membre des Nations unies.
Pourtant, en décembre 1945, bénéficiant du soutien de l’Union soviétique, le Gouvernement du peuple d’Azerbaïdjan et la république de Mahabad déclarent leur indépendance dans les régions de l’Azerbaïdjan iranien et du Kurdistan iranien. Des parties du Khorassan, du Gorgan, du Mazandéran et du Guilan sont occupées par les troupes soviétiques : la crise irano-soviétique, première de la guerre froide, se termine en décembre 1946 avec l’effondrement des gouvernements républicains ayant perdu le soutien de l’URSS.
En 1951, le premier ministre Mohammad Mossadegh nationalise l'anglo-iranien Oil Company (AIOC). En août 1953, il est éloigné du pouvoir à la suite d’un complot orchestré par les services secrets britanniques et américains, l'opération Ajax. Après sa chute, Mohammad Reza Shah Pahlavi met en place un régime politique autocratique et dictatorial fondé sur l’appui américain. En 1955, l’Iran appartient au pacte de Bagdad et se trouve alors dans le camp américain pendant la guerre froide. Mohammad Reza Shah modernise l’industrie et la société grâce aux revenus très importants du pétrole et à un programme de réformes nommé la « révolution blanche ».
L’Iran entre dans une période de prospérité fulgurante et de modernisation accélérée mais la société, bouleversée dans ses racines, souffre du manque de liberté.[réf. nécessaire]

### République islamique
En 1963 ont lieu les premières émeutes, au cours desquelles se fait remarquer un homme du nom de Khomeini.
En 1971, le faste des cérémonies de célébration des 2 500 ans de Persépolis irrite les pauvres et les paysans.
En 1976, le calendrier islamique est remplacé par un calendrier solaire impérial.

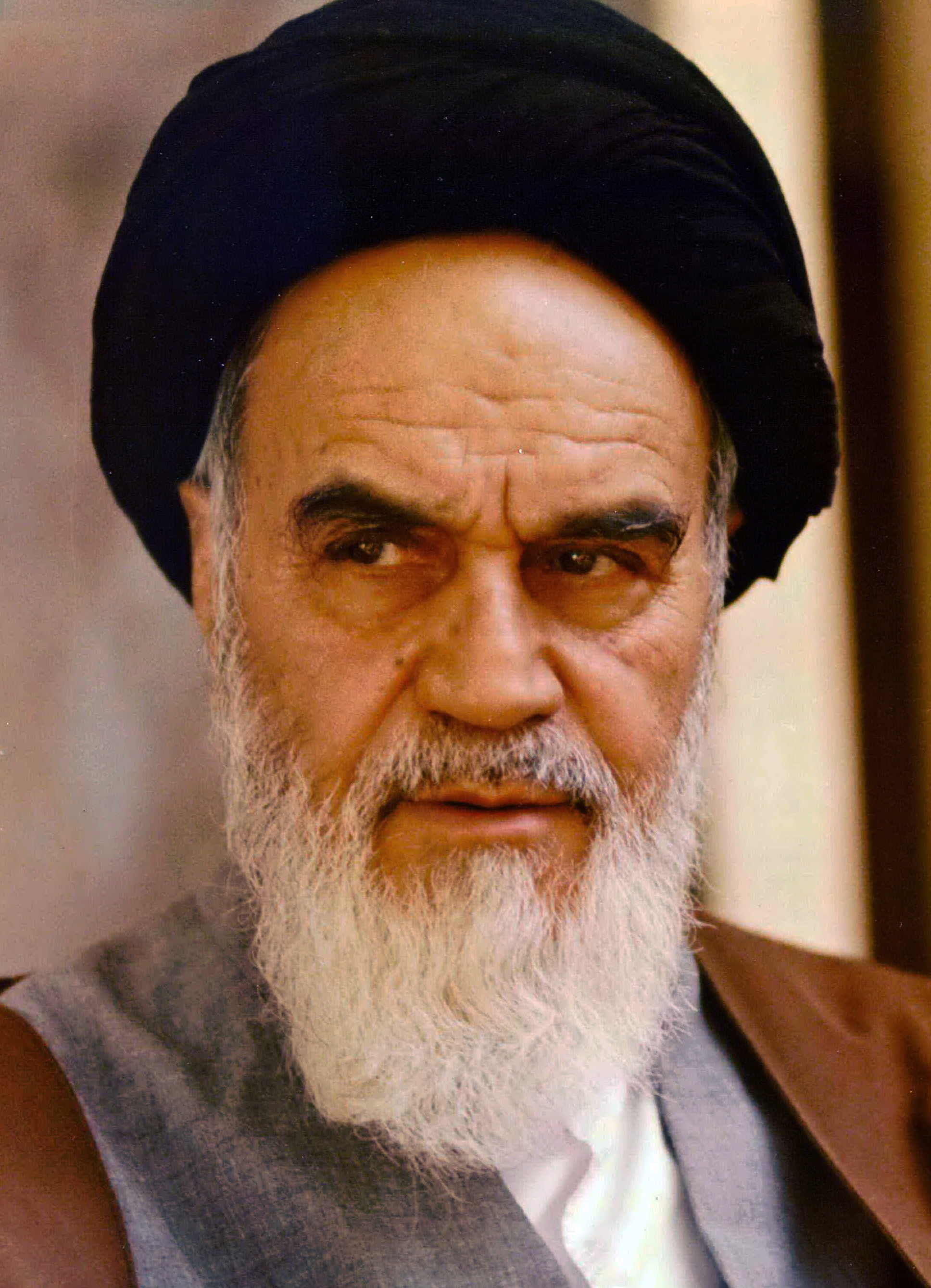
Portrait de Rouhollah Khomeini, atelier de Sayyad Mohammad. (1981)

Après des mois de protestations populaires et de manifestations contre son gouvernement, Mohammad Reza Pahlavi quitte l’Iran le 16 janvier 1979. Le 1er février 1979, Rouhollah Khomeini revient en Iran après un exil de 15 ans. Après la proclamation de la neutralité des forces armées dans la révolution, Khomeini déclare la fin de la monarchie le 11 février et met en place un gouvernement provisoire. Il existait une grande jubilation en Iran autour de la destitution du Shah, mais il existait aussi beaucoup de désaccords sur l'avenir de l’Iran. Alors que Khomeini était la figure politique la plus populaire, il existait des douzaines de groupes révolutionnaires, chacun ayant sa propre vue concernant l'avenir. Des factions libérales, marxistes, anarchistes et laïques, ainsi qu’un large panorama de groupes religieux cherchaient en effet à modeler ce dernier.
Les théologiens sont les premiers à rétablir l’ordre dans le pays, avec l’aide des comités locaux. Connus sous le nom de Gardiens de la révolution à partir de mai 1979, ces groupes ont vite pris le pouvoir dans les gouvernements locaux dans tout l’Iran, et récupèrent ainsi la plupart des pouvoirs. Les tribunaux révolutionnaires mis en place permettent l’élimination de figures de l’ancien gouvernement et des opposants de tous bords.
La République islamique est instituée par référendum les 30 et 31 mars 1979. Un second référendum adopte une constitution le 2 décembre suivant, le lendemain, Khomeini devient le Guide suprême.
Suivant la constitution, le président est élu au suffrage universel, le 25 janvier 1980, le scrutin est remporté par Abolhassan Bani Sadr, qui avait été ministre des Finances et ministre provisoire des Affaires étrangères pour résoudre la crise des otages de l’ambassade américaine de Téhéran (occupation de l'ambassade des États-Unis à Téhéran entre le 4 novembre 1979 et le 20 janvier 1981 et prise en otage de son personnel), à laquelle il s’opposait. Il est élu avec 76 % des voix tandis que le candidat des religieux n'obtint que 4 % des voix. Le président est destitué par le parlement en juin 1981.
La crise des otages américains en Iran pousse l'administration Carter à rompre ses relations diplomatiques avec l'Iran, puis à imposer des sanctions économiques le 7 avril 1980. Le 22 septembre 1980, profitant de la faiblesse des forces armées iraniennes qui subissent des purges du nouveau gouvernement islamique, l'Irak envahit l'Iran. La politique officielle des États-Unis cherche à isoler l'Iran. Ainsi, les États-Unis et leurs alliés fournissent des armes et de la technologie à Saddam Hussein, qui a pour objectif de s'emparer des champs de pétrole du Khouzistan. Ironiquement, des membres de l'administration Reagan vendent secrètement des armes et des pièces détachées à l'Iran dans ce qui est connu sous le nom de affaire Iran-Contra. L'Iran accepte de respecter le cessez-le-feu exigé par la résolution 598 du conseil de sécurité de l'ONU le 20 juillet 1987. Le 15 août 1990, Saddam Hussein accepte de revenir aux accords d’Alger de 1975 : retour à un statu quo ante. Le bilan de la guerre est, selon les estimations de plusieurs centaines de milliers à plus d'un million de morts. Le « culte du martyre » qui a été l'un des moteurs de la mobilisation nationale durant la guerre, sera largement utilisé par la suite par le gouvernement comme « clé de voûte de l'action politique et de la raison d'État ». La fin de la guerre approchant, des milliers de prisonniers politiques présents dans les prisons sont exécutés durant l'été 1988 sur l'ordre de Khomeini.
Après la mort de Khomeini le 3 juin 1989, l'Assemblée des experts choisit le président sortant Ali Khamenei comme Guide de la révolution. La constitution est modifiée à la suite de son arrivée au pouvoir.
Pendant la deuxième guerre du Golfe en 1991, le pays reste neutre (il permet toutefois à l'aviation irakienne de se poser en Iran et aux réfugiés irakiens de pénétrer sur son territoire).

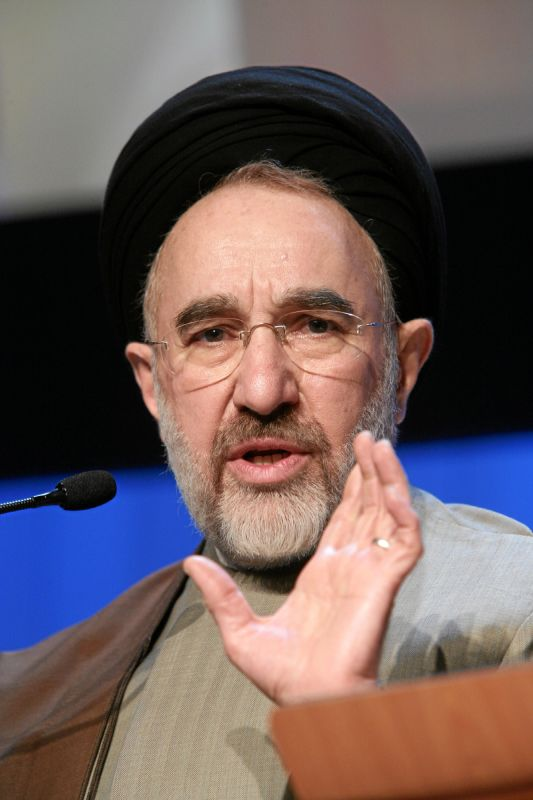
Mohammad Khatami.

La révolution et la guerre avec l'Irak ont beaucoup pesé sur l'économie du pays, ce qui conduit des pragmatiques comme Hachemi Rafsandjani à devenir président en 1989 puis 1993. L'échec des politiques économiques et de la modernisation de l'État iranien voit l'élection de Mohammad Khatami, un religieux modéré, en 1997. Celui-ci doit diriger le pays en tenant compte des exigences d'une société demandeuse de réformes et de l'influence d'un clergé très conservateur, qui souhaite garder la mainmise sur le pouvoir. Ce décalage atteint son paroxysme en juillet 1999, où des protestations massives contre le gouvernement ont lieu dans les rues de Téhéran. Khatami est réélu en juin 2001 mais, aussitôt, les éléments conservateurs du gouvernement iranien œuvrent pour déstabiliser le mouvement réformateur, bannissant les journaux libéraux et disqualifiant les candidats aux élections parlementaire et présidentielle.
L'échec de Khatami à réformer le gouvernement cause une apathie grandissante parmi la jeunesse. Le maire ultra-conservateur de Téhéran, Mahmoud Ahmadinejad est élu président en 2005 (plus de 1000 candidatures sont invalidées par le Conseil des Gardiens). On observe alors un durcissement du discours nationaliste par le président, qui vise ainsi à asseoir la légitimité du programme nucléaire de l'Iran et les décisions de politique étrangère malgré l'opposition américaine.

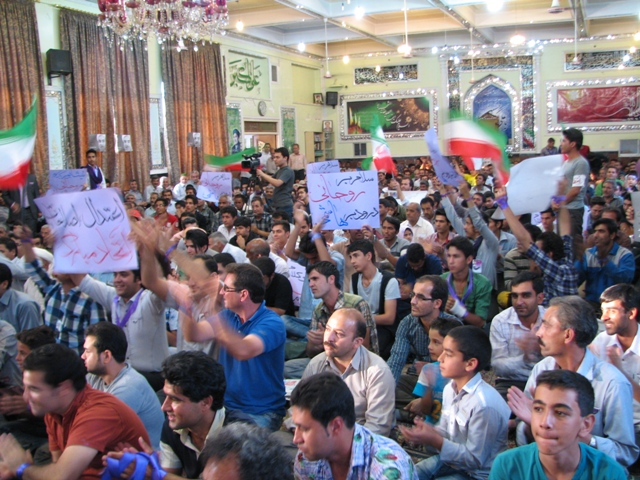
Élection présidentielle de 2013.

L'élection présidentielle de 2009 est marquée par la réélection contestée de Mahmoud Ahmadinejad, ce qui donne lieu à des manifestations de masse d'opposition, probablement les plus importantes depuis la révolution de 1979. Ces manifestations pacifiques sont réprimées avec violence par le pouvoir islamique : même si leur nombre exact est encore inconnu à ce jour, des centaines de manifestants auraient été tués à l'instar de Neda Agha-Soltan par les milices pro-gouvernementales Basij ou les policiers antiémeutes faisant aussi de nombreux blessés, et plus de deux mille arrestations auraient été opérées selon Amnesty International.
Le 14 juin 2013, Hassan Rohani, présenté comme le seul candidat modéré de la campagne présidentielle, est élu président de la république islamique d'Iran au premier tour, avec 50,7 % des suffrages exprimés.
Après l'élection de Hassan Rohani à la présidence de la République iranienne en juin 2013 et son entrée en fonctions en août, l'Iran fait publiquement part de sa plus grande disposition à trouver un accord sur le nucléaire, alors que les sanctions prises par les pays occidentaux depuis plusieurs années portent leurs fruits. Fin novembre 2015, un accord est trouvé entre Téhéran et le groupe 5 + 1 (États-Unis, Royaume-Uni, France, Chine, Russie + l'Allemagne), qui prévoit un arrêt de l'enrichissement de l'uranium et une surveillance accrue de la part de l'AIEA, contre une levée partielle des sanctions occidentales,.
Le 16 septembre 2022, Mahsa Amini, une jeune femme iranienne de 22 ans, décède trois jours après avoir été arrêtée par la police de la moralité iranienne. Les autorités l'accusaient d'avoir enfreint le code vestimentaire strict en vigueur au pays, qui stipule que toutes les femmes doivent obligatoirement porter le hijab en public. La nouvelle de sa mort engendre une vague de contestations importante en Iran, qui donne lieu à de nombreuses manifestations dans les différentes villes du pays. En 6 semaines, au moins 122 personnes perdent la vie dans ces protestations à cause de la forte répression des manifestants par la police des mœurs. Le mouvement de contestation iranien s'est également répandu à l'international, donnant lieu à de nombreuses manifestations dans plusieurs pays. Face à l'extension de la révolte, le pouvoir durcit encore la répression, arrêtant des centaines de personnes dans tout le pays et prononçant des condamnations à mort lors de procès expéditifs.
En 2024, à la suite de la mort accidentelle dans un accident d'hélicoptère du président ultra-conservateur, Ebrahim Raïssi, permet aux "réformateurs" de revenir au pouvoir avec l'élection de Massoud Pezechkian.
Le 13 juin 2025, plusieurs villes d'Iran sont bombardées par Israël dans le cadre de l'opération Rising Lion. Durant la nuit du 21 au 22 juin 2025, les États-Unis d'Amérique lancent à leur tour une attaque contre plusieurs sites nucléaires iraniens, lors d'une opération nommée Marteau de minuit.

### Frise chronologique
|  |

## Géographie

### Géographie physique

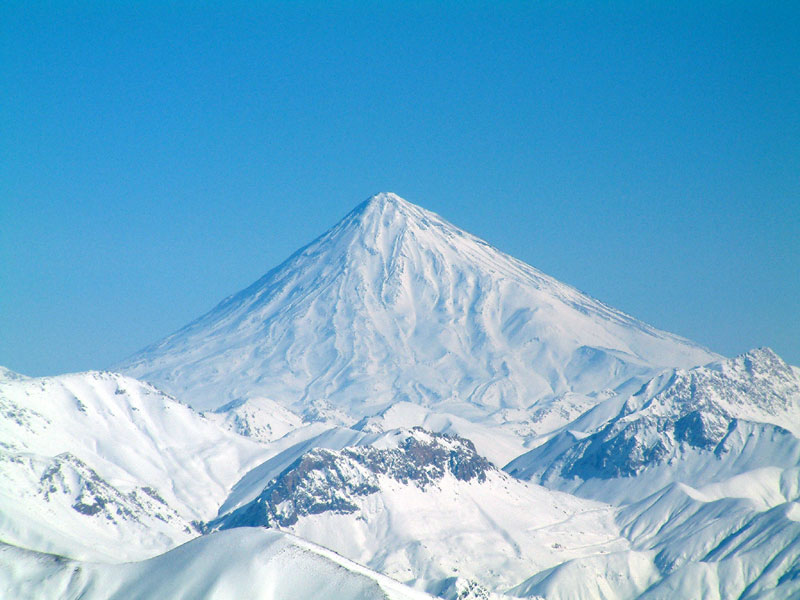
Mont Damavand en hiver.

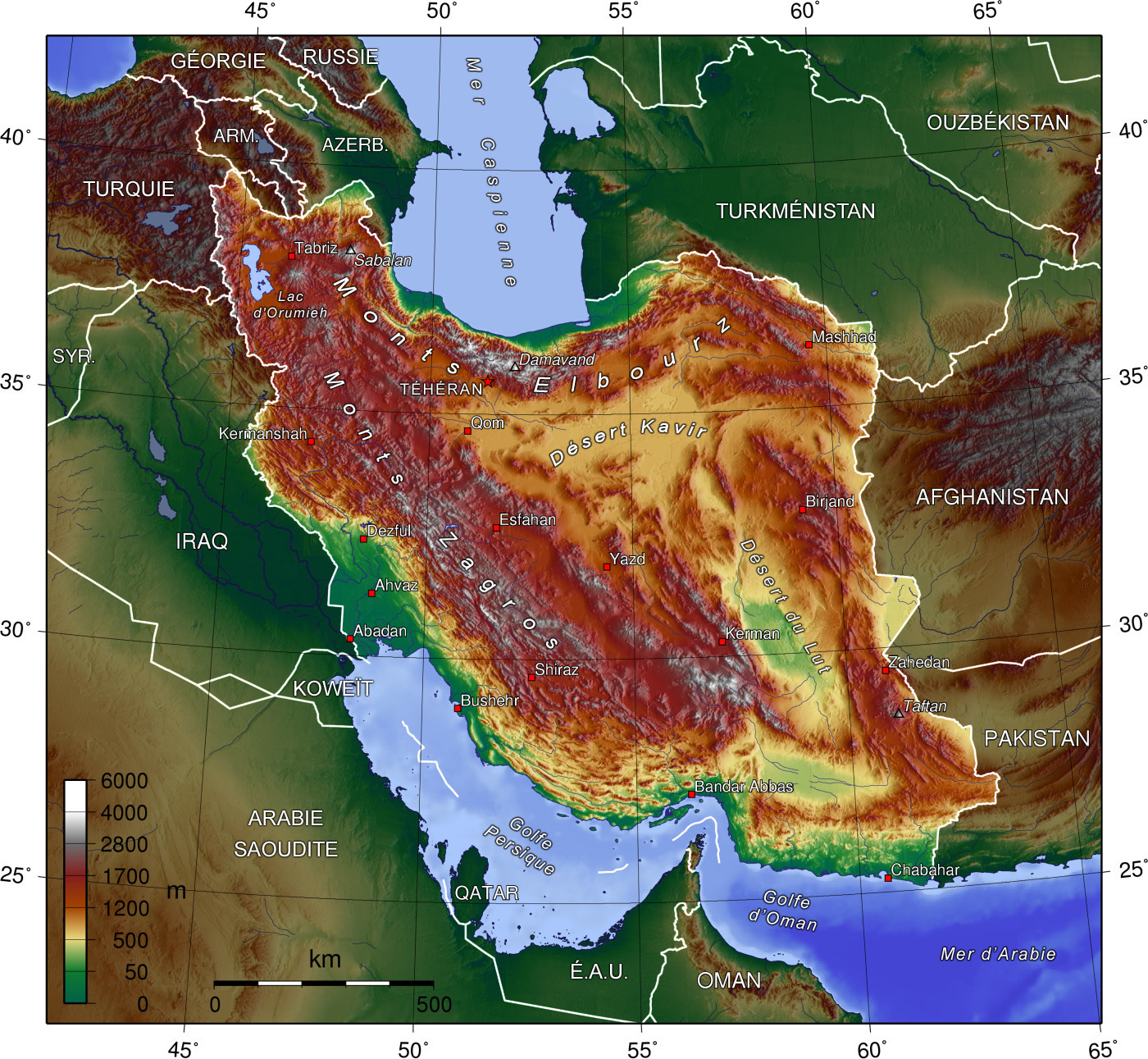
Carte physique de l’Iran.

L'Iran se situe un peu au nord du tropique du Cancer entre les parallèles 25° N et 40° N de latitude et entre les méridiens 44° E et 63° E de longitude. L'Iran fait partie du fuseau horaire UTC+03:30 qui correspond à peu près à l'heure réelle à Téhéran. L'Iran est un pays montagneux et partiellement désertique d'une superficie de 1 648 195 km2, dont 1 531 595 km2 terrestres et 116 600 km2 d'eaux intérieures. Au nord-ouest, il a des frontières communes avec l’Arménie (44 km), l’Azerbaïdjan (689 km), au nord-est, il cumule 740 km de côtes sur la mer Caspienne, puis au nord-est il partage une frontière terrestre avec le Turkménistan (1 148 km). À l’est, l'Iran est borné par l’Afghanistan (921 km) au nord et le Pakistan (959 km) au sud. Les frontières occidentales sont partagées avec la Turquie (534 km) au nord-ouest et l’Irak (1 599 km) au sud-ouest, finissant au Chatt-el-Arab. Le golfe Persique et le golfe d’Oman forment l’intégralité de sa limite méridionale de 2 440 km. Cette situation sur les lignes maritimes des hydrocarbures est stratégique. Au territoire continental s'ajoutent plusieurs îles dans le golfe Persique, quelques-unes dans la mer Caspienne. L’Iran connaît un contentieux avec les Émirats arabes unis depuis les années 1970 portant sur les îles Tunbs et Abou-Moussa, occupées militairement par l’Iran. La distance entre les extrêmes en Azerbaïdjan de l'Ouest au nord-ouest et au Sistan-et-Baloutchistan au sud-est est approximativement de 2 330 km.

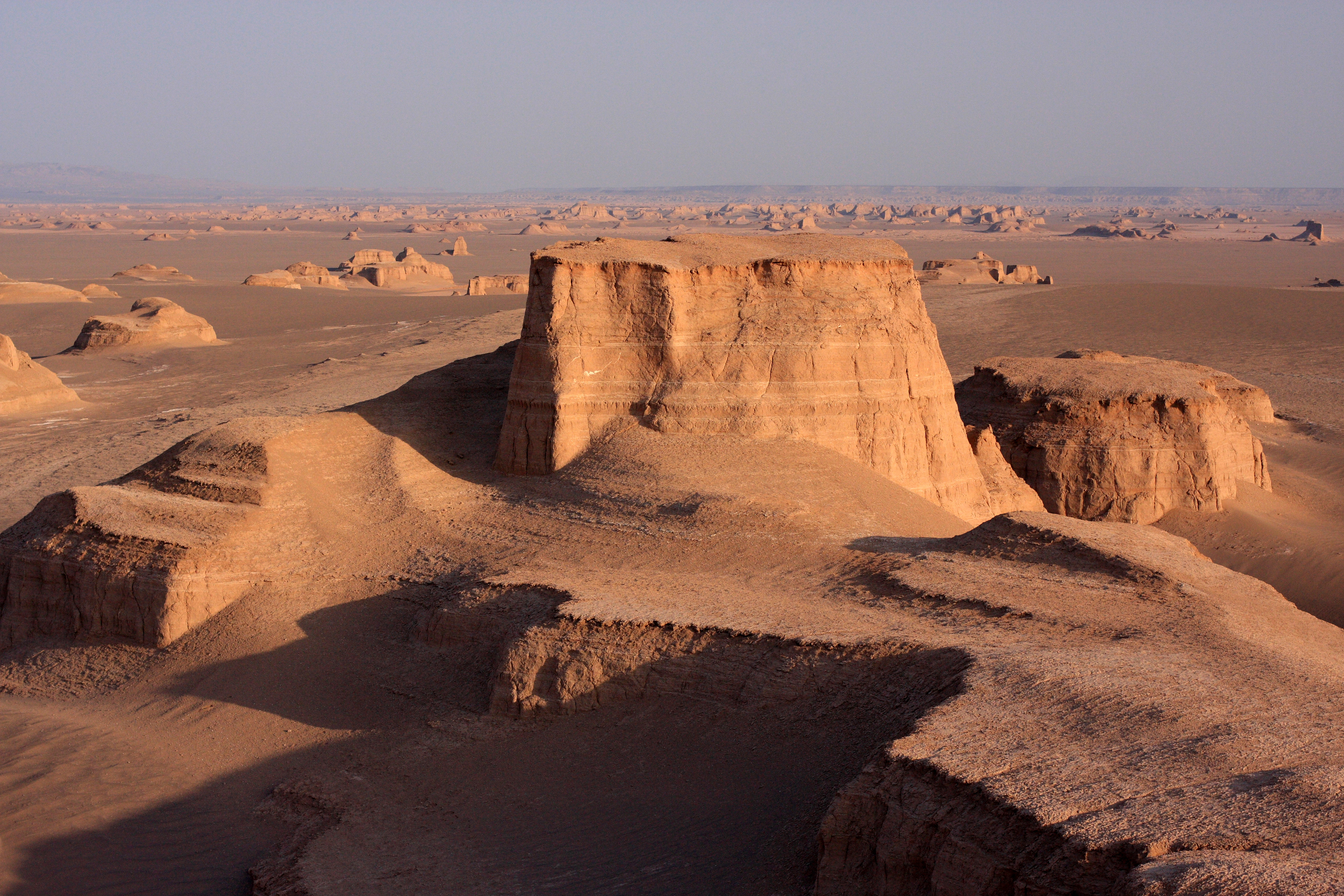
Dacht-e-Lout.

Le relief iranien est dominé par plusieurs chaînes de montagnes qui séparent divers bassins et plateaux. Le sommet le plus haut de l’Iran, le mont Damavand, culmine à 5 610 m. Plus haute montagne eurasiatique à l'ouest de l'Hindou Kouch, il fait partie des monts Elbourz, qui surplombent la mer Caspienne au nord. Les monts Zagros coupent le pays du nord-ouest au sud-est, d'une altitude dépassant les 3 000 m, avec au moins cinq sommets de plus de 4 000 m. Vers le sud du pays, l'altitude moyenne des sommets descend brusquement jusqu'en dessous de 1 500 m. L’Iran est situé dans une zone sismique très instable et est régulièrement touché par des tremblements de terre. Le paysage accidenté de l'Iran a surgi de la dernière grande collision tectonique des continents. En s'éloignant de l'Afrique, le nord de la plaque arabique a heurté la plaque eurasiatique, il y a 25 ou 30 millions d'années, peu après la création de l'Himalaya lors de la poussée de la plaque indienne. L'impact a soulevé pratiquement toutes les chaînes de montagnes de l'Iran, ainsi que le plateau central, qui passe de 2 000 m d'altitude dans le Nord-Ouest à moins de 500 m dans les bassins désertiques de l'Est. La collision, toujours à l'œuvre, est responsable des nombreux tremblements de terre,. Le plateau Iranien, constitué de plusieurs bassins fermés, est la zone située entre les chaînes de montagnes localisées à l’est et à l’ouest du pays. L'altitude moyenne de ce plateau est d'environ 900 m, mais plusieurs sommets surplombant le plateau s'élèvent à plus de 3 000 m. La partie orientale du plateau est couverte par deux déserts salés, le Dacht-e Kavir et le Dacht-e Lout. La plaine du Khouzistan, au sud-ouest, est une extension de la plaine de Mésopotamie d'une largeur moyenne de 160 km. Elle entre sur environ 120 km à l'intérieur des terres avant de se heurter aux contreforts des monts Zagros. S'élevant à quelques mètres, elle est recouverte de marais. La plaine Caspienne, à la fois plus longue et plus étroite (640 km sur 50 km), s'insère entre la mer Caspienne et les contreforts des monts Elbourz. Sur la côte du golfe Persique et du golfe d'Oman, la chaine des Zagros vient se terminer directement sur le littoral.

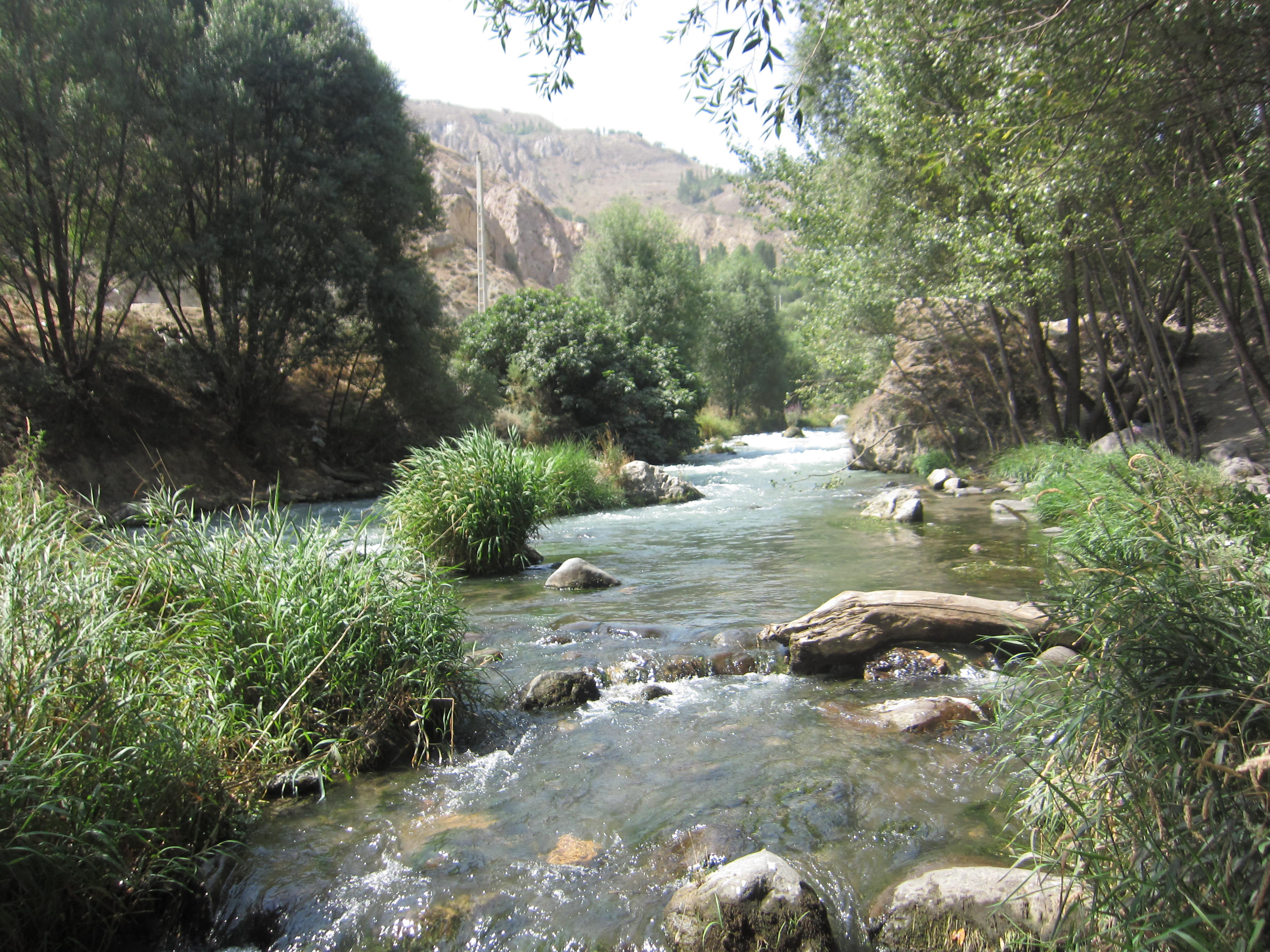
La rivière Haraz.

Le réseau hydrographique compte peu de cours d'eau importants. Le Karoun (725 km), le plus long cours d'eau d'Iran et la seule voie navigable, est un affluent du Chatt-el-Arab, fleuve du bassin du golfe Persique. Le Sefid Roud (670 km) se jette dans la mer Caspienne. D'autres rivières permanentes se jettent dans le golfe Persique, et plusieurs rivières ayant leur source dans le nord-ouest des Zagros ou dans l'Elbourz font partie du bassin de la mer Caspienne. Sur le plateau iranien, de nombreuses rivières intermittentes se jettent dans des lacs salés, qui ont tendance à sécher pendant les mois d'été. Le lac d'Ourmia, dans l'Azerbaïdjan iranien au nord-ouest, est le plus grand lac d'Iran avec une superficie moyenne de 6 500 km2. La salinité y est trop élevée pour permettre aux poissons ou à d'autres formes de vie aquatique d'y vivre. Plusieurs lacs salés se trouvent au Sistan-et-Baloutchistan, le long de la frontière avec l'Afghanistan.

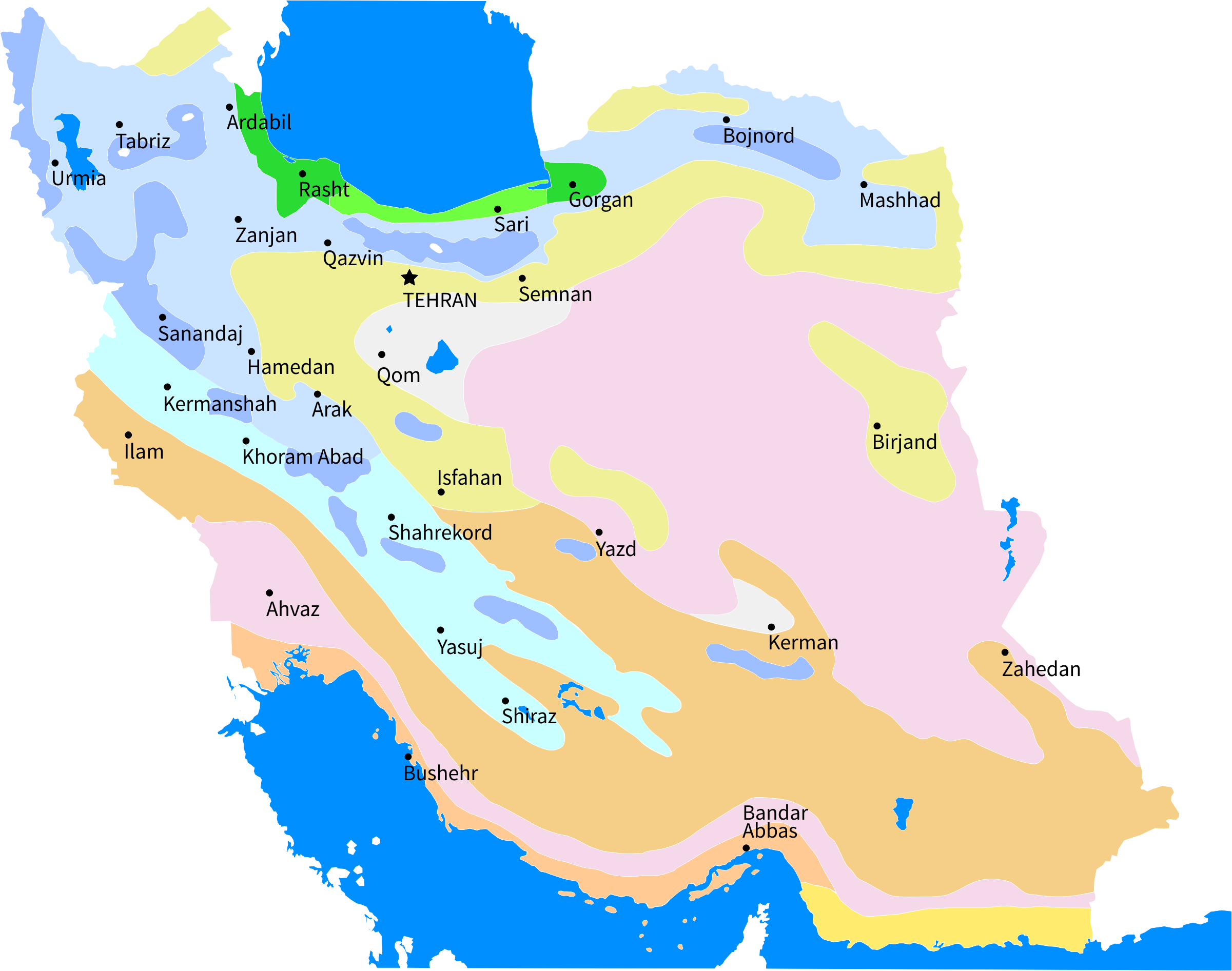
Zones climatiques de l'Iran :
Caspien doux et humide
Caspien doux
Méditerranéen à pluies printanières
Méditerranéen
Froid de montagne
Très froid de montagne
Semi-désertique froid
Semi-désertique chaud
Désertique sec
Désertique sec chaud
Côtier sec chaud
Côtier sec

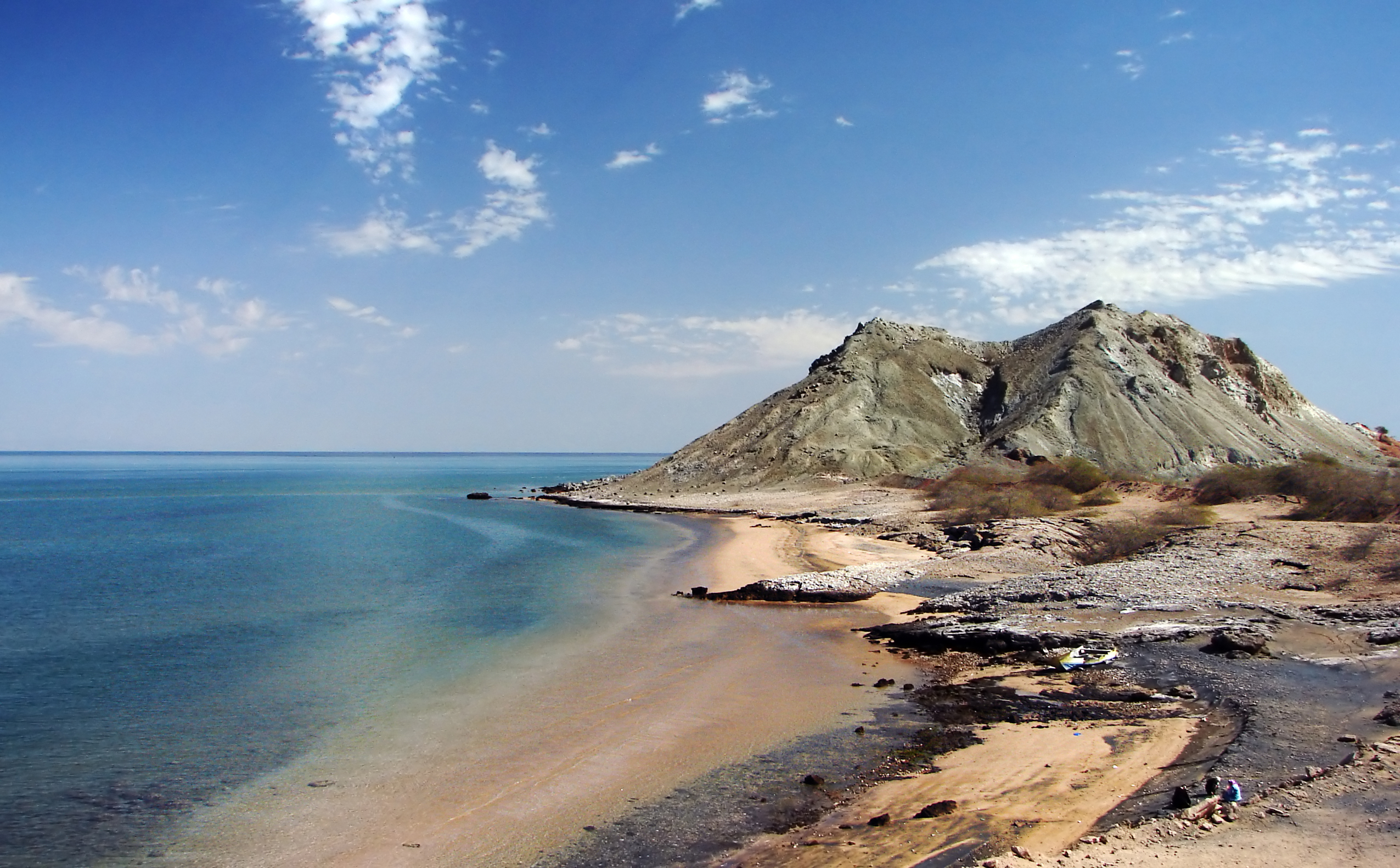
Île Hormoz dans le golfe Persique.

Le climat de l'Iran est caractérisé au nord par les masses continentales anticycloniques de l'Asie centrale, au centre par les vents méditerranéens amenant systèmes dépressionnaires et précipitations occasionnelles, et au sud et au sud-est par un climat désertique ou aride. Le climat aride ou semi-aride occupe la plus grande partie du pays, dans les bassins orientaux et centraux, avec moins de 200 mm de précipitations annuelles et des températures estivales dépassant les 38 °C. La plaine côtière Caspienne connaît un climat subtropical : les températures y tombent rarement en dessous de 0 °C en hiver et le climat reste humide toute l’année. L’ouest du pays, dans les vallées et monts Zagros, connaît des températures moyennes souvent en dessous de 0 °C et de fortes chutes de neige en hiver. Les températures estivales montent rarement au-dessus des 29 °C. Les précipitations annuelles sont de moins de 100 mm dans les secteurs désertiques à l’est, jusqu'à 2 000 mm dans les basses terres de la Caspienne. La plaine côtière du golfe Persique a des hivers tempérés, et des étés très chauds et très humides. Les précipitations y varient entre 135 et 355 mm.
La composition des sols varie selon les régions. Environ la moitié du pays, dans les pentes et montagnes, est rocheux et le sol y est pauvre et mince. Les alluvions forment un sol calcaire texturé dans les vallées sur une superficie d'environ 300 000 km2. La côte Caspienne offre un sol forestier riche couvrant 35 000 km2. Le sol brun des plateaux sur 470 000 km-2 semi-désertiques permet l'établissement d'herbes. Les sols désertiques salins et alcalins se composent de quartz et d'autres minéraux,. La géologie de l'Iran est particulièrement dotée en ressources naturelles, notamment la première réserve de gaz naturel et deuxième ou troisième de pétrole au monde,,. Le territoire comporte également des ressources de charbon, de chrome, de fer, de plomb, de manganèse, de zinc et de soufre.

### Environnement

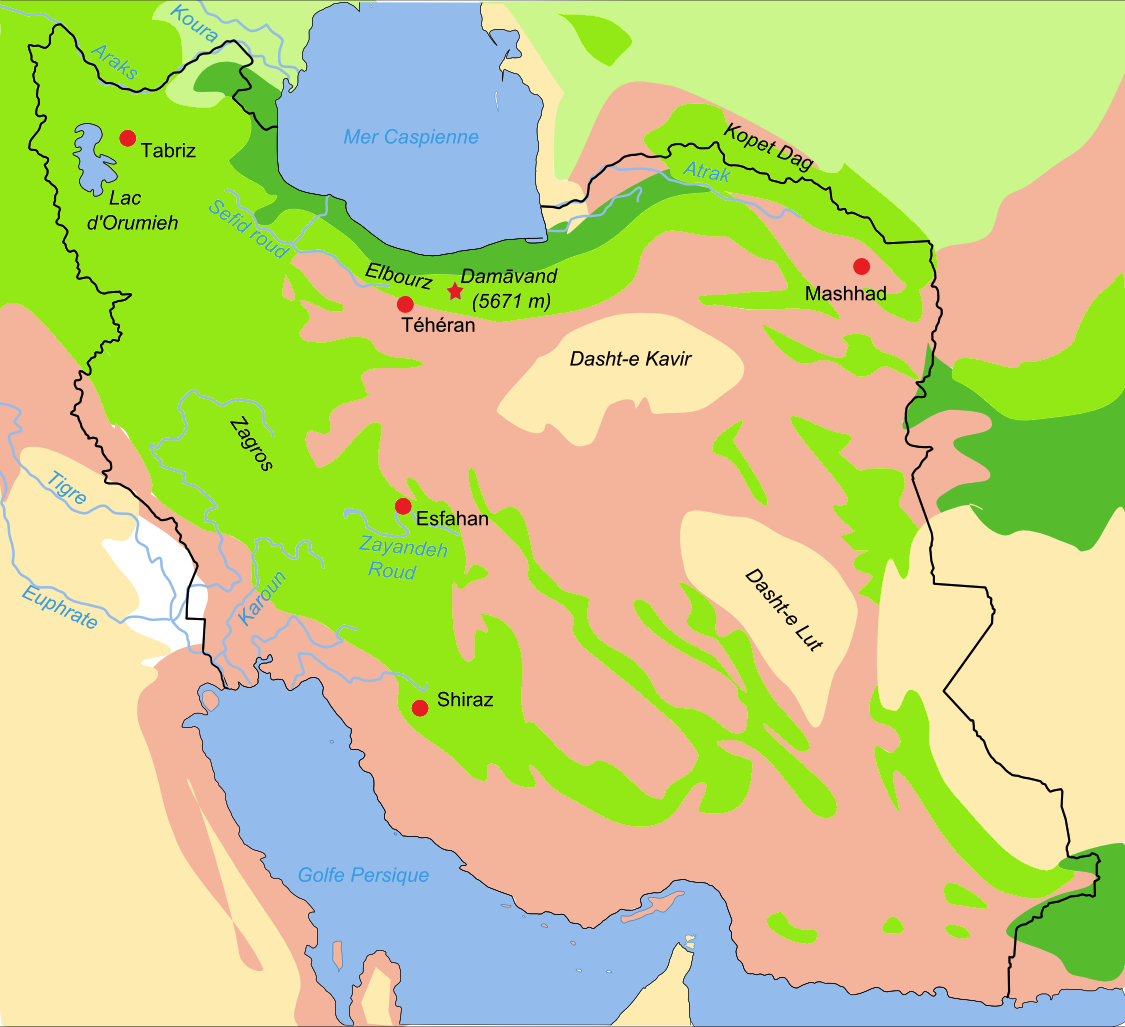
Biotopes d’Iran :
Forêts et zones arborées
Steppes arborées
Steppes
Plaines désertiques
Zones semi désertiques
Marais saumâtres alluviaux

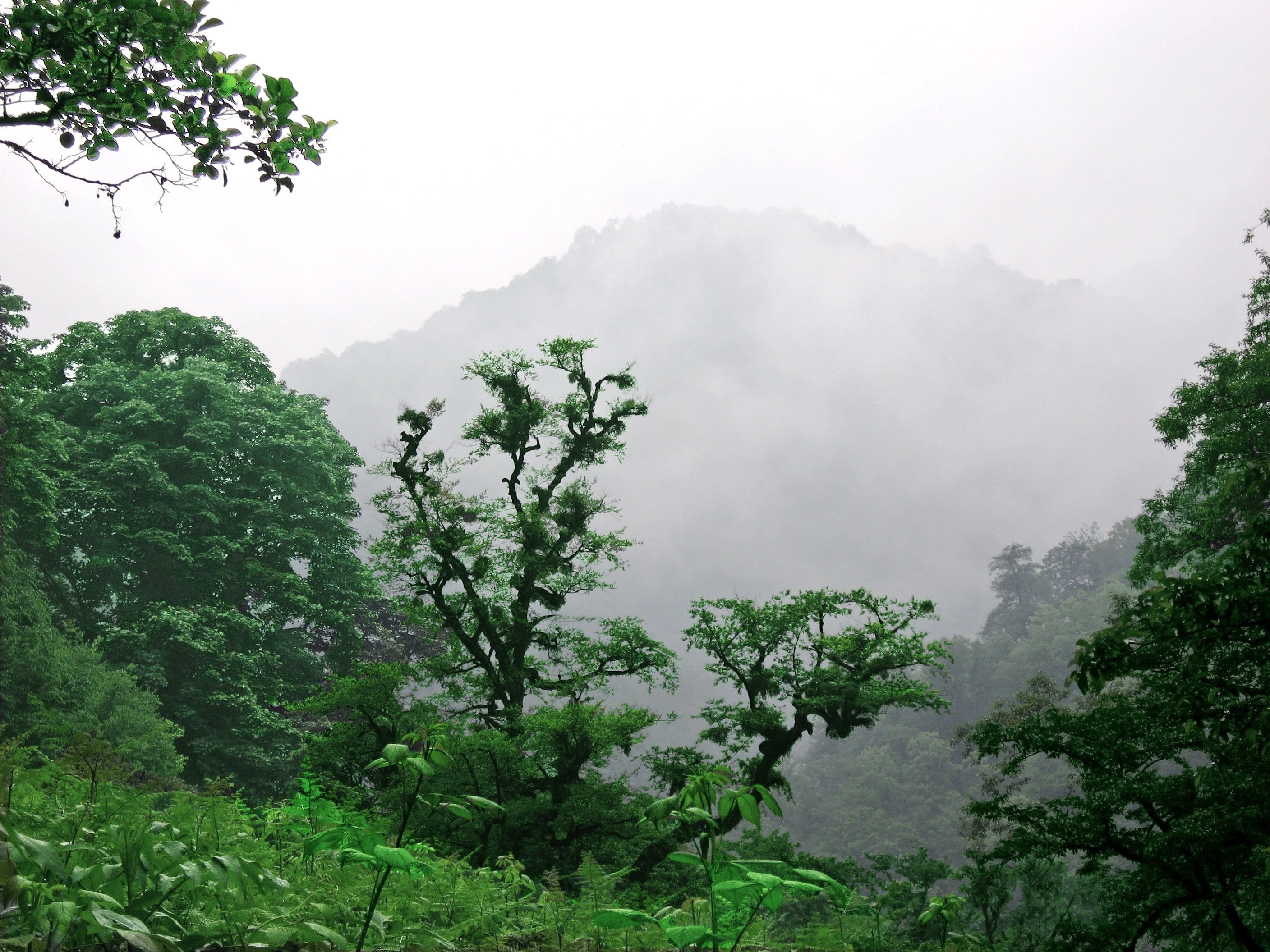
Forêt en Gilan (Caspienne).

L'Iran comporte cinq régions écologiques : les basses terres de la Caspienne, l'Elbourz-Khorassan, le plateau iranien, le Zafors et les basses terres du golfe Persique. La flore et la faune d’Iran, étant donné la grande quantité de biomes et de biotopes, accueillent de nombreuses espèces. La flore irano-turanienne couvre plus de 85 % du territoire. La flore semi-désertique se compose surtout de plantes halophiles alors que la steppe est dominée par l'armoise herbe blanche et l'Aristida plumosa. La zone substeppique accueille plusieurs herbacées dont les astéracées, lamiaciées, ombellifères, légumineuses, graminées et crucifères, et à son climax des forêts de pistachiers,. Les essences à épines, notamment les astragales, poussent dans les zones de haute montagne. Un dixième de la superficie du pays est couvert de forêts, principalement dans la plaine Caspienne. Les principales familles et essences y sont le chêne (Quercus castaneifolia), le parrotie de Perse, le hêtre, l'érable de Perse, l'orme du Caucase, le charme commun, le charme d'Orient, l'albizia, le févier de la Caspienne, le frêne élevé, le ptérocaryer du Caucase, l'aulne du Caucase, le peuplier de la Caspienne (ca), le noyer, l'ostryer de Virginie, l'aulne, le tilleul et le figuier. Dans les forêts de l'ouest abondent le laurier-cerise, le laurier d'Alexandrie, Buxus hyrcana, Ilex spinigera, Ruscus hyrcanus et Hedera pastuchovii (en),.

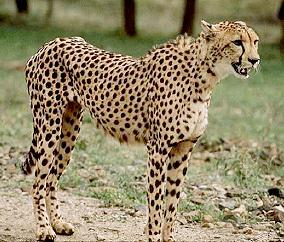
Guépard d'Iran.

Les zones semi-désertiques accueillent des félins et des gazelles tels le lynx d'Eurasie, le chat de Pallas, la gazelle indienne, la gazelle à goitre ou encore l’onagre du désert. Certaines sont menacées d’extinction, comme le guépard iranien, dont il ne subsiste que 50 à 60 individus. D’autres animaux sont endémiques aux régions iraniennes, comme le Tétraogalle de Perse ou le daim de Perse, qui sont aujourd’hui très rares ; une espèce de poisson de la famille des cichlidae (Iranocichla hormuzensis, endémique de l'hormozgan et possédant un genre mono-typique — ne comprenant qu'une seule espèce). Les espèces d’oiseaux sont également très nombreuses en Iran : buse féroce, faucon crécerelle, aigle royal, gypaète barbu, ganga unibande dans les steppes, outarde houbara d’Asie dans les déserts. Dans les forêts de montagne se trouvent des sangliers, des ours, des cerfs et des bouquetins.
Les principaux problèmes environnementaux en Iran sont : la pollution de l'air, particulièrement dans les zones urbaines, liée aux émissions des véhicules, aux opérations de raffinerie et aux effluves industriels ; la déforestation ; la désertification ; la diminution de la surface des marais à cause de la sécheresse ; la pollution par le pétrole dans le golfe Persique (due aux opérations d’extraction et de dégazage) ; la pollution de l'eau causée par les rejets industriels et les rejets non contrôlés des eaux usées. Le lac d'Ourmia et l'Arasbaran (en). La superficie du lac d'Ourmia, reconnu par l'UNESCO comme réserve de biosphère, régresse depuis la construction dans les années 1980 de nombreux barrages sur les rivières tributaires du lac afin de drainer les terres agricoles. Son taux de salinité augmente, la végétation et l'agriculture riveraines déclinent alors que le plancton se raréfie. La qualité de l’air constitue un problème important, particulièrement à Téhéran. L'Iran est le neuvième plus important émetteur de dioxyde de carbone au monde avec 646 millions de tonnes en 2019. Le monoxyde de carbone représente une partie importante des 1,5 million de tonnes de produits polluants rejetés à Téhéran en 2002. La préservation de l’environnement en Iran est essentielle afin de réduire et de résorber les dommages causés à des écosystèmes très fragiles. Cela est une préoccupation dans les années 1950, à la suite des dégradations environnementales et de la surexploitation des ressources naturelles. L’Iran se dote d’une association de la vie sauvage en 1956, puis d’une organisation de la chasse et de la pêche en 1967 et d’un ministère de l’Environnement en 1971. Le but de ces organisations est la protection de l'environnement.

### Utilisation du territoire

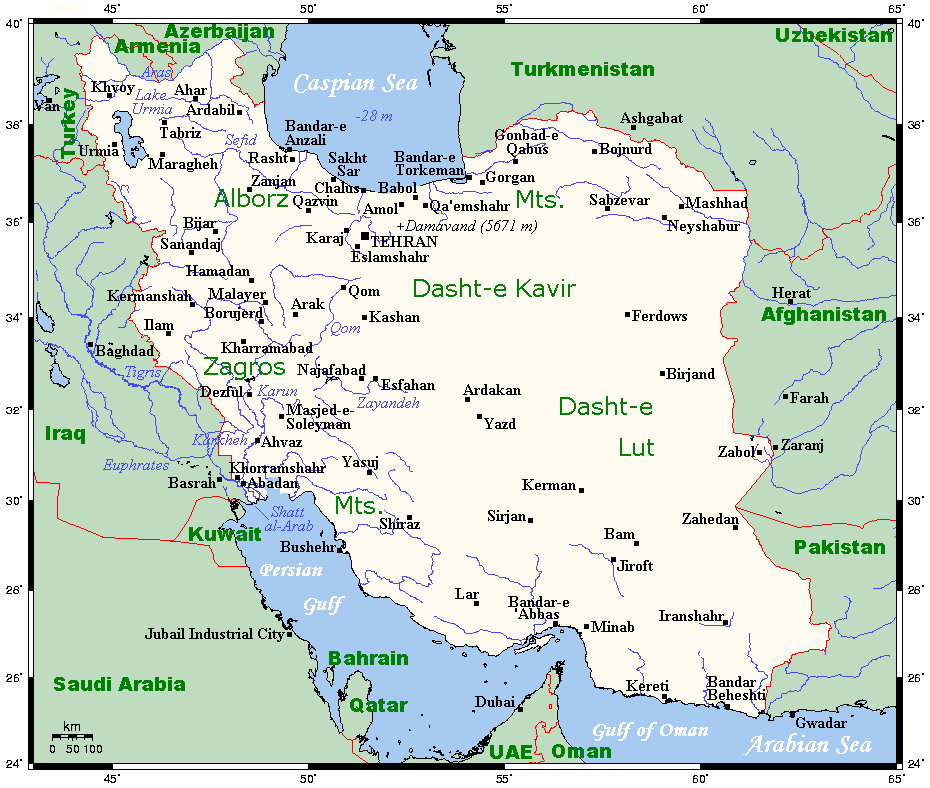
Carte générale de l'Iran.

Les terres agricoles occupent 30,1 % du territoire, dont 10,8 % en terre arable, 1,2 % en culture pérenne (en) et 18,1 % en pâturage. Les forêts occupent 6,8 % du territoire et les autres espaces en forment 63,1 %. Les terres irriguées couvrent une superficie de 95 530 km2 (2011).
La population se concentre dans le nord, le nord-ouest et l'ouest, dans les massifs de Zagros et de l'Elbourz. Les montagnes entourent plusieurs bassins ou plateaux où sont situés des centres agricoles et urbains. Typiquement, une ville domine un bassin et entretient des relations économiques complexes avec les centaines de villages à sa périphérie. Le développement des transports à travers les chaînes montagneuses atténue l'isolement de ces bassins. Dans les hauteurs des chaînes montagneuses délimitant les bassins, des groupes organisés de manière tribale pratiquaient la transhumance, déplaçant leurs troupeaux de moutons et de chèvres entre leurs pâturages traditionnels d’été et d’hiver. En l'absence de système fluvial d’importance et avec des chaînes montagneuses restreignant l’accès au golfe Persique et à la mer Caspienne, les échanges se font par transport terrestre et aérien. En dehors de certaines oasis très dispersées, les déserts sont inhabités.

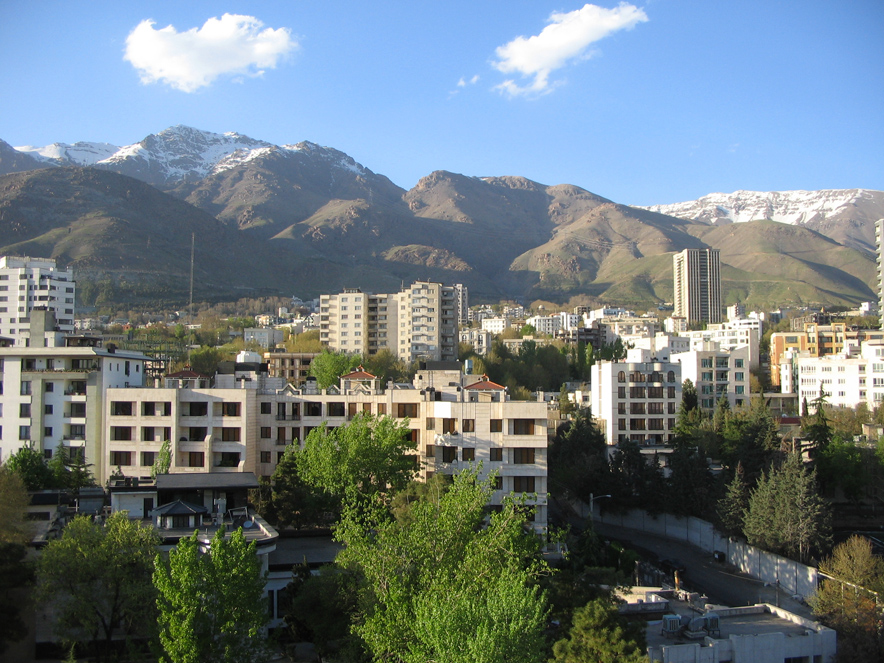
Téhéran.

Les grandes villes d'Iran se sont développées dans les vallées formant des axes naturels de transport et de communication terrestre, dans plusieurs cas un secteur irrigué à la lisière d'une zone semi-désertique et d'une zone arborée ou steppique. La capitale Téhéran, qui regroupe plus de 8 millions de personnes, se trouve dans une plaine au pied des monts Elbourz, dont l'essor serait à l'origine attribuable au commerce de fruits et légumes qui poussent dans les jardins de la ville, alimentés par les cours d'eau en provenance de l'Elbourz. Mechhed, Ispahan, Tabriz, Chiraz, Ahvaz, Karadj et Qom, qui comptent plus de un million d'habitants chacune, s'insèrent toutes dans des plaines, le plus souvent des vallées, dans leurs régions respectives du Khorassan, de la Perse classique, de l'Azerbaïdjan, du Zagros du Sud, du Khouzistan alors que les deux dernières sont à proximité de Téhéran.

### Transport et communications
Les principaux ports sont Assalouyeh, Bandar Abbas et Bandar-e Emam Khomeyni. Le port de Bandar Abbas transporte 2 752 460 TEU. Le réseau de pipeline comporte 20 794 km de gazoduc ainsi que 8 625 km d'oléoduc pour le pétrole brut et 7 937 km pour les produits raffinés. Le réseau téléphonique iranien fait l'objet d'une modernisation et d'une extension afin d'améliorer son efficacité, d'accroître sa capacité en milieu urbain et de rejoindre plusieurs collectivités rurales encore non desservies.

### Divisions administratives

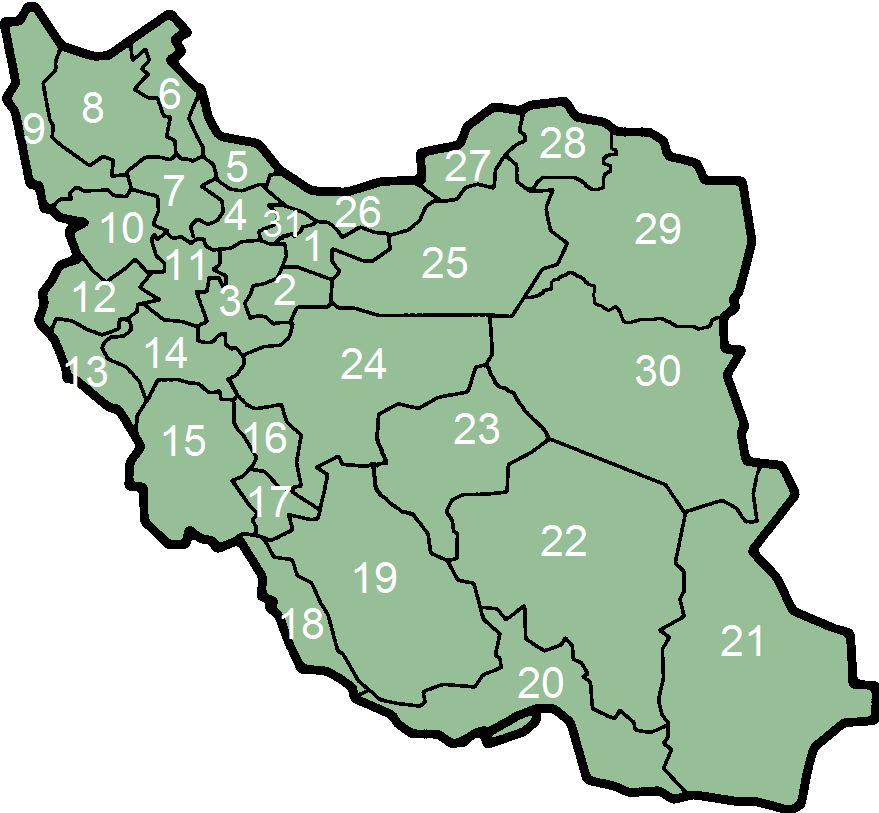
Provinces d'Iran.

L'Iran est subdivisé en 31 provinces (en persan : استان, Ostān). Celles-ci sont administrées depuis une ville centrale, généralement la plus grande ville de la province. Les gouverneurs de provinces (en persan : استاندار, Ostāndār) sont nommés par le ministre de l’Intérieur. Chaque province (Ostān) est divisée en préfectures (Shahrestān), elles-mêmes divisées en districts (Bakhsh), qui regroupent une ou plusieurs villes (Shahr). Les districts sont subdivisés en districts ruraux (dehestān), comprenant en général pour chacun d'entre eux plusieurs villages. En 2005, l’Iran comptait 324 préfectures, 865 districts, 982 villes et 2 378 districts ruraux.
La structure administrative de l’Iran change périodiquement. Au début du XXe siècle, l'Iran compte douze provinces. En 1950, la division territoriale est réorganisée en dix provinces. Plusieurs provinces sont ensuite créées et en 1986, elles sont au nombre de 24. Dans les années 1990, les provinces d'Ardebil, du Golestan, de Qazvin et de Qom s'ajoutent. En 2004, la province du Khorassan est divisée en trois provinces : Khorassan septentrional, Khorassan méridional et Khorassan-e Razavi. En 2010, la région de Karadj est détachée de la province de Téhéran pour former la province d'Alborz.
| No | Province                     | Superficie terrestre (km2) | Population (2011) | Densité (hab. km2) | Capitale     |
| -- | ---------------------------- | -------------------------- | ----------------- | ------------------ | ------------ |
| 1  | Téhéran                      | 13 692                     | 12 183 391        | 647,6              | Téhéran      |
| 2  | Qom                          | 11 526                     | 1 151 672         | 99,9               | Qom          |
| 3  | Markazi                      | 29 127                     | 1 413 599         | 48,5               | Arak         |
| 4  | Qazvin                       | 15 567                     | 1 201 565         | 77,3               | Qazvin       |
| 5  | Guilan                       | 14 042                     | 2 480 974         | 176,7              | Racht        |
| 6  | Ardabil                      | 17 800                     | 1 248 488         | 70,1               | Ardabil      |
| 7  | Zandjan                      | 21 773                     | 1 015 734         | 46,7               | Zandjan      |
| 8  | Azerbaïdjan oriental         | 45 651                     | 3 724 620         | 81,6               | Tabriz       |
| 9  | Azerbaïdjan occidental       | 37 411                     | 3 080 576         | 82,3               | Ourmia       |
| 10 | Kurdistan                    | 29 137                     | 1 493 645         | 51,3               | Sanandaj     |
| 11 | Hamedan                      | 19 368                     | 1 758 183         | 90,8               | Hamadan      |
| 12 | Kermanshah                   | 25 009                     | 1 945 227         | 77,8               | Kermanchah   |
| 13 | Ilam                         | 20 133                     | 557 599           | 27,7               | Ilam         |
| 14 | Lorestan                     | 28 294                     | 1 754 243         | 62,0               | Khorramabad  |
| 15 | Khouzistan                   | 64 005                     | 4 531 720         | 70,7               | Ahvaz        |
| 16 | Tchaharmahal-et-Bakhtiari    | 16 328                     | 895 263           | 54,8               | Shahrekord   |
| 17 | Kohguilouyeh-et-Bouyer-Ahmad | 15 504                     | 658 629           | 42,5               | Yassoudj     |
| 18 | Bouchehr                     | 22 743                     | 1 032 949         | 45,4               | Bouchehr     |
| 19 | Fars                         | 122 608                    | 4 596 658         | 37,5               | Chiraz       |
| 20 | Hormozgan                    | 70 697                     | 1 578 183         | 22,3               | Bandar Abbas |
| 21 | Sistan-et-Baloutchistan      | 181 785                    | 2 534 327         | 13,9               | Zahedan      |
| 22 | Kerman                       | 180 726                    | 2 938 988         | 16,3               | Kerman       |
| 23 | Yazd                         | 129 285                    | 1 074 428         | 8,3                | Yazd         |
| 24 | Ispahan                      | 107 018                    | 4 879 312         | 45,6               | Ispahan      |
| 25 | Semnan                       | 97 491                     | 631 218           | 6,5                | Semnan       |
| 26 | Mazandéran                   | 23 842                     | 3 073 943         | 77,2               | Sari         |
| 27 | Golestan                     | 20 367                     | 1 777 014         | 87,2               | Gorgan       |
| 28 | Khorassan septentrional      | 28 434                     | 867 727           | 30,5               | Bodjnourd    |
| 30 | Khorassan méridional         | 95 385                     | 662 534           | 6,9                | Birdjand     |
| 29 | Khorassan-e Razavi           | 118 851                    | 5 994 402         | 50,4               | Mechhed      |
| 31 | Alborz                       | 5 122                      | 2 412 513         | 471,0              | Karadj       |

## Politique et droit

### Répartition des pouvoirs

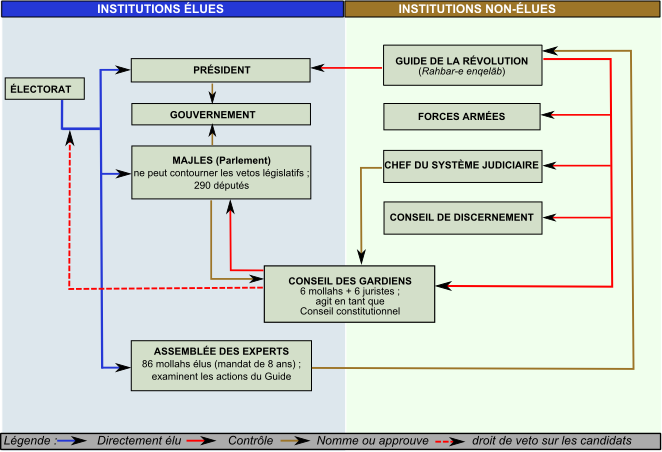
Institutions politiques de l’Iran.

L’Iran, depuis l’instauration de la République islamique, présente un système institutionnel très singulier. C'est le seul État officiellement chiite et un des rares pays à être une théocratie ; c’est-à-dire que le pouvoir, censé émaner de Dieu, réside dans les mains du clergé. Cette théocratie découle du concept de velayat-e faqih, théorisé dans les années 1960 par l’ayatollah Rouhollah Khomeini, premier « guide de la révolution ». Le velayat-e faqih consiste en « la tutelle du juriste-théologien », notion notamment développée en France par la sociologue Amélie Myriam Chelly, consistant en une idéologisation du chiisme traditionnel, et donc en son détournement politique. Le chef suprême de la religion a droit de veto sur tout. Quand le chef religieux contrôle le pays, il choisit ce qui est bon ou non en fonction de sa religion. Cependant, il existe aussi une dimension représentative dans ce système, puisque la souveraineté populaire est reconnue et qu’un processus électoral permet l’élection du président de la République, des députés et des membres de l’Assemblée des experts. Ce système électoral s’inspire des démocraties populaires, mais le pluralisme politique n’existe pas ; les candidats appartiennent aux diverses factions islamiques.
Le système politique de la République islamique est basé sur la Constitution de 1979 appelée Qānun-e Asasi (« Loi fondamentale »). Le système comprend plusieurs corps gouvernants intimement reliés, dont la plupart sont nommés par le guide (seuls le président, les membres du parlement et les membres de l’Assemblée des experts sont élus au suffrage universel). L’âge minimum requis pour voter est fixé à 18 ans.

#### Pouvoir exécutif
Le Guide de la révolution (aussi appelé « Guide suprême ») est responsable de la supervision des « politiques générales de la république islamique d’Iran ». Il est considéré comme le chef de l'État. Il est élu par l’Assemblée des experts pour une durée indéterminée. Le Guide de la révolution est commandant en chef des forces armées ; il contrôle le renseignement militaire et les opérations liées à la sécurité ; lui seul a le pouvoir de déclarer la guerre. C’est aussi la seule personne des institutions d’État obligatoirement religieuse. Il peut démettre le président de la République de ses fonctions, après que la Cour suprême a reconnu ce dernier coupable de violation de ses devoirs constitutionnels, ou après un vote du Parlement témoignant de son incapacité sur la base du principe 89 de la constitution. L’Assemblée des experts est responsable de la supervision du Guide suprême dans le cadre de l’exécution de ses devoirs légaux. Le Guide de la révolution actuel est l’ayatollah Ali Khamenei (désigné en 1989).
La Constitution définit le président comme la plus haute autorité de l’État après le Guide de la révolution. Le président est élu au suffrage universel pour un mandat de quatre ans, renouvelable une fois. Les candidats à la présidence doivent être autorisés à se présenter par le Conseil des gardiens. Le président est responsable de l’application de la constitution et de l’exercice des pouvoirs exécutifs, à l’exception de ceux directement liés au Guide suprême. Le président nomme et supervise le Conseil des ministres, coordonne les décisions du gouvernement et sélectionne les politiques du gouvernement avant qu’elles soient transmises au parlement. Dix vice-présidents assistent le président, ainsi qu’un cabinet de 22 ministres, dont la nomination doit être approuvée par le parlement.
Le président de la république islamique d'Iran est le chef du gouvernement d'Iran, le titulaire actuel est Massoud Pezechkian.

#### Pouvoir législatif
La Madjles (mæd͡ʒˈles), dont le nom complet est « Assemblée consultative islamique » (en persan : مجلس شورای اسلامى, Majles-e Shora-ye Eslami), est l’unique assemblée du système monocaméral iranien. Elle compte 290 membres élus pour un mandat de quatre ans. La Madjles ébauche la législation, ratifie les traités internationaux et approuve le budget national. Tout candidat à la législature doit être autorisé à se présenter par le Conseil des gardiens. En 2006, 5 sièges sont réservés pour les minorités religieuses.
L’Assemblée des experts, qui siège une semaine par an, compte 86 membres du clergé « vertueux et cultivés » élus au suffrage universel pour un mandat de huit ans. Comme pour les élections présidentielle et législatives, c’est le Conseil des Gardiens qui détermine l’éligibilité des candidats. L’assemblée élit le Guide suprême et a l’autorité constitutionnelle pour lui retirer le pouvoir à n’importe quel moment. On n’a cependant jamais vu de cas où cette assemblée s’opposait aux décisions du guide suprême.
Le Conseil des gardiens de la Constitution compte 12 juristes dont 6 sont nommés par le Guide suprême. L’autre moitié est recommandée par le dirigeant du pouvoir judiciaire (lui-même nommé par le Guide de la révolution) et officiellement nommés par le parlement. Le conseil interprète la constitution et peut user de son droit de veto à l’encontre de la Majles : s’il juge une loi incompatible avec la constitution ou les principes de l’islam, il la renvoie au parlement pour réexamen. Dans l’exercice controversé de son autorité, le conseil se réfère à une interprétation stricte de la constitution afin de mettre son veto aux candidats au parlement.
Le Conseil de discernement, composé de six membres religieux du Conseil des gardiens de la Constitution, des chefs des pouvoirs législatifs, judiciaires et exécutifs, du ministre concerné par l’ordre du jour auxquels s’ajoute une dizaine d’autres personnalités. Il a l’autorité pour faire la médiation des problèmes entre le parlement et le conseil des gardiens, et sert de corps consultatif au guide suprême ; en faisant ainsi un des organes de pouvoir les plus puissants du pays.

#### Pouvoir judiciaire
Le guide de la révolution nomme le chef du pouvoir judiciaire (actuellement Sadeq Larijani), qui à son tour nomme le dirigeant de la Cour suprême et le procureur en chef. Il existe différents types de tribunaux incluant les tribunaux publics qui sont chargés des cas civils et criminels, et les tribunaux révolutionnaires qui traitent différents cas, dont les crimes contre la sécurité nationale. Les décisions des tribunaux révolutionnaires sont finales et l’appel n’est pas possible. Le tribunal spécial clérical est chargé des crimes commis par les membres du clergé, bien qu’il se soit aussi chargé de cas impliquant des laïcs. Le tribunal spécial clérical fonctionne indépendamment du système judiciaire régulier et ne rend compte qu’au guide de la révolution. Les décisions de ce tribunal sont définitives et on ne peut y faire appel. Plusieurs religieux réformistes ont par exemple été jugés et condamnés sous des prétextes divers par le tribunal spécial du clergé, comme le montre l’exemple de l’Hojjat-ol-Eslam Abdollah Nouri, éditeur du journal Khordad (en). Ce religieux réformateur, critique de la répression, est accusé d’insultes à Khomeini et de publications d’articles religieux puis condamné à cinq ans d’emprisonnement.
Jusqu'en février 2012, l'article 83 du code pénal iranien prévoyait que l'adultère serait puni de lapidation. Ce mode d'exécution a disparu du nouveau code, mais une disposition de la constitution permet aux magistrats de statuer en la matière d'après leur connaissance du droit islamique, ce qui leur laisse toute latitude pour appliquer ou non cette sanction. Les associations de défense des droits de l'homme estiment que cinq hommes et une femme ont été ainsi exécutés depuis 2006.

#### Pouvoirs locaux

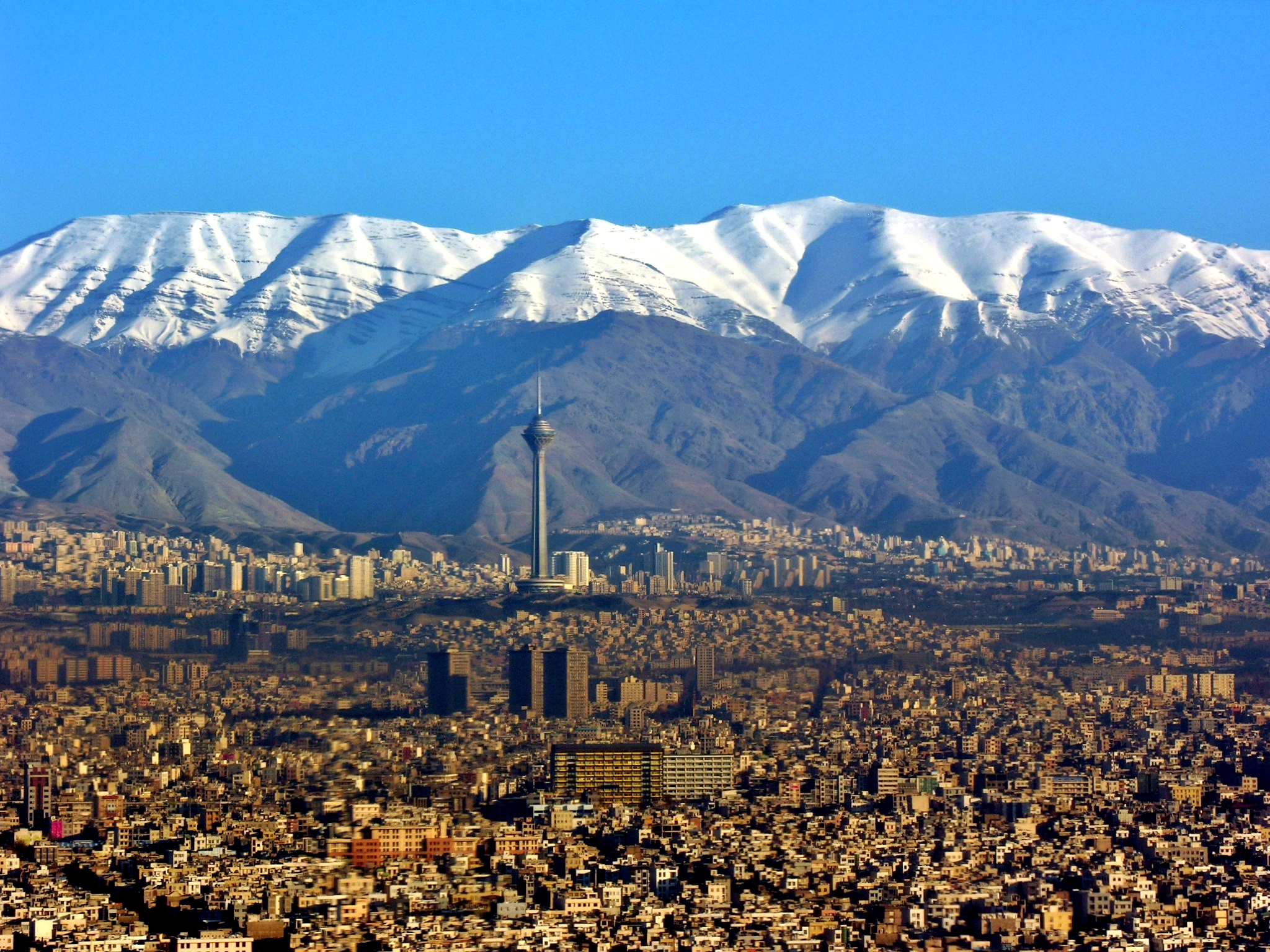
Téhéran.

Les conseils locaux sont élus par un vote public pour des mandats de quatre ans dans toutes les villes et villages d’Iran. D’après l’article 7 de la constitution iranienne, ces conseils locaux, avec le parlement, sont « les organes administratifs et de décision de l’État ». Cette section de la constitution n’a pas été appliquée avant 1999, quand les premières élections de conseils locaux ont été tenues dans le pays. Les conseils ont différentes responsabilités comme élire les maires, superviser les activités des municipalités, étudier les besoins sociaux, sanitaires, économiques, culturels et éducatifs de leurs administrés. Ils planifient et coordonnent la participation nationale à l’implémentation des décisions sociales, économiques, culturelles, éducatives et autres.

### Politique intérieure
L'Iran est souvent considéré comme une dictature. Selon certaines sources, la majorité du peuple iranien serait insatisfaite du gouvernement. Même si le peuple élit ses représentants au suffrage universel, les personnes éligibles sont choisies par les instances islamiques[réf. nécessaire]. Amnesty International classe l'Iran dans les deux pays avec le plus fort taux d'exécution. Selon les organismes internationaux de défense des droits de l'homme, la torture et le viol par les Gardiens de la révolution islamique se produisent régulièrement. Amnesty International affirme aussi qu'il n'existe pas de liberté d'expression.

#### Politique générale

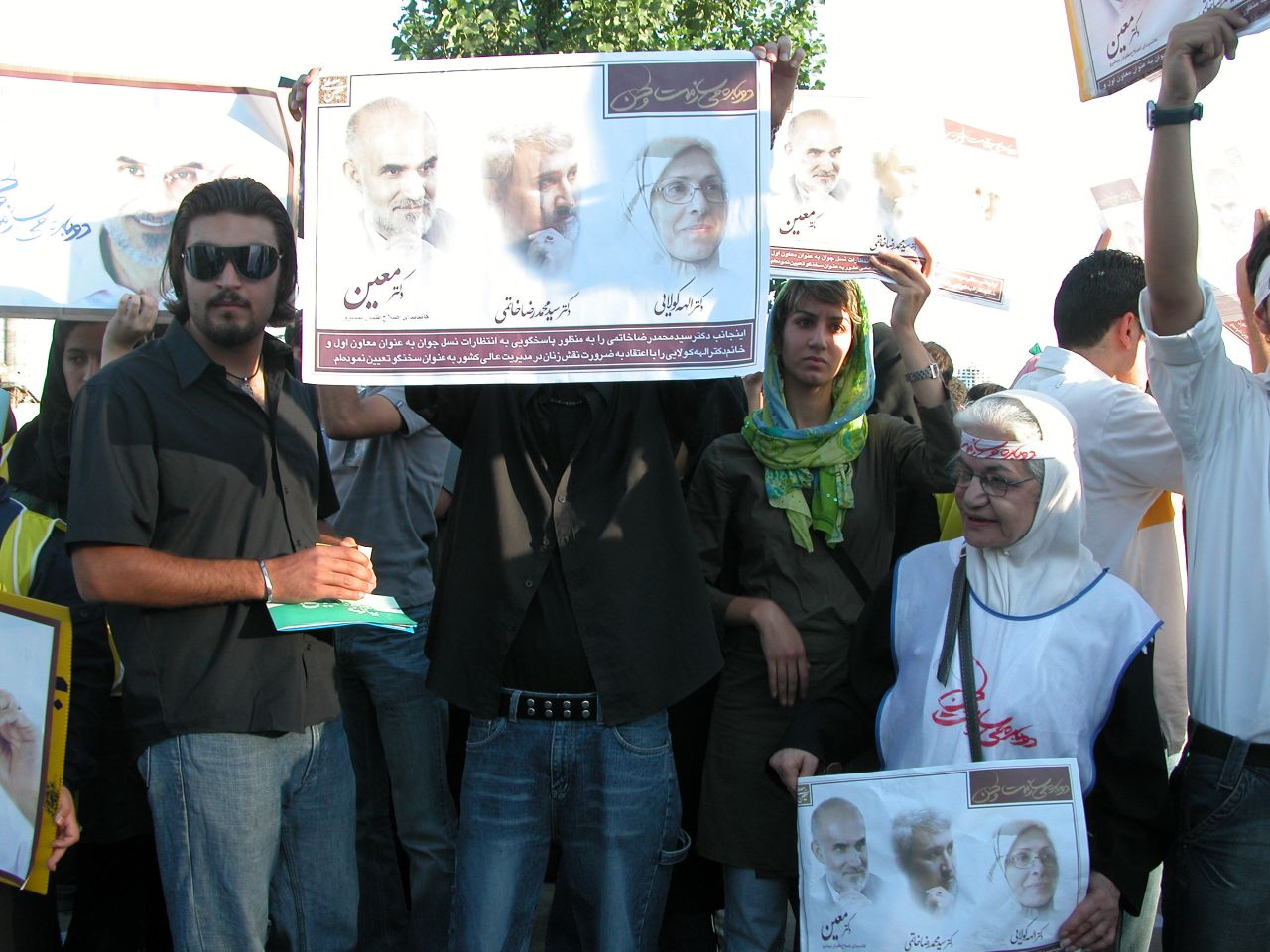
Partisans de Mostafa Mo’in, candidat à l’élection présidentielle en 2005, dont un des slogans était de se battre pour les Droits de l’Homme.

L’État iranien, à part ces structures institutionnelles, possède d’autres particularités sur le plan politique. Il existe en effet des structures de dédoublement de l’appareil d’État. Ces structures, appelées structures révolutionnaires (nahadha ye enqelāb), dépendent directement du Guide de la révolution et prennent en charge des activités généralement sous le contrôle du gouvernement. L’Armée iranienne est ainsi doublée par les Gardiens de la révolution et les tribunaux par des tribunaux révolutionnaires. Dans chaque ministère et chaque province est nommé un représentant du guide.
La politique est réservée aux factions islamistes, puisque tous les autres partis traditionnels sont interdits. Il existe deux tendances chez les islamistes : conservateurs et réformateurs. Tous deux veulent faire durer le système iranien, mais ils ne sont pas d’accord sur les moyens à employer. Les conservateurs s’opposent à tout changement, et sont pour la ligne dure en vigueur aux débuts de la révolution. Les réformateurs sont pour une certaine libéralisation politique. L’élection de Mohammad Khatami, un réformateur, en 1997, a montré la volonté de changement des Iraniens. Néanmoins, les difficultés créées par les conservateurs pour faire valider les lois des réformateurs ont empêché le moindre changement et ont permis aux conservateurs de revenir sur la scène politique. La perte de crédibilité a entraîné un fort taux d’abstention aux élections municipales en 2003, le retour de députés conservateurs au Majles en 2004, jusqu’à l’élection de Mahmoud Ahmadinejad en juin 2005. Ce dernier sera réélu en 2009 à l'issue d'un scrutin aux résultats très contestés par des millions d'Iraniens favorables à son principal concurrent réformateur l'ex-Premier Ministre Mir Hossein Moussavi de 1981 à 1989.

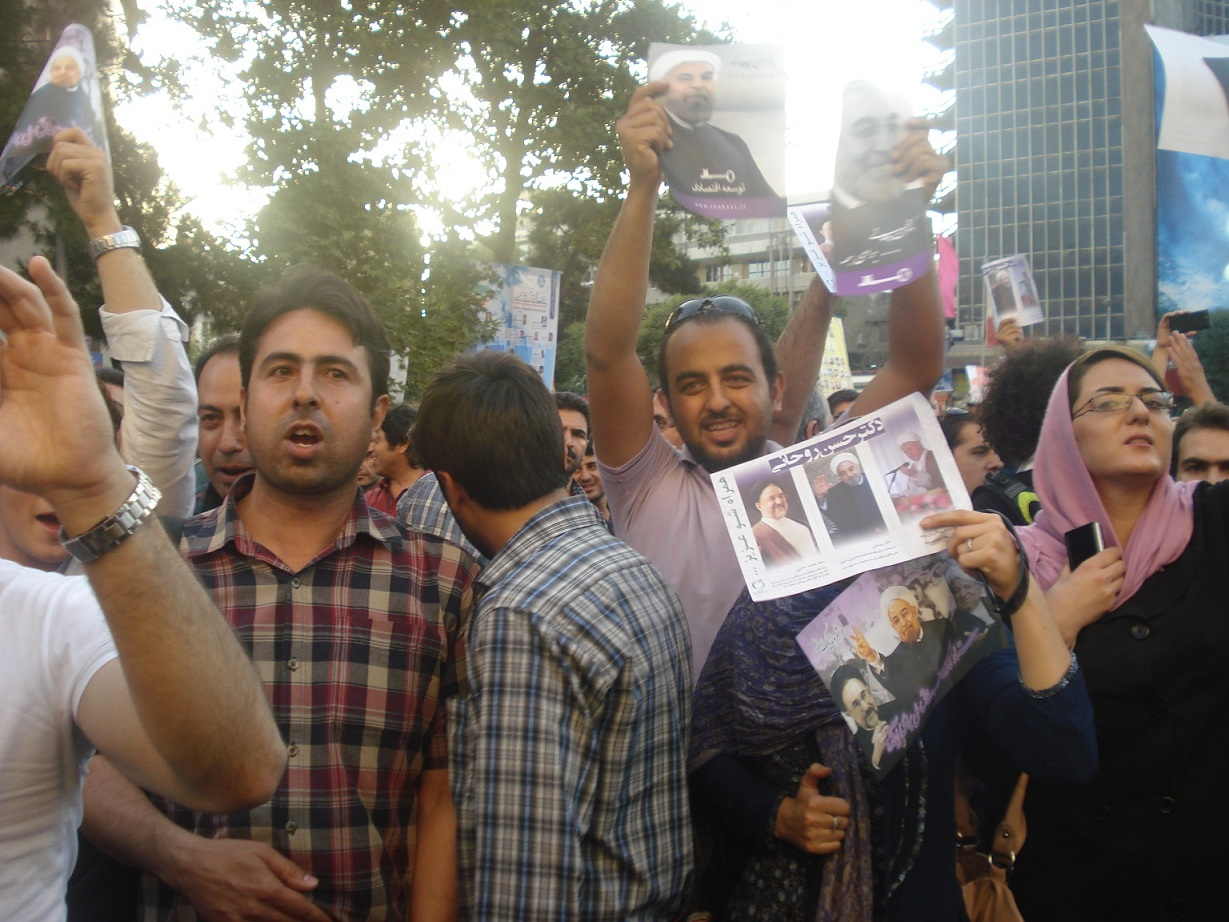
Partisans de Hassan Rohani rue Valiasr (2013).

Les catégories de la population les plus sensibles pour les autorités politiques sont les jeunes, les femmes et les intellectuels. La jeunesse iranienne vit une crise causée par les contraintes morales, le manque de perspectives d’avenir et le chômage. Les jeunes n’abandonnent pas pour autant leur quête de liberté sociale : liberté de choix vestimentaires, de rencontre entre sexes opposés dans les lieux publics, d’accès à la production culturelle et artistique du monde entier. Les revendications ayant trait à la condition de la femme en Iran n’ont rien perdu de leur vigueur. Bien que leur statut juridique soit inférieur, comme le montrent notamment l’obligation du port du voile et les mesures relatives à la mixité, les femmes participent à tous les aspects de la vie politique, sociale, économique, scientifique et artistique. Il existe aujourd’hui deux mouvements féministes en Iran : un courant féministe islamiste, se réclamant des valeurs religieuses et de la tradition, et un autre se réclamant de la laïcité. Les intellectuels (roshanfekran) sont eux aussi divisés en religieux et laïques. Ils ont changé leur vision entre les débuts de la République islamique et aujourd’hui, un quart de siècle après. Abdolkarim Soroush, un philosophe iranien tout d’abord partisan de la révolution, est aujourd’hui considéré comme un degarandishan (« ceux qui pensent autrement ») ; il a développé une approche critique de l’islam : il distingue une version de la religion qui n’a son mot à dire que dans la sphère du sacré et une autre qui a son mot à dire sur tout, y compris la vie sociale et politique. De nombreux intellectuels pensent de manière similaire à Soroush et sont opposés à l’imbrication du politique et du religieux. Les laïques, bien que soumis à l’intimidation sont toujours actifs. Des débats réguliers ont lieu sur l’ouverture du système politique, le rôle de la société civile, la démocratie, l’espace public, etc.
Les jeunes, les femmes, les intellectuels et les classes moyennes forment une société civile qui n’est pas dotée de structures d’encadrement, car l’appareil d’État a infiltré les institutions civiles. Des groupes existent néanmoins en dehors du contrôle de l’État, qui permettent d’organiser des manifestations, signer des pétitions,. Des contacts ont aussi lieu avec la diaspora iranienne et l’extérieur du pays pour informer sur la situation nationale et internationale.

##### Droits de la personne

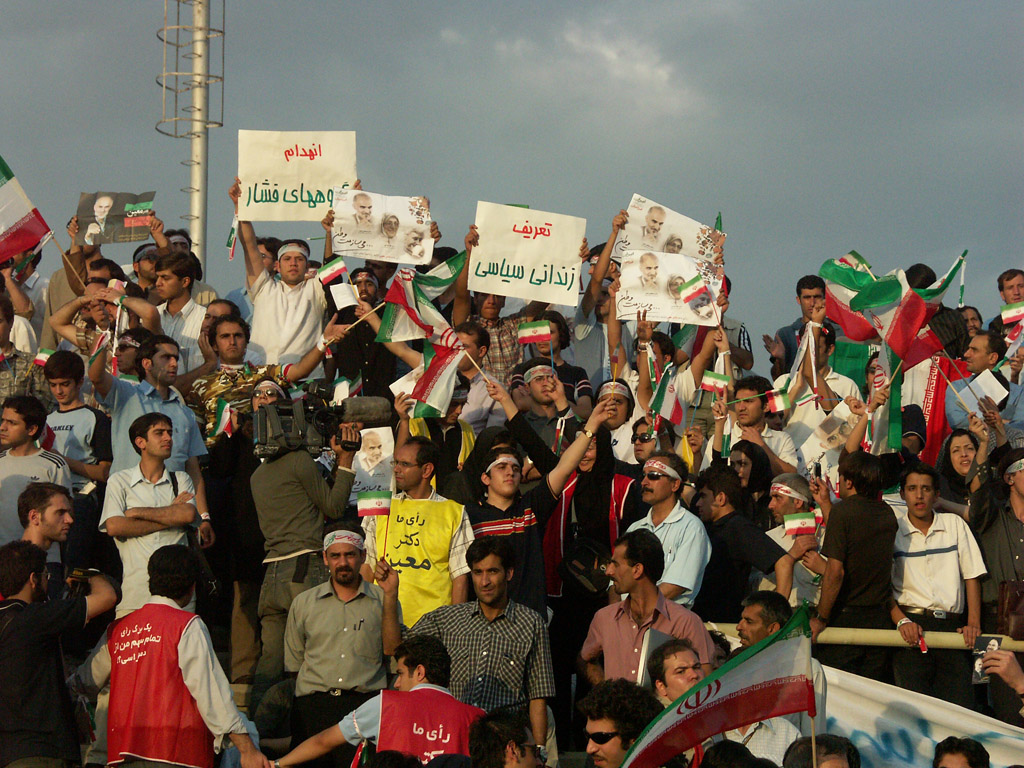
Partisans de Mostafa Mo’in, candidat à l’élection présidentielle en 2005, dont un des slogans était de se battre pour les Droits de l’Homme (il n’a obtenu que 13,83 %).

La situation des droits de l'homme est jugée très préoccupante en Iran.
Sous le règne du Chah, le non-respect des droits de l'homme avait été constaté et dénoncé par des ONG. Depuis l'instauration de la République islamique, la violation par le gouvernement iranien des droits civils et de la liberté d’expression politique est toujours dénoncée à travers le monde. L’Assemblée générale et la Commission des droits de l’homme de l’ONU se déclarent préoccupées par « le grand nombre d'exécutions capitales, de cas de torture et de traitements ou châtiments inhumains ou dégradants, les normes appliquées en ce qui concerne l'administration de la justice, l'absence de garanties d'une procédure régulière, le traitement discriminatoire de certains groupes de citoyens ».
Depuis l’établissement de la République islamique en 1979, les lois iraniennes sont basées sur une interprétation particulière de la Charia. Toutes les relations sexuelles qui ont lieu en dehors du traditionnel mariage hétérosexuel sont illégales et aucune distinction légale n’est faite entre les relations consenties ou non consenties. Jusqu'en février 2012, l'article 83 du code pénal iranien prévoyait que l'adultère serait puni de lapidation. Ce mode d'exécution a disparu du nouveau code, mais une disposition de la constitution permet aux magistrats de statuer en la matière d'après leur connaissance du droit islamique, ce qui leur laisse toute latitude pour appliquer ou non cette sanction. Les associations de défense des droits de l'homme estiment que cinq hommes et une femme ont été ainsi exécutés depuis 2006. Le rapport du HCR de 2001 dit que la chirurgie de changement de sexe est fréquemment et ouvertement menée en Iran, et que les homosexuels et les travestis sont en sécurité tant qu’ils gardent profil bas. Le rapport déclare de plus qu’il n’est pas possible actuellement pour les individus transgenres de choisir de ne pas subir de chirurgie - si on leur accorde le droit de changer de sexe, il est attendu qu’ils le fassent immédiatement. Ceux qui ne veulent pas se faire opérer (ainsi que ceux qui se travestissent ou ne peuvent définir leur sexe) sont considérés comme étant de leur genre biologique, et, en tant que tels, peuvent être soumis à harcèlement pour le fait d’être homosexuels et sont donc sujets aux mêmes lois interdisant les actes homosexuels.
Depuis son élection en 2005, la présidence de Mahmoud Ahmadinejad est marquée par la priorité donnée à la politique internationale. Le pouvoir se préoccupe plus de la position géostratégique du pays que des problèmes intérieurs. L’efficacité de l’action internationale sur les Droits de l’Homme en est affectée. Le dialogue avec l’Union européenne, rompu en 2004, n’a pas repris malgré une tentative de relance en 2005. L’association Action des chrétiens pour l'abolition de la torture note toutefois que, malgré des déclarations contradictoires, la position de l’Iran pourrait évoluer sur la question de l’application de la peine capitale aux mineurs. À l’opposé, Amnesty International craint que le nombre d’exécutions de mineurs depuis 2005 soit sous-évalué. L’association avait vu dans les promesses électorales de Mahmoud Ahmadinejad (amélioration des droits sociaux et économiques) une occasion de sensibiliser l’Iran au thème des droits humains. Elle note au contraire que « les mois ont passé et… répression, limitation du droit à l’expression et d’association, arrestations arbitraires, torture et pour agrémenter le tout, retour massif à la peine de mort, sont à nouveau à la carte ».
En 2003, Bernard Hourcade, iranologue au CNRS dressait un portrait optimiste de l’évolution politique et sociale de l’Iran. Il constatait une modernisation du pays dans les secteurs culturel, social, économique, politique, des relations internationales, et des échanges universitaires internationaux. De nombreux anciens Pasdarans qui occupent aujourd’hui des postes clefs sont allés étudier à l’étranger. Il notait que les notions de république, de démocratie ou de libertés s’ancrent de plus en plus dans la société iranienne et créent les conditions d’un changement profond ; changement dans lequel l’islam politique a une nouvelle place. Selon lui, « malgré la répression, l’Iran est un pays où les gens débattent, parlent, s’expriment, protestent. Quels que soient leurs efforts, les autorités cléricales qui contrôlent la justice et la police ne sont plus en mesure de contrôler l’accès à l’information ni l’expression des revendications. Les actes de répression pour l’exemple, notamment contre les journalistes, sont d’autant plus violents et systématiques, mais dénoncés avec force et efficacité, même par des membres du gouvernement ». Si des oppositions bloquent encore les processus électoraux, ou la promulgation de lois, le pays a changé et a pris l’habitude de l’indépendance et de la liberté de parole, avant celle des actes.
Certains experts de la région considèrent que le peuple est contre le gouvernement et a adopté le principe de démocratie depuis longtemps, sans que le gouvernement ne fasse aucun effort que ce soit pour l'écouter. D'ailleurs, la majorité des Iraniens ne penseraient pas qu'une « République islamique réformée » puisse les satisfaire.
Amnesty International classe l'Iran comme ayant le plus fort taux d'exécutions sommaires, de violation des droits de l'homme et des libertés fondamentales en 2008 avec 317 exécutions sommaires. Selon les organismes internationaux de défense des droits de l'homme, la torture et le viol par les Gardiens de la révolution se produiraient régulièrement. Amnesty International constate aussi qu'il n'existe pas de liberté d'expression.
Le 29 septembre 2022, le chanteur iranien Shervin Hajipour a été arrêté par des policiers de Téhéran pour avoir publié une chanson sur Instagram sur les manifestations antigouvernementales qui font rage à travers le pays. Sa chanson était basée sur l'effusion de la colère du public après la mort de Mahsa Amini en garde à vue le 16 septembre.

##### Situation des femmes

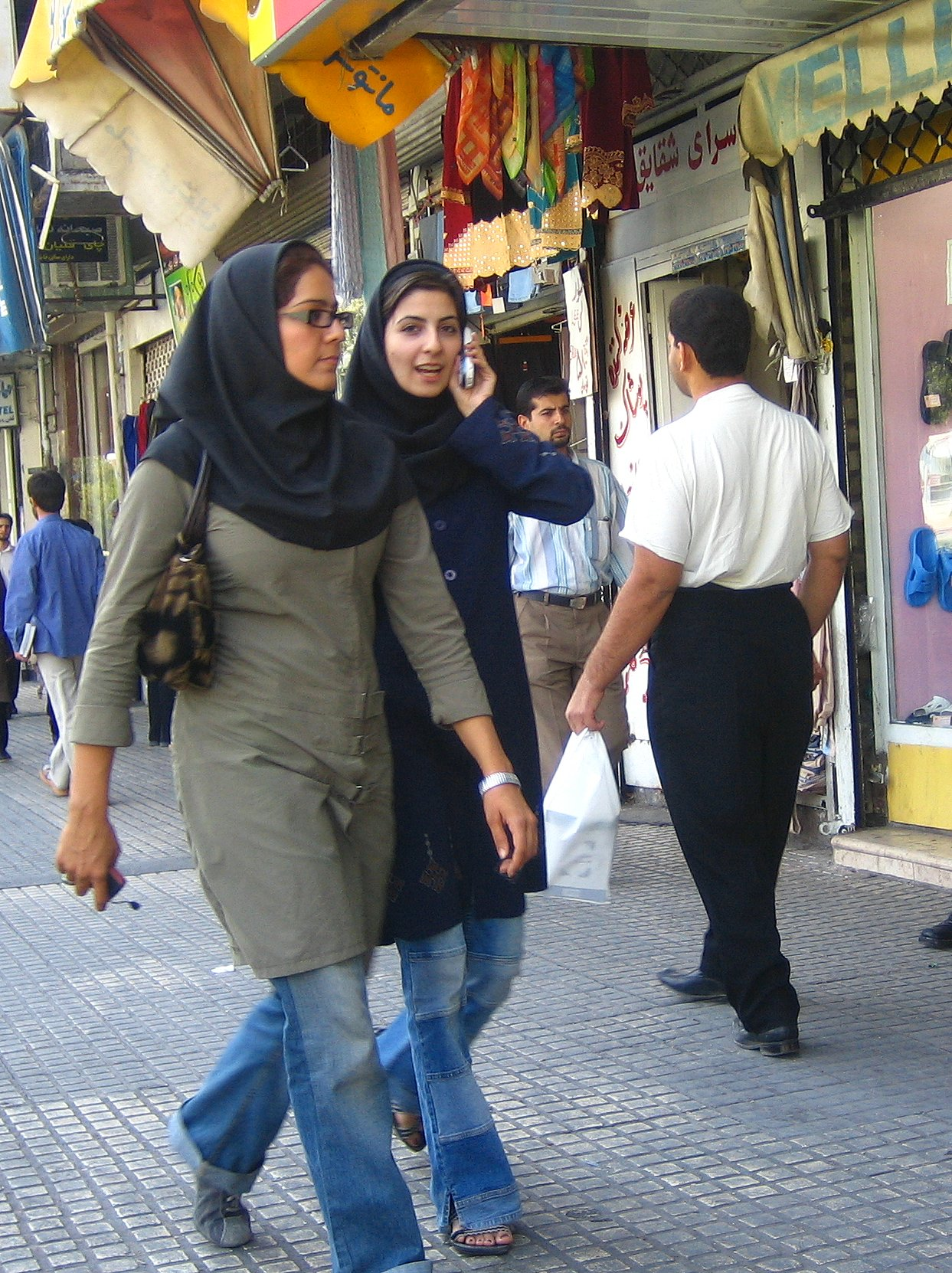
Deux jeunes femmes.

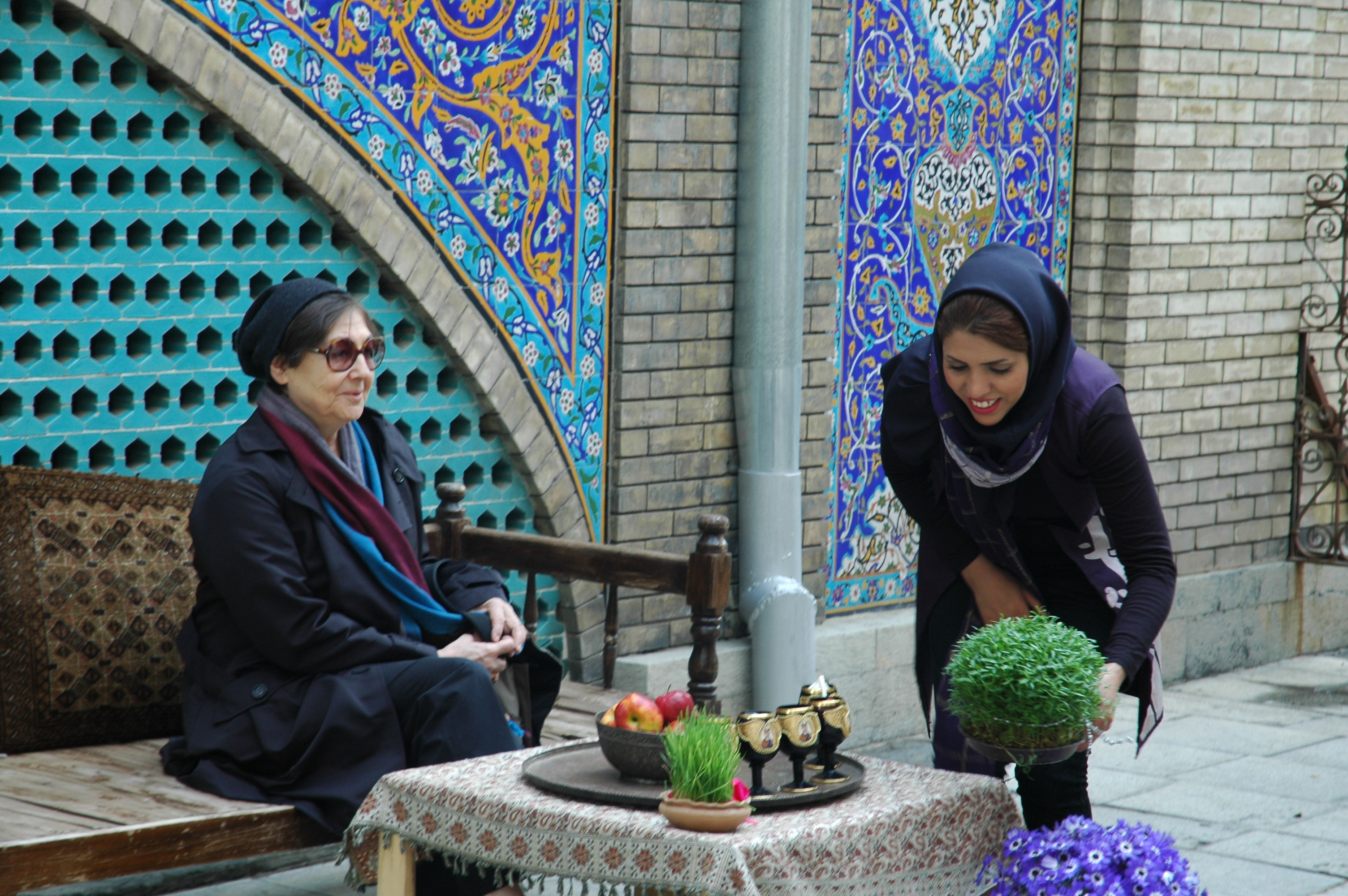
Dames à tête couverte en vêtements traditionnels.

Les femmes en Iran bénéficient globalement de droits plus étendus que dans bon nombre d'États du Moyen-Orient. La proportion de femmes diplômées en Iran est plus forte que chez les hommes. Beaucoup de femmes gèrent leur propre affaire ou occupent des postes à responsabilité. Elles peuvent exercer pratiquement tous les métiers, à l’exception de celui de magistrat ou de président de la République.
Selon la journaliste Sara Saidi, « les Iraniennes sont ainsi les femmes les plus socialisées du Moyen-Orient : elles travaillent, conduisent librement, ont le droit de vote et d'éligibilité depuis 1963, contre 2015 en Arabie saoudite. » Les femmes sont également politisées et engagées, la société civile iranienne étant « très en avance sur les institutions qui la gouvernent », indique la sociologue Azadeh Kian. Le taux de scolarisation des filles est de 95 %.
Néanmoins, les femmes en Iran font face à une situation de discrimination vis-à-vis des hommes, comme le montre l'inégalité de leurs droits concernant le mariage. La loi islamique permet, en effet, aux hommes d'épouser quatre femmes à titre permanent et de prendre autant d'épouses « temporaires » par des contrats religieux qui peuvent durer de quelques heures à plusieurs années. Les femmes qui contractent des mariages temporaires sont des veuves ou des divorcées. Ce mariage temporaire chez les chiites est appelé mariage de plaisir et connu sous le nom de sigheh en Iran et rejeté comme prohibé par les sunnites.
Par ailleurs, le port du foulard islamique est obligatoire pour toutes les femmes, y compris les touristes, en Iran. Plus de 110 000 femmes « mal voilées » ont reçu des « avertissements » délivrés par la police pour non-respect du strict code vestimentaire en 2007. Il est cependant fréquent de voir, en particulier dans les villes, des voiles défaits ou de larges mèches dépassant sur le front, des étoffes transparentes, voire une absence de voile. Ils sont nommés avec ironie « voile décapotable » car les jeunes femmes s'empressent de les repositionner à la vue de la police des mœurs.
Ne respectant pas strictement le code vestimentaire (ses cheveux n’étaient pas entièrement couverts par son foulard), Mahsa Amini, une jeune femme âgée de 22 ans est arrêtée le 13 septembre 2022 à Téhéran où elle est en visite avec sa famille. Elle décède à la suite de son arrestation par la police des mœurs (Gasht-e Ershad) après trois jours de coma. Les femmes peuvent encourir jusqu'à trois mois de prison. À la suite de la mort de Mahsa Amini, des manifestations de protestation ont lieu dans les rues de Téhéran, dispersées par des jets de grenades lacrymogènes. Par solidarité et en signe de protestation, des femmes s'affichent sur les réseaux sociaux se coupant les cheveux ou brûlant leur voile islamique. Les manifestations se poursuivent les jours suivants. L'Union européenne et la France manifestent leur vive émotion à l'égard de ce décès « inacceptable » et « choquant ». La Haute Commissaire de l’ONU aux droits de l’Homme, Nada Al-Nashif, fait part de « son inquiétude face à la mort en détention de Mahsa Amini (…) et à la réaction violente des forces de sécurité aux manifestations » au Kurdistan iranien durant lesquelles trois personnes sont tuées le 17 septembre 2022. Depuis, la vague de colère se répand au Kurdistan, puis à Téhéran et dans d’autres régions en Iran. Les rassemblements s'étendent à une quinzaine de villes, gagnant également les universités de la capitale. Les manifestations couvrent l'ensemble du territoire iranien : 31 morts sont à déplorer. Le site web de la présidence iranienne, l'agence de presse Fars affiliée au gouvernement et le centre de recherche médico-légale d'Iran figurent parmi les sites web piratés et rendus inaccessibles par les Anonymous, dans un geste de soutien aux manifestations nationales.
Selon des ONG, le mouvement Femme, Vie, Liberté créé après la mort de la jeune Mahsa Amini en septembre 2022 a été massivement réprimé par les autorités iraniennes, avec au moins 551 morts et des milliers de personnes arrêtées.

##### Problème identitaire
À cause du bouleversement révolutionnaire, l’Iran est confronté à la recomposition identitaire et à l’émergence de nouveaux territoires avec trois forces : le nationalisme, l’islam et l’insertion dans la mondialisation.
Les Kurdes font l'objet de certaines discriminations : ils représenteraient en 2019 près de la moitié des prisonniers détenus pour atteinte à la sécurité nationale, sont condamnés à des peines jugées disproportionnées par l'ONU et la langue kurde n'est pas enseignée dans les écoles. Surtout, les provinces peuplées à majorité de Kurdes sont lourdement touchées par la pauvreté. Bien que le gouvernement refuse de leur accorder un statut d'autonomie, ils disposent d'une relative tolérance en matière culturelle — certains médias sont diffusés en langue kurde et les traditions vestimentaires et musicales kurdes sont acceptées.
Pour ces raisons, l'histoire des kurdes d'Iran a été marquée par plusieurs soulèvements, dont celui de la république de Mahabad quand, en 1946, des insurgés ont créé un État kurde indépendant avant qu’il ne soit détruit par l’armée iranienne. De nos jours, cinq groupes armés kurdes sont en activité :le Parti démocratique du Kurdistan d’Iran, le Parti pour une vie libre au Kurdistan, le Komala, le Parti de la liberté du Kurdistan et le Parti démocratique du Kurdistan (Iran). Des accords de cessez-le-feu de plus ou moins longue durée avec les militaires iraniens ont cependant permis d'éviter que le conflit ne gagne en intensité.
À partir de 2017 notamment, le PDKI est approché par les États-Unis qui envisagent de l'utiliser afin de priver l'Iran du contrôle de sa frontière occidentale. Ainsi, en juin 2018, le secrétaire général du parti se rend à Washington à l’invitation des autorités américaines où il est reçu par des responsables du département de la défense, dont celui des questions iraniennes. En 2017, avant d’être nommé conseiller à la sécurité nationale, John Bolton appelait dans un éditorial l’administration américaine à se rapprocher des minorités ethniques d’Iran, en particulier les Kurdes, afin de créer un réseau d’alliés régionaux contre l’Iran. La même année, un rapport de l’influent think tank Center for Strategic and International Studies suggérait que les États-Unis soutiennent les Kurdes iraniens afin de déstabiliser la République islamique de l’intérieur. Le PDKI serait toutefois sceptique, jugeant notamment les États-Unis peu loyaux vis-à-vis de leurs alliés.

#### Médias
Les médias existent depuis l’apparition du premier journal papier en 1835. Ils regroupent aujourd’hui plusieurs agences de presse officielles (dont l'Agence de presse de la République islamique ou IRNA), de très nombreux journaux et magazines, des chaînes de télévision officielles et libres (émettant depuis l’étranger), des stations de radio. L’explosion du phénomène des blogs s’observe aussi dans le pays, dans la mesure où ce média permet de s’exprimer librement et anonymement.
La constitution de l’Iran accorde la liberté de la presse aussi longtemps que sont respectés les principes islamiques. On exige de chaque publicateur de journal ou magazine d’avoir une licence de publication valide. Toute publication perçue comme anti-islamique ne se voit pas attribuer cette licence. En pratique, le critère définissant le caractère anti-islamique englobe tous les supports qui présentent un sentiment anti-gouvernemental. En 1987, tous les journaux et magazines en circulation soutenaient les institutions de la république islamique. Après l’élection de Mohammad Khatami en 1997 et la libéralisation relative qui a suivi dans le pays, les publications se sont beaucoup développées, dont certaines réussissent à être plus critiques envers le gouvernement.
Toutes les radios et télévisions émettant depuis l’Iran sont contrôlées par le gouvernement. C’est le Guide de la révolution qui nomme les directeurs des chaînes de télévision et des radios nationales. Des chaînes de télévision et des stations de radio existent à Téhéran et dans la plupart des grandes villes provinciales. Les chaînes de l’Azerbaïdjan iranien et du Kurdistan iranien sont autorisées à émettre des programmes en azéri et en kurde. Plusieurs groupes d’opposition émettent depuis l’Irak ou les républiques du Caucase. RFI, la BBC, Voice of America ont des programmes d’actualité en persan émettant sur la bande FM en Iran.
La censure qui s'applique aussi bien à l'actualité qu'à des travaux de fiction est la règle en Iran. Tout éditeur doit soumettre les œuvres qu’il souhaite publier.
Quand le gouvernement a introduit Internet en Iran, les services étaient complètement ouverts. Cependant, le gouvernement a par la suite décidé de filtrer l’accès à Internet pour bloquer le contenu jugé inapproprié. Les sites pornographiques sont complètement filtrés, ainsi que la quasi-totalité des sites fournissant des outils permettant de contourner les filtrages. Certains blogs et sites d’information sont également bloqués, dans des proportions moindres. Le blocage et la restriction d’Internet sont rendus possibles par la loi iranienne sur la presse de 1986, qui définit les conditions d’accès à l’information par le public. La loi requiert aujourd’hui que les FAI installent des mécanismes de filtrage. Les peines prévues pour les violations des lois sur l’accès et la diffusion de l’information peuvent être très sévères.
Après l’arrivée au pouvoir de Khatami en 1997 et l’émergence d’un mouvement réformateur (les réformistes, menés par Khatami, voulaient faciliter l’information du public), les conservateurs ont agi sur la presse et les mouvements se sont déplacés sur la toile. C’est à la même période qu’ont commencé à croître fortement le nombre de blogs en persan. En effet, les blogs représentent une fenêtre pour les jeunes qui veulent s’exprimer de manière plus libre que dans la société iranienne. Selon des statistiques non officielles, il y en aurait plus de 100 000 régulièrement mis à jour en février 2005.
La censure persiste et s'est durcie avec le gouvernement de Mahmoud Ahmadinejad. En octobre 2006, celui-ci a fait passer un décret forçant les FAI à limiter les vitesses de téléchargement à 128 kb/s pour tous les clients individuels et les cybercafés. Par ailleurs, une lutte sans merci a été menée par le gouvernement islamique pour éliminer les antennes paraboliques (une saisie de plus de 125 000 antennes a été opérée à Téhéran en mars 2009 qui avaient fleuri sur les toits ces dernières années afin de permettre à des millions d'Iraniens de capter les chaînes de télévision étrangères par satellite.

### Politique étrangère

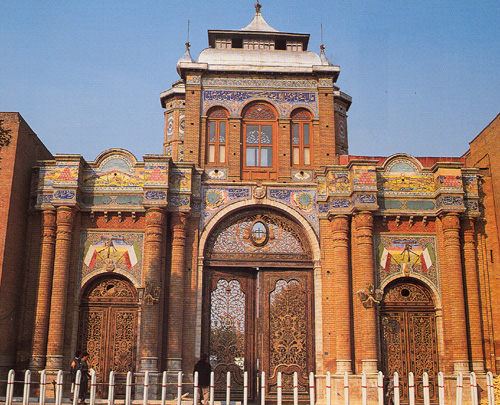
Darvāzeh-ye Bāgh-e Melli : les portes principales du ministère des Affaires étrangères à Téhéran.

En Iran, le régime révolutionnaire mis en place par l’ayatollah Khomeini a amorcé des changements radicaux dans la politique étrangère qui était menée par le Shah, particulièrement en inversant l’orientation du pays vis-à-vis de l’Occident. Après l’idéalisme post-révolutionnaire initial, une politique étrangère dure et la Guerre Iran-Irak, le pays a engagé une politique étrangère plus rationnelle, basée sur des objectifs économiques. Cependant, celle-ci est occasionnellement occultée par la rhétorique idéologique.
Dans les années récentes, l’Iran a fait de grands efforts pour améliorer ses relations avec ses voisins, particulièrement avec l’Arabie saoudite. Les buts régionaux de l’Iran sont d’essayer de ne pas être dominé en établissant son rôle de leader dans la région, de circonscrire l’influence américaine et des autres puissances extérieures et de construire des relations commerciales de qualité. En termes généraux, la politique étrangère de l’Iran se base sur trois idées principales :
1. Elle prend position contre les États-Unis et Israël[106].
Voir aussi : Relations Iran-États-Unis et Relations Iran-Israël
2. Elle veut éliminer l’influence extérieure dans la région. L’Iran se voit comme une puissance régionale, alors que des puissances mondiales telles que les États-Unis ou le Royaume-Uni ne le souhaitent pas. Elle cherche donc à réduire leur présence dans le golfe Persique autant que possible.
Voir aussi : Relations Iran-Union européenne, Relations franco-iraniennes et Relations Iran-AllemagneSommet de la Caspienne, 29 septembre 2014.

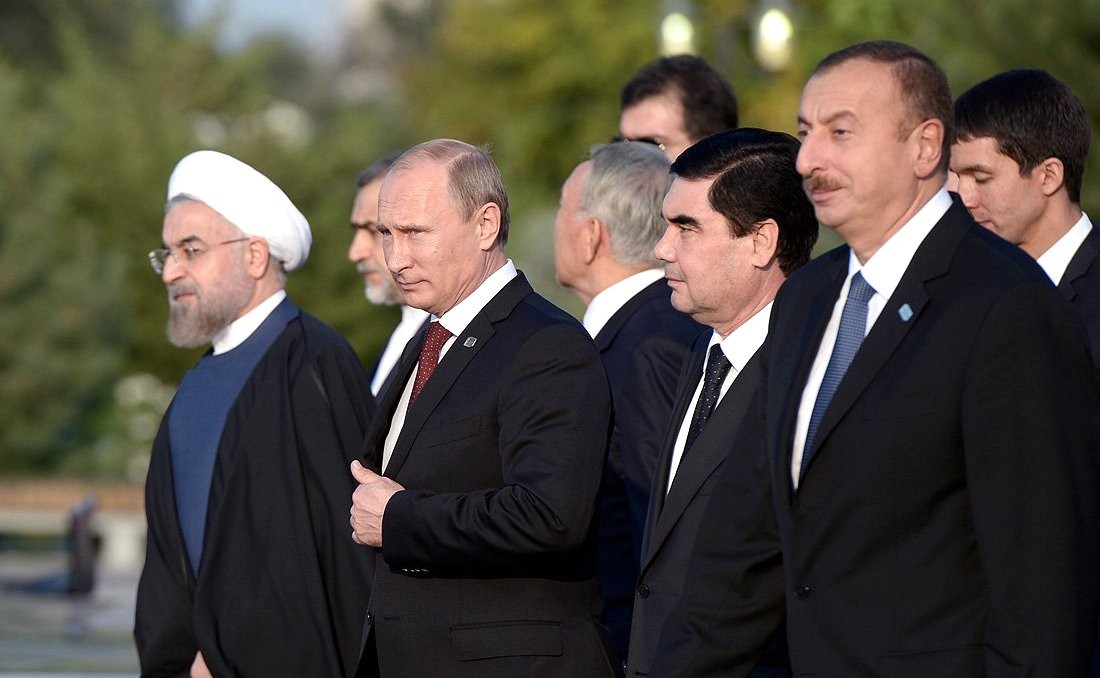
Sommet de la Caspienne, 29 septembre 2014.

3. Elle développe fortement les contacts diplomatiques avec les autres pays en voie de développement dans un effort pour construire des relations commerciales et des appuis politiques, maintenant que le pays a perdu son soutien américain d’avant la révolution.
Voir aussi : Relations Iran-Inde, Relations Iran-Chine, Relations Iran-Russie et Relations entre la Corée du Nord et l'Iran.

Malgré ses lignes directrices, les relations bilatérales sont fréquemment confuses et contradictoires, à cause de l’oscillation permanente de l’Iran entre des aspects pragmatiques et idéologiques.
Le pays envisagerait d’entrer dans l’Association sud-asiatique pour la coopération régionale.

#### Exportation de la révolution
Le concept de l'exportation de la révolution islamique dérive d’une façon particulière de voir le monde, qui perçoit la révolution iranienne comme le combat politique à mener par les musulmans pour se libérer de l’oppression des « tyrans » ennemis de l'islam, lesquels ne serviraient en réalité que les intérêts de l’impérialisme international. Il en résulte la volonté de bâtir une sorte d'empire islamique régional, sinon mondial, dont l'Iran serait le cœur. L’article 11 de la constitution de la République islamique d'Iran affirme explicitement que « le gouvernement islamique a l’obligation de mener sa politique (étrangère) sur le principe de l’unité islamique et d’entreprendre une action suivie pour la réalisation de l’unité politique, économique et culturel du monde musulman». C'est en cela que, pour Ali Khamenei, « l’exportation de la révolution est une responsabilité constante de la République islamique. »
Il existe plusieurs courants de pensée quant aux moyens à mettre en œuvre pour exporter la révolution iranienne. En général, ceux qui sont pour l’exportation de la révolution seulement à travers l’éducation et l’exemple ont dominé le ministère des Affaires étrangères, alors que ceux en faveur d’une assistance active aux groupes révolutionnaires n’ont pas servi à de tels postes. Néanmoins, parce que ces soutiens à l’approche activiste sont aussi des dirigeants politiques influents, ils ont pu influencer certains domaines des relations étrangères. Cela est particulièrement vrai au sujet de la politique envers le Liban. En 1982, l’Iran déploie 1 500 Gardiens de la révolution à Baalbek au Liban, pour organiser, fournir et entraîner le Hezbollah. L’Iran aurait diminué son aide au mouvement libanais, mais continue tout de même à armer le Hezbollah et l’encourage à maintenir une capacité militaire significative. De plus, Téhéran soutient des mouvements chiites en Irak, à Bahreïn, en Arabie saoudite, en Afghanistan. L'Iran a aussi soutenu, encadré et financé les mouvements islamistes en Algérie au début des années 1990, aussi bien le FIS que le GIA[réf. nécessaire]. Enfin, après la première guerre du Golfe de 1991, l’Iran a tissé des liens de soutien en Palestine auprès du Hamas et du Jihad islamique ainsi qu'à d’autres mouvements sunnites auxquels ils ont octroyé des financements restreints, en profitant du mécontentement croissant envers la politique étrangère des États-Unis.
L’exportation de la révolution iranienne ne cadrant pas avec le désir d’ouverture exprimé durant la période de pouvoir des réformateurs autour du président Mohammad Khatami, certains auteurs ont pu penser que le concept d’exportation de la révolution s’était évanoui dès les premières années du gouvernement. Mais au lendemain de sa réélection contestée en 2009, Mahmoud Ahmadinejad, s'exprimant devant un cercle restreint de dignitaires religieux, a évoqué, sans aucune ambiguïté, une révolution destinée à l'islamisation du monde entier.

#### Implication dans le conflit israélo-palestinien
L'Iran soutient activement le Hamas en lui procurant une aide militaire, financière et politique. Ils partagent la même idéologie concernant Israël avec l'objectif déclaré de vouloir la destruction de cet État. Le Hamas et le Jihad islamique, qui est aussi soutenu par l'Iran, sont considérés comme des proxy de l'Iran. L'ayatollah Khamenei rejette la solution à deux États et a déclaré que « la Palestine est indivisible » et la considère comme étant « sous occupation sioniste »,,.

#### Implication dans la guerre civile syrienne
L'intervention de l'Iran dans la guerre civile syrienne commence dès son début en 2011 avec la réorganisation des combattants progouvernementaux, appuyées par le Hezbollah auxquels elle se joint et un soutien financier évalué entre 6 et 35 milliards de dollars par an par l'ONU.
En octobre 2015, les forces iraniennes en Syrie représentent environ 5 000 Pasdarans en plus des milliers de combattants du Hezbollah, soit de quinze à vingt mille hommes, ainsi que des miliciens chiites venus du Liban, d’Irak et d’Afghanistan recrutés, pour certains de force, et formés en Iran. Elles les équipent en armes légères et lourdes.
En 2016, le général iranien Ali Arasteh annonce que des commandos de l'armée régulière iranienne ont été envoyés en Syrie comme « conseillers ».

#### Affrontement israélo-iranien en Syrie
Ce conflit est la résultante de l'opposition politique et religieuse à l'existence d'Israël du gouvernement iranien et à la lutte de l'État juif contre le terrorisme qui accuse l'Iran d'encourager, financer et armer le Hezbollah libanais ainsi que des organisations palestiniennes dans le cadre du conflit israélo-palestinien : le Hamas, le Jihad islamique palestinien et le Front populaire de libération de la Palestine-Commandement général installé Syrie. Au cours de la guerre civile syrienne en cours, Israël était soupçonné d'avoir perpétré des attaques contre le Hezbollah et des cibles iraniennes sur le territoire syrien. Le premier incident de ce type a eu lieu le 30 janvier 2013, lorsque des avions israéliens ont été accusés d'avoir frappé un convoi syrien transportant des armes iraniennes au Hezbollah.
Le premier affrontement militaire direct entre les deux pays a lieu dans la nuit du 9 au 10 mai 2018, un lance-roquettes de la Force Al-Qods tire peu après minuit une vingtaine de roquettes de type Fajr et Grad vers une position frontalière de Tsahal sur le plateau du Golan. Tous les missiles sont tombés sur la partie syrienne du Golan, quatre ont été interceptés par une batterie du système israélien de défense aérienne mobile Dôme de fer. L'attaque ne fait ni victimes ni dégâts. Tsahal riposte par des raids sur une cinquantaine de bases iraniennes, dont des sites de renseignement, de logistique, de stockage et des postes d'observation en Syrie.

#### Programme nucléaire iranien

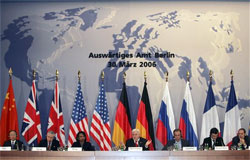
Les ministres des affaires étrangères de France, d'Allemagne, des États-Unis, du Royaume-Uni, de Russie et de Chine pendant une réunion sur le programme nucléaire de l'Iran en mars 2006.

Sous le règne du Shah Mohammed Reza Pahlavi, le pays se dote d'un programme de nucléaire civil dès la deuxième moitié des années 1950. Un accord de coopération dans le nucléaire civil est par ailleurs conclu entre l’Iran et les États-Unis en 1957 dans le cadre du programme Atoms for Peace.
En 1970, l’Iran ratifie le Traité sur la non-prolifération des armes nucléaires (TNP), ce qui l’engage à ne pas fabriquer d’armes nucléaires et à ne pas essayer de s’en procurer.
Au début du XXIe siècle, le programme nucléaire de l'Iran est la cause de tensions entre l'Iran et les Occidentaux. L’Agence internationale de l'énergie atomique (AIEA) estime, que la non-coopération iranienne rend impossible la conduite d’inspections afin de s’assurer que la technologie n’est pas détournée pour un usage militaire, comme l'a déclaré un rapport de son directeur général le 31 août 2006. Les Occidentaux soupçonnent le gouvernement iranien d'utiliser son programme nucléaire civil pour chercher à fabriquer une arme nucléaire,,. La crise s'apaise 12 ans plus tard avec l'Accord de Vienne sur le nucléaire iranien (JCPoA ou PAGC), conclu le 14 juillet 2015.
Début mai 2018, le président américain Donald Trump annonce que les États-Unis se retirent de l'accord de Vienne. Pendant un an, malgré le rétablissement des sanctions, l’Iran affirme respecter l'accord et demande aux Européens de respecter leur engagement lié à celui-ci. L'Iran attendait des Européens qu'ils « résistent » à la pression américaine en maintenant leurs activités commerciales. Ceux-ci ont cependant cédé aux pressions et l’Iran a à son tour adopté des mesures contraires à l’accord – qui demeurent réversibles dans le cas où les Européens tiendraient leurs promesses et permettraient de compenser les sanctions américaines.
Les Iraniens voient la puissance nucléaire comme un moyen de diversifier les sources d’énergie et d’affirmer son rôle politique international. Les Iraniens, pratiquement tous les candidats politiques et le gouvernement, sont unis sur ce point : l’Iran devrait développer son industrie nucléaire civile, car ils ne peuvent accepter que d’autres pays, comme Israël, l’Inde ou le Pakistan soient dotés de l’énergie atomique en dehors du cadre du TNP.
À partir de décembre 2022, l'Iran est capable de produire de l'uranium enrichi à 60 % ce qui le rapproche du seuil de 90 % nécessaire pour une arme nucléaire,.

### Puissance militaire

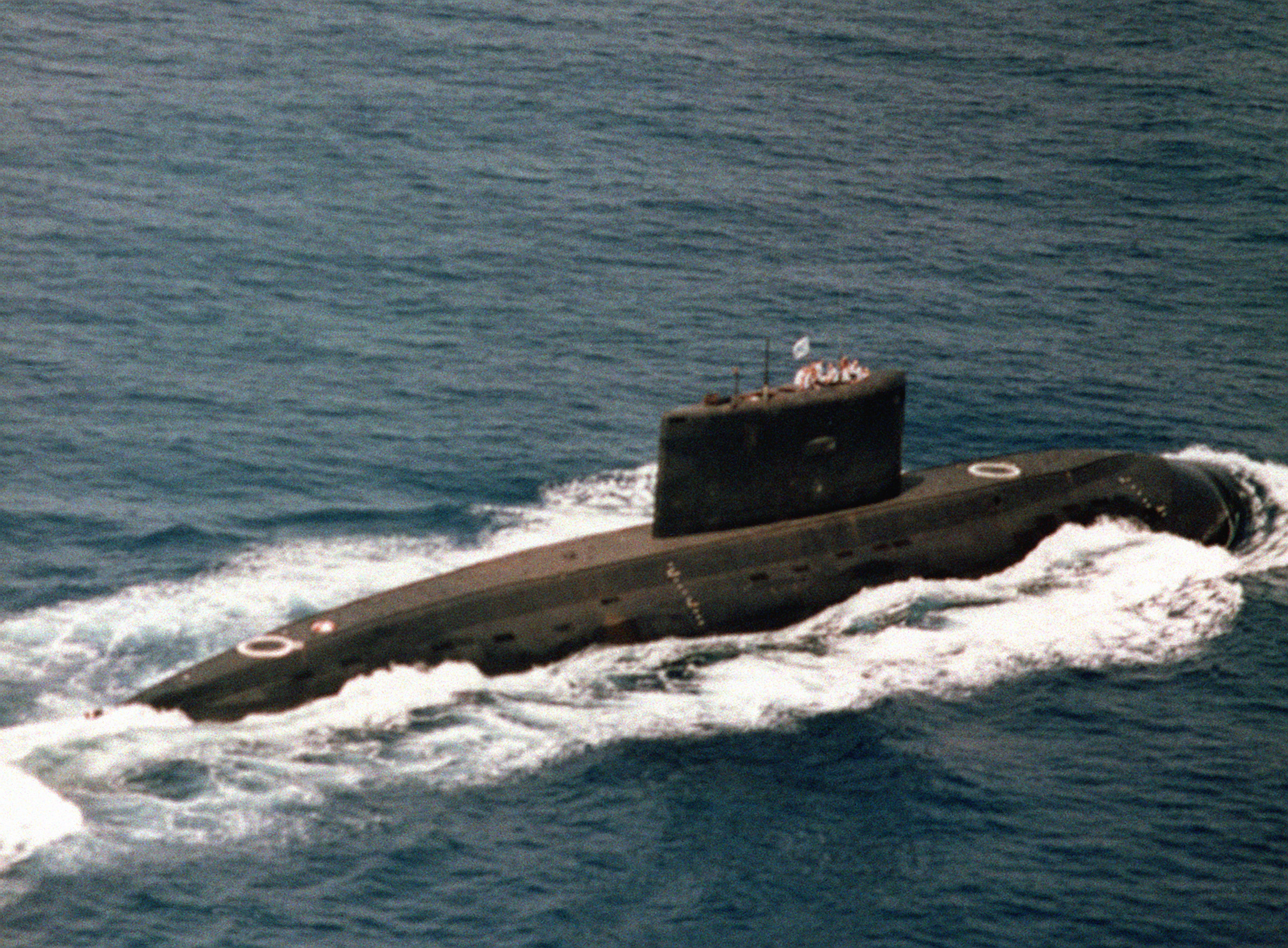
Un des trois sous-marins classe Kilo de la marine iranienne.

Les forces armées iraniennes se sont modernisées et ont été organisées après la Première Guerre mondiale, surtout après la prise de pouvoir de Reza Shah en 1921. Sous le règne du dernier shah d’Iran, Mohammad Reza Pahlavi, l’armée iranienne a été entraînée et équipée par des armées étrangères. La mission militaire américaine en Iran était par exemple la plus importante du monde en 1978. Les ventes d’armes américaines à l’Iran se sont élevées à 11,2 milliards de dollars entre 1950 et 1979. Après la révolution iranienne et la prise de pouvoir du nouveau gouvernement, l’armée iranienne a perdu plus de 60 % de ses effectifs (désertions), alors que parallèlement, l’ayatollah Khomeini créait par décret le Corps des Gardiens de la révolution islamique le 5 mai 1979, avec pour objectif de défendre les intérêts de la révolution islamique.
Les forces armées iraniennes sont organisées de la façon suivante :
- l’armée régulière, divisée en trois armes :
  - Armée de terre (artesh), comptant 350 000 hommes (dont 220 000 conscrits) en 2012[133] ;
  - Armée de l’air (Niru Havayi), comptant environ 180 000 hommes en 1997[134][source insuffisante] ;
  - Marine (Niru Daryāi), comptant environ 18 000 hommes en 2001[135] ;
- le Corps des Gardiens de la révolution islamique (Sepah-e Pasdaran-e Enghelāb-e Islami), qui a repris l’organisation en trois armes de l’armée régulière et compte plus de 130 000 militaires en 2012[136],[133].

Les forces armées iraniennes peuvent aussi compter sur le corps appelé Basij, une force d’intervention populaire rapide composée de volontaires (comparable à une milice civile). Les Basij ont été initialement créés pour permettre l’envoi de forces sur le front lors de la guerre Iran-Irak ; aujourd’hui, leur rôle est de faire respecter les préceptes islamiques. Ils comptent également des unités spéciales anti-émeutes et une forte présence dans les universités et parmi les étudiants. Leur nombre est difficile à estimer, entre 11 millions selon leur commandant, et 400 000 à un million selon d’autres sources.

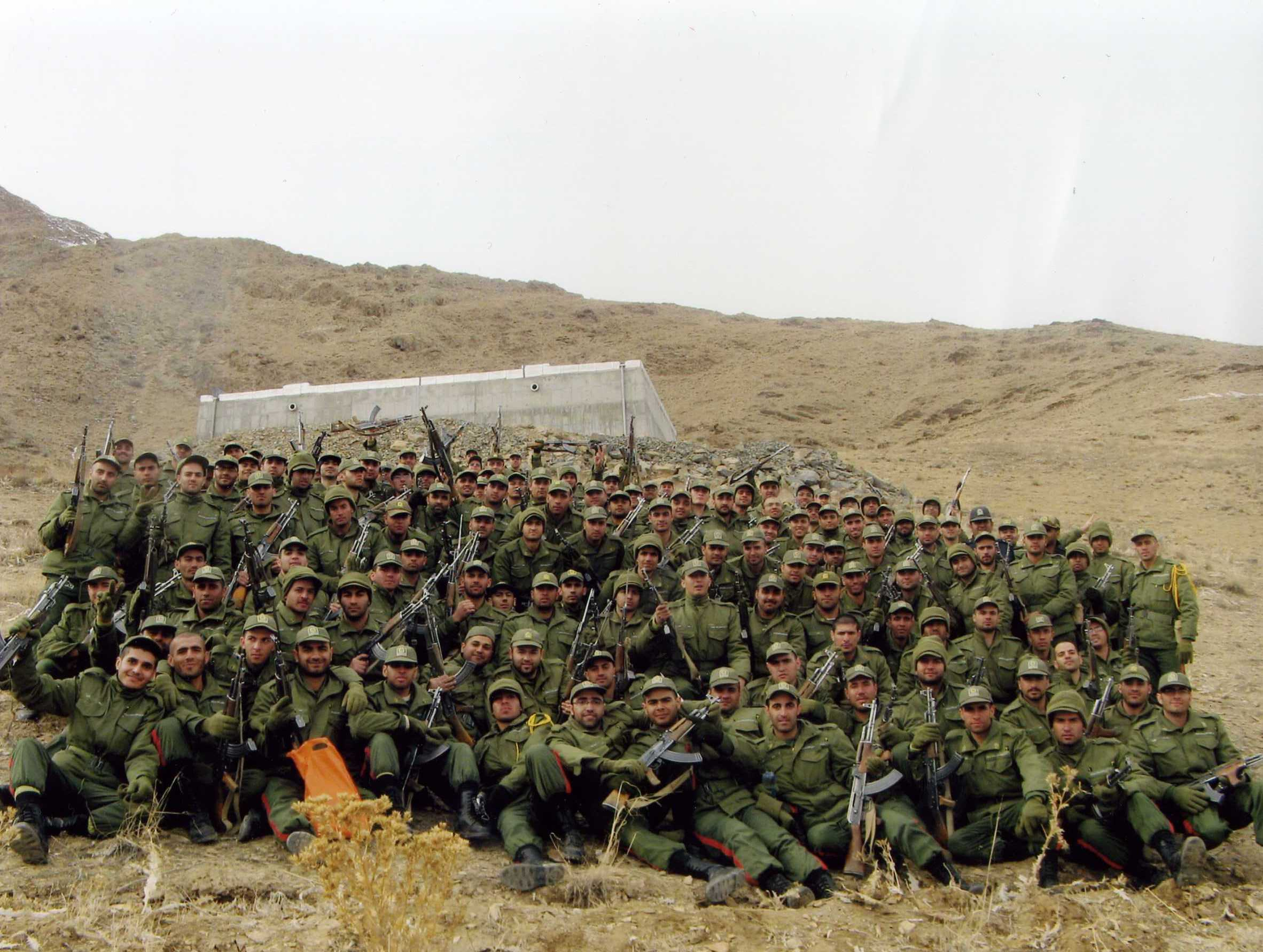
De jeunes soldats effectuant leur service militaire pour les forces de l'ordre à la caserne de Malik al-Ashtar en Iran.

La constitution de l'Iran de 1979 désigne le Guide de la révolution comme commandant suprême des forces armées.
La puissance militaire iranienne a été fortement amoindrie par la guerre Iran-Irak et par l’embargo auquel la république islamique d'Iran est soumise (malgré des livraisons d'armes américaines grâce à des intermédiaires israéliens, européens ou latino-américains au début des années 1980). À partir de 1988, les achats d'armes reprennent (notamment auprès de la Corée du Nord, de la Chine, de la Syrie, de la Russie, de la France, de l’Italie, et d'autres) et le pays décide de se doter d’une industrie militaire nationale. En 2006, l'Iran produit donc des aéronefs (par ex. l'hélicoptère Panha Shabaviz 2-75), des blindés (par ex. Zulfiqar), des missiles balistiques (par ex. Shahab-3). La réussite iranienne dans le domaine balistique est notable et confère à la république islamique d'Iran un pouvoir de dissuasion vis-à-vis des autres pays de l'aire régionale. Le pays possède en 2015 trois sous-marins d'origine russe et d'une marine peu étendue et vieillissante.
D’après RAND Corporation, en 2003 le budget militaire de l'Iran est estimé à environ 5 milliards de dollars, et est plus destiné à la défense qu'à l'offensive. Cependant, ce budget a considérablement augmenté au cours des dernières années puisqu'il est passé à 8,64 milliards de dollars en 2009, à 9,02 milliards en 2010, pour arriver à 11 milliards en 2011. Ce budget reste en deçà des standards d'une puissance moyenne pour assurer un conflit conventionnel.
Bien que l'Iran soit fréquemment représenté comme une menace par les politiciens et diplomates américains, Barack Obama reconnait quant à lui en 2015 que le budget militaire iranien s’élève à seulement un huitième de celui des alliés régionaux des États-Unis, et à un quarantième de celui du Pentagone.
De manière générale, l'armée iranienne n'est pas en mesure de se projeter sur un théâtre d'opération extérieur et son dispositif militaire est essentiellement organisé dans une perspective défensive. En 2016, le budget militaire iranien (pasdarans compris) s'élève à 15,9 milliards. Un montant proche de celui de certains de ses voisins, comme la Turquie ou le Pakistan, mais très loin de l'Arabie saoudite (plus de 60 milliards), son principal adversaire régional.

## Économie

### Structure économique

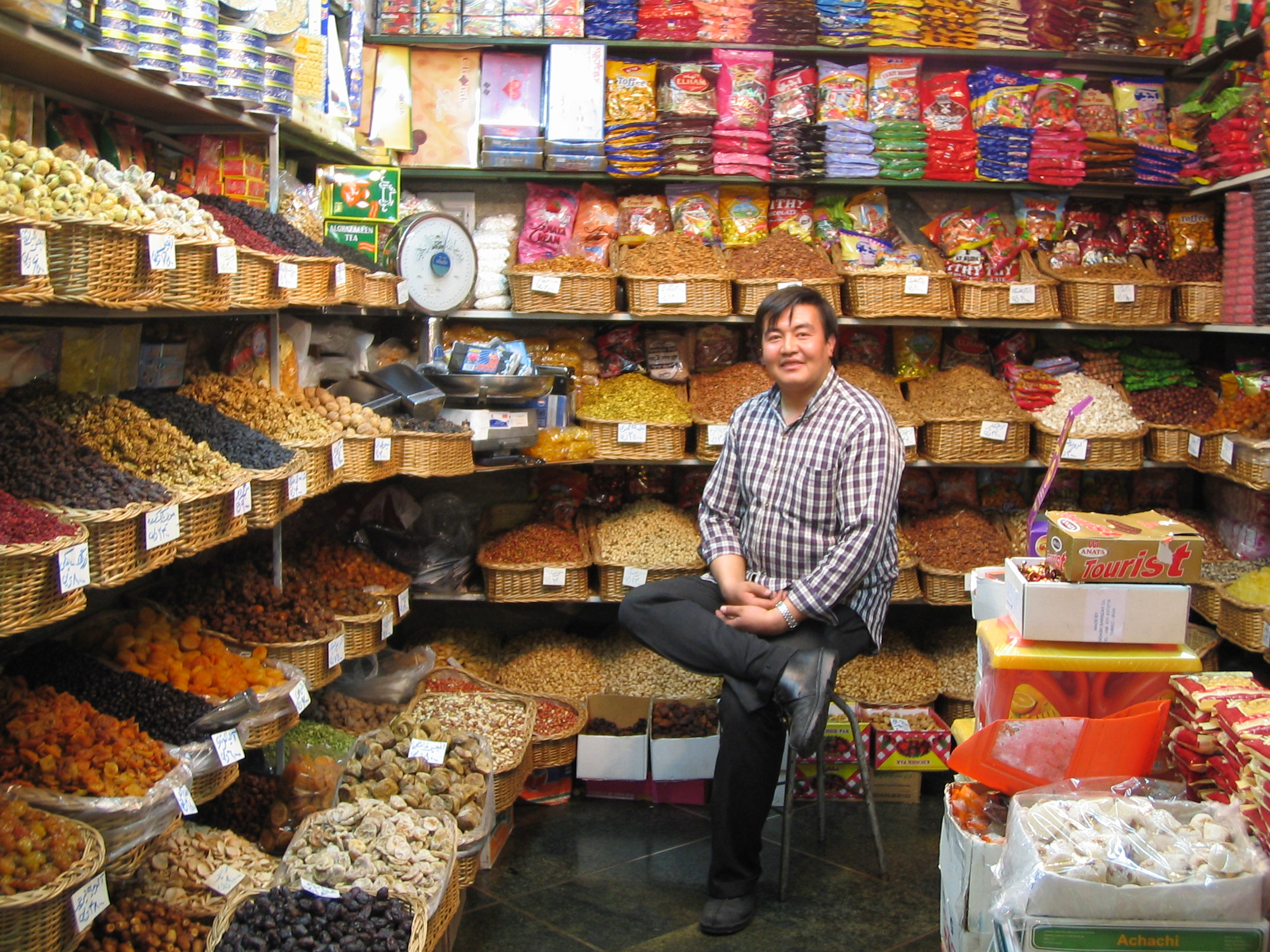
Vendeur de fruits secs au bazar de Tajrish à Téhéran.

L’Iran est un pays en développement marqué par une forte intervention de l’État et la domination du secteur pétrolier et gazier. L'économie bénéficie de certains atouts agricoles, industriels et maritimes. Le contrôle des prix, les subventions, l'inflation et les faibles taux d'intérêt freinent l'essor de l'économie, notamment le potentiel de croissance de l'entreprise privée[citation nécessaire]. Le secteur privé comporte des petites entreprises en agriculture, fabrication et services, de même que des entreprises moyennes en construction, ciment, mines et métallurgie. Le chômage élevé amène plusieurs jeunes Iraniens à chercher de l'emploi à l'étranger. La croissance économique (augmentation du PIB réel de 4,5 % en 2016) fait apparaître l’économie iranienne sous un jour dynamique, malgré la stagnation observée en 2015 liée à la faiblesse des cours du pétrole. L'inflation demeure élevée à 8 % bien qu'ayant fortement diminué. La levée des sanctions économiques devrait permettre à moyen terme l'amélioration des conditions économiques. Les exportations s'élèvent à 87,5 G$US (2016) et sont générées à 80 % par le pétrole. Les principaux clients de l'Iran sont la Chine (22,2 %), l'Inde (9,9 %), la Turquie (8,4 %) et le Japon (4,5 %) (2016). Les importations, de l'ordre de 62,1 G$US, composées principalement de matériel industriel, de produits alimentaires et autres biens de consommation, se traitent surtout avec les Émirats arabes unis (39,6 %) et la Chine (22,4 %). Le niveau de vie iranien demeure inférieur à celui des années 1970, entre autres du fait du doublement de la population. Les sanctions économiques et la déficience de la gestion publique et des entreprises d'État amènent une récession en 2012-2013, la première depuis 1990 et la croissance demeure ténue depuis 2013, quoique l'inflation ait reculé de manière appréciable et malgré les efforts de relance et de détente du gouvernement Ruhahi. La consommation des ménages représente un peu plus (50,8 %) de la moitié du PIB, l'investissement des entreprises 33,2 %, les dépenses publiques 10 % et les exportations nettes 6,0 % (23,2 % pour les exportations contre 17,2 % en importations) (2016). Le pays souffre à la fois d'un chômage élevé, d'une pénurie de main-d'œuvre spécialisée et de l'exode de la jeunesse scolarisée.
Les États-Unis imposent à partir de 2018 à l'Iran des sanctions particulièrement dures. Le projet américain est d’étouffer l’économie iranienne en stoppant ses échanges avec le reste du monde. Depuis lors, si une entreprise travaille avec l’Iran, elle n’a plus le droit de commercer avec les États-Unis. L’inflation, qui était tombée en dessous de 10 %, est remontée au-dessus de 40 %. L’économie est en récession et le chômage connait une nouvelle hausse (il est estimé à au moins à 20 % en 2019). En septembre 2019, le gouvernement américain instaure de nouvelles sanctions visant notamment « la dernière source de revenus de la Banque centrale d'Iran », déjà sur la liste noire américaine, mais aussi le Fonds national de développement souverain qui coupé » du système bancaire américain, selon le secrétaire au Trésor Steven Mnuchin. D'après Donald Trump, il s'agit des « sanctions les plus sévères jamais imposées à un pays ».

### Secteurs d'activité
Le produit intérieur brut (PIB) de l'Iran est estimé à 1,46 billion de dollars américains à parité de pouvoir d'achat (PPA) (2016). La part de l’agriculture dans la production nationale est relativement réduite pour un pays en développement : elle n'y contribue qu'à hauteur d'un peu plus de 9,1 % ; l'industrie contribue pour 39,9 % et les services pour un peu plus de la moitié (51,0 %) du revenu national. En 2005, le secteur pétrolier a généré à lui seul 70 milliards de dollars et explique 80 % des exportations du pays. Le pays a perdu sa deuxième place au palmarès des producteurs OPEP pendant la décennie 2010, derrière l'Arabie saoudite et l'Irak, se plaçant troisième, juste devant les Émirats arabes unis.
Ces déséquilibres économiques se retrouvent aussi dans la répartition des richesses. Alors qu'elle ne contribue qu'au dixième de la production nationale, l'agriculture occupe 25 % de la population employée, contre 31 % à l'industrie et 45 % aux services. Malgré un produit national brut (PNB) par habitant relativement correct de 12 800 dollars en PPA (contre 1390 à l’Égypte), 18 % des Iraniens vivent en dessous du seuil de pauvreté. En 2008, un peu plus de 12,5 % d'une population active de 24,35 millions de personnes est au chômage, et 90 % de la population occupée est payée par l’État. L’âge légal du travail est fixé à 15 ans, mais les principaux secteurs d’activité jouissent d’une exemption, rendant souvent légal le travail des enfants.

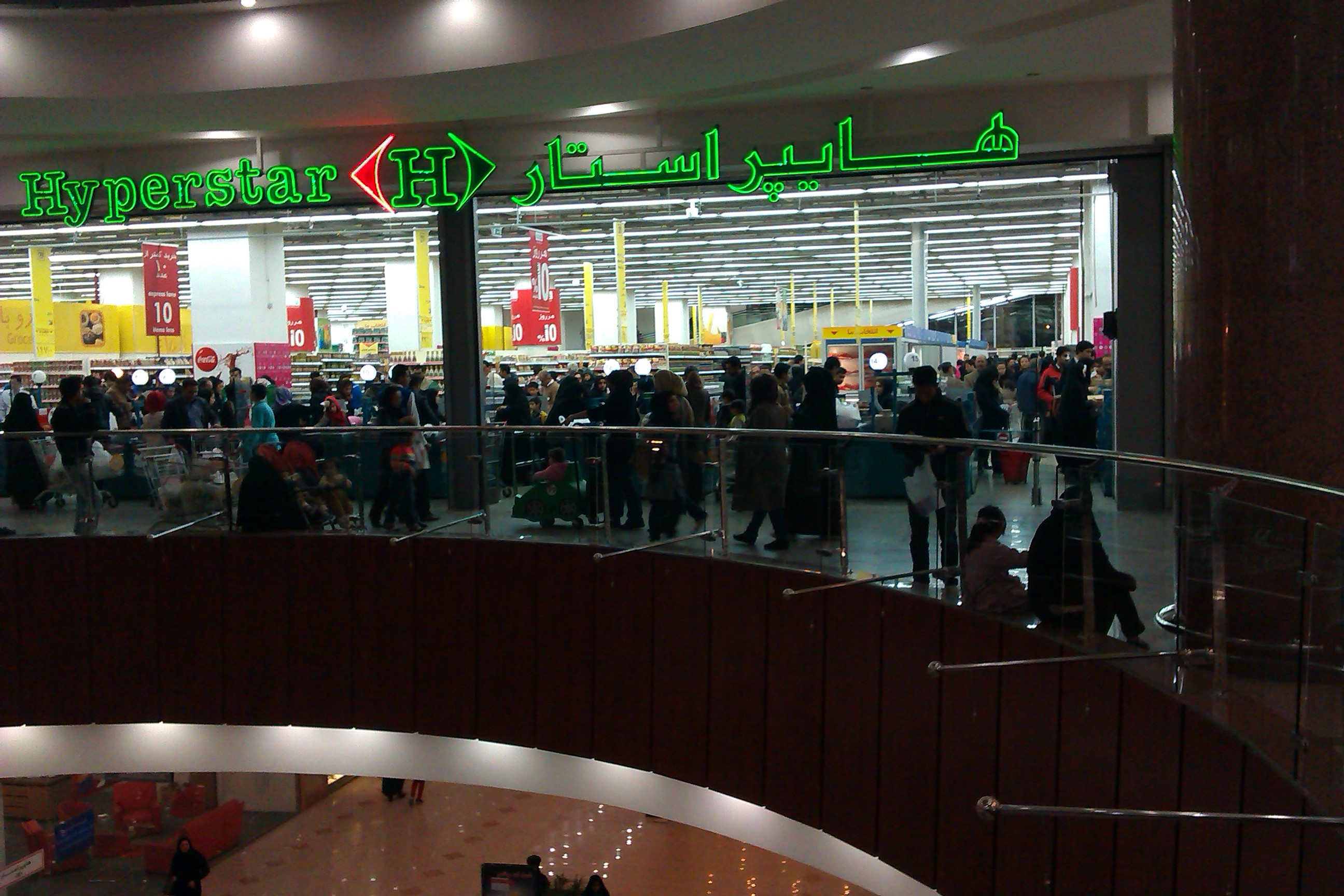
Magasin « Iran Hyper Star ».

L’agriculture iranienne est relativement diversifiée grâce à la multiplicité des climats à l'intérieur d’un pays pouvant produire de nombreuses céréales, du riz, une grande variété de fruits, du coton… Sa productivité demeure relativement faible. Alors qu'un tiers du territoire iranien est arable, seul un dixième est exploité, et moins d’un tiers des terres cultivées profitent d'un système d'irrigation performant. La plupart des exploitations sont inférieures à dix hectares. L'opposition entre propriétaires et ouvriers agricoles à partir des années 1970 a longtemps découragé les investissements et donc freiné les gains de productivité. L'engagement du gouvernement dans l'agriculture a toutefois permis, durant les années 1990, de se rapprocher de l'objectif d'autosuffisance alimentaire en agrandissant la surface irriguée et a réorienté certaines productions à l'exportation (dattes, fleurs, pistaches…). Le pays doit cependant compter avec des aléas climatiques comme la sécheresse, susceptible d’amoindrir les récoltes, comme entre 1999 et 2001. L'Iran profite par ailleurs de la richesse de la mer, pêchant de nombreuses espèces de poisson et étant un important producteur de caviar.
La part de l'industrie pétrolière dans l'économie nationale s'est nettement réduite depuis les années 1970, en partie en raison des dégradations ou des destructions subies par l'appareil productif au cours des guerres. Avec une production de 4 millions de barils par jour, soit la quatrième du monde, dont 2,6 millions sont exportés elle reste toutefois largement prépondérante et assure près de la moitié des revenus de l’État. Elle profite actuellement de l'envolée du cours du pétrole et a permis au pays d’amasser d’importantes réserves de change. Cependant, le manque de raffineries fait que le pays importe un tiers de son carburant. Dans ce domaine de l’énergie, la volonté de l'Iran de développer son industrie nucléaire civile se heurte aux suspicions de la communauté internationale quant à ses objectifs militaires.
Le reste de l'industrie connaît une croissance honnête d'environ 3 % par an. Elle est dominée par quelques secteurs comme le textile, les industries minières, les matériaux de construction, l'automobile, l'artisanat, l'agroalimentaire, et l’armement (le budget militaire était de 6 milliards de dollar en 2010). Dans le cas du textile, la réputation des tapis persans tissés à la main en fait une des premières activités exportatrices du pays et contribue de façon substantielle aux revenus des familles rurales.
Le secteur tertiaire représente environ 40 % de la production nationale et occupe une part similaire de la population. L’activité touristique est largement handicapée par le régime politique. En mai 2007, le gouvernement a annoncé le renforcement de la vigilance à l'égard du code vestimentaire, qui concerne également les touristes, rappelant l'obligation de porter un voile en public qui doit couvrir les cheveux et les épaules, ainsi que des jupes et robes longues masquant les chevilles. Selon le chef de la police de Téhéran, le général Hossein Sajedi-Nia, en cas de manquement à ces obligations, de sévères amendes sont prévues voire des peines de prison en cas de récidive.
Une partie de la population est engagée dans une économie informelle. Depuis le début du XXIe siècle, le dynamisme réel de l’économie procède de plus en plus de sa dimension informelle (la contrebande et la fraude impliquent désormais l’ensemble des provinces). Le secteur subventionné du commerce d'organes pour transplant est en pleine expansion du fait de la pauvreté poussant des milliers de jeunes iraniens à vendre leurs organes (essentiellement des reins) à une des 137 agences gouvernementales spécialisées. Un rein se négocie environ 2 400 €.

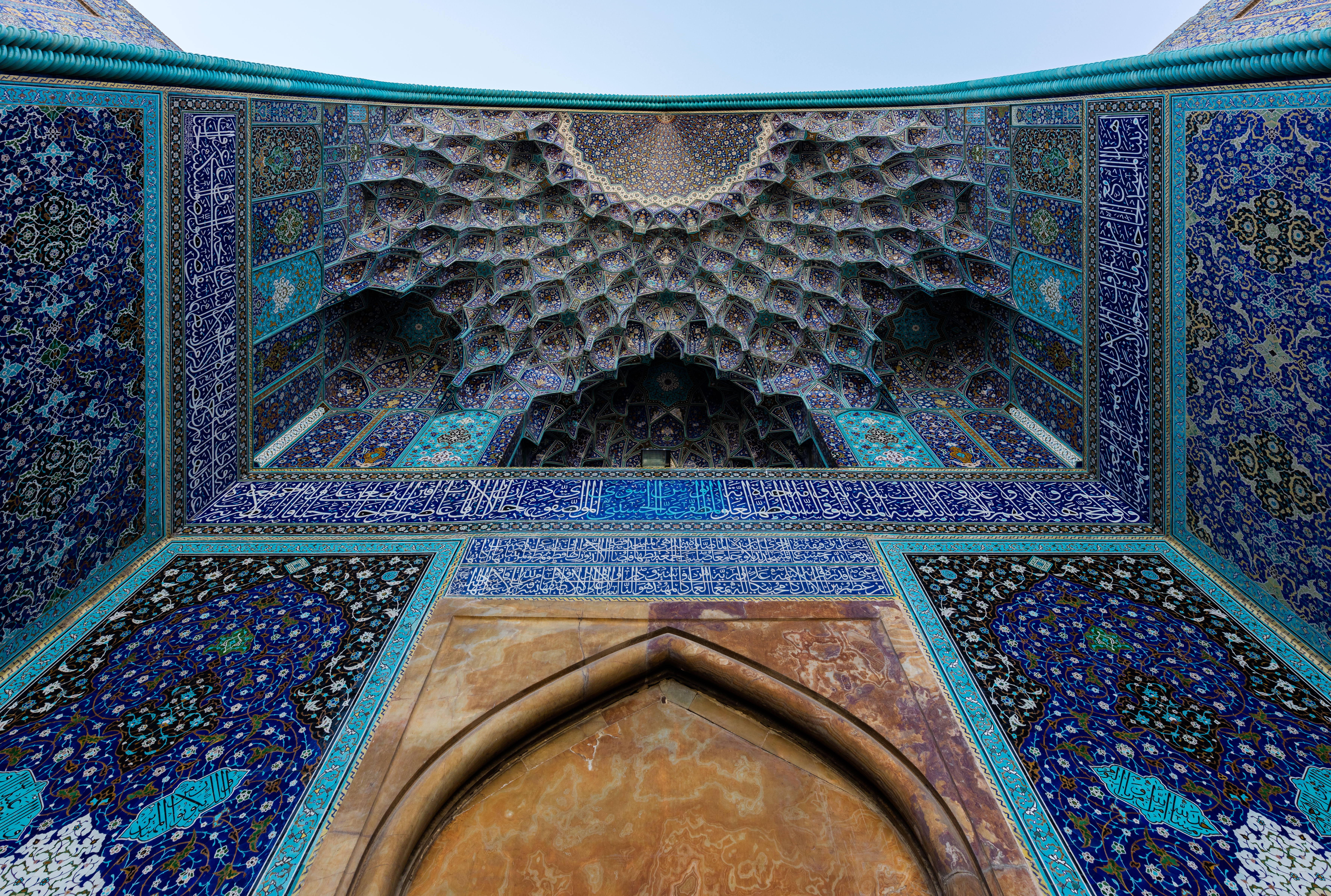
Grande mosquée d'Ispahan, un des sites touristiques majeurs en Iran.

Le tourisme en Iran, après avoir chuté à la suite de la révolution islamique de 1979 et de la guerre Iran-Irak de 1980-1988, connaît un renouveau depuis les années 2000, malgré les pressions internationales. En effet les autorités ont mis en place une politique de développement du tourisme avec la construction de nouvelles infrastructures. L'Iran avec ses nombreux monuments et ses lieux de culture (Ispahan, Chiraz, Téhéran, Persépolis, etc.), ainsi que ses possibilités de loisir (plages du golfe Persique et de la mer Caspienne et pistes de ski de l'Elbourz par exemple) offre une grande palette de découvertes. Le pays s'ouvre et se développe donc de plus en plus, l'élection du président modéré Hassan Rohani y ayant participé pour beaucoup ainsi que la levée des sanctions internationales à la suite de l'accord sur le nucléaire.

### Dirigisme étatique
D’après la Constitution de l’Iran, l’économie est divisée en trois secteurs :
- le secteur public, qui regroupe toutes les grandes industries de base, le commerce extérieur, les mines, la banque, les assurances, l’énergie, les barrages et les réseaux d’aqueducs, la radio et la télévision, les postes, télégraphe et téléphone, l’aviation, les lignes maritimes, les routes et les chemins de fer ;
- le secteur coopératif, qui regroupe les sociétés et établissements coopératifs de production et de distribution créés conformément aux principes islamiques ;
- le secteur privé, qui regroupe les activités de l’agriculture, de l’élevage, de l’industrie, du commerce et des services complémentaires aux deux autres secteurs.

Bien qu’à la suite de la révolution islamique, la question des nationalisations et de l’intervention étatique ait été l’objet d’un débat traditionnel gauche-droite où les conservateurs défendaient la propriété privée, la guerre contre l’Irak a suscité un dirigisme croissant. À terme, il a donné à l’État un contrôle quasi total de toutes les activités économiques. De fait, les grandes entreprises du pays sont dirigées par l’administration publique, ainsi que l’activité pétrolière via le Ministère du Pétrole et la Compagnie pétrolière nationale iranienne. L’activité du secteur privé est généralement limitée aux petites structures, tels les ateliers artisanaux et les fermes agricoles. Malgré des velléités de réforme et de privatisation ayant pris quelques formes concrètes dans les années récentes, l’État conserve son monopole sur l’essentiel de l’économie.
La législation d’inspiration islamique est, par ailleurs, extrêmement problématique pour les activités financières internationales. Aux termes de ces principes religieux, la rétribution d’intérêts en échange d’un prêt monétaire est illégale. Ces restrictions rendent virtuellement impossible la réalisation d’accords entre le pays et des institutions ou entreprises financières internationales, condamnant l’Iran à se satisfaire des sources internes de financement. Les banques islamiques ont remplacé l’usure par différents modes de partage du profit. L’activité principale des banques consiste donc à obtenir des fonds du public et à les offrir aux hommes d’affaires sur la même base.

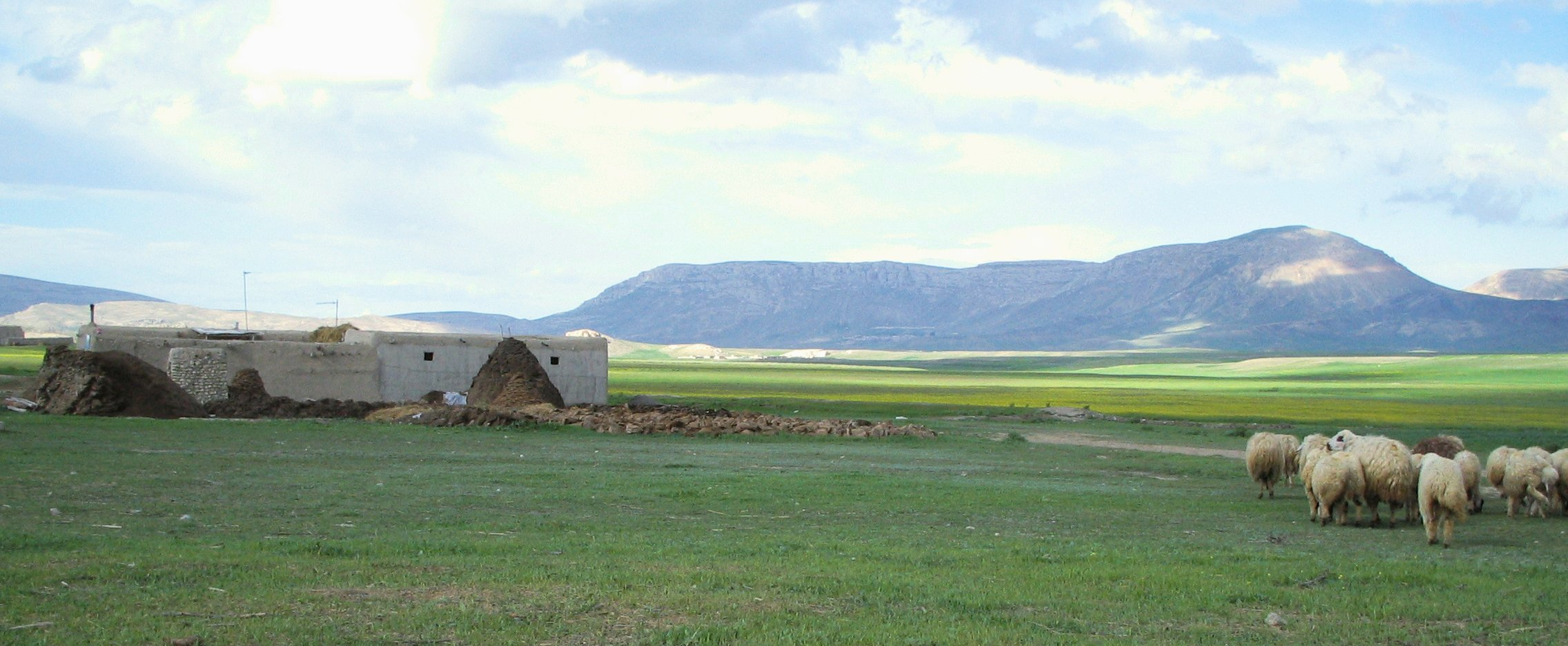
Un hameau d’éleveurs entre Makou et Tchaldoran dans l’Azerbaïdjan iranien.

Le secteur coopératif est constitué de fondations religieuses, ou bonyads. Mis en place juste après la révolution iranienne, parfois sur la base de fondations royales existant auparavant, les bonyads ont été utilisés pour redistribuer les revenus du pétrole aux pauvres et aux familles des martyrs (morts lors de la guerre Iran-Irak). Aujourd’hui, les bonyads sont des consortiums de compagnies qui sont exemptées de taxes et qui rendent compte directement au Guide de la révolution.
Malgré leur légalité, les syndicats sont absents en Iran. Les travailleurs sont généralement représentés par des institutions elles-mêmes dépendantes de l’État et qui ne s’opposent jamais à ses décisions. L’existence et la pratique du droit de grève n’empêche pas sa répression parfois violente par la police.
Étant donné son emprise sur l’économie, le gouvernement iranien a une dette publique relativement faible (30 % du PIB), ce qui n’empêche pas l’existence d’une inflation importante (en moyenne autour de 15 %).

### Perspectives économiques

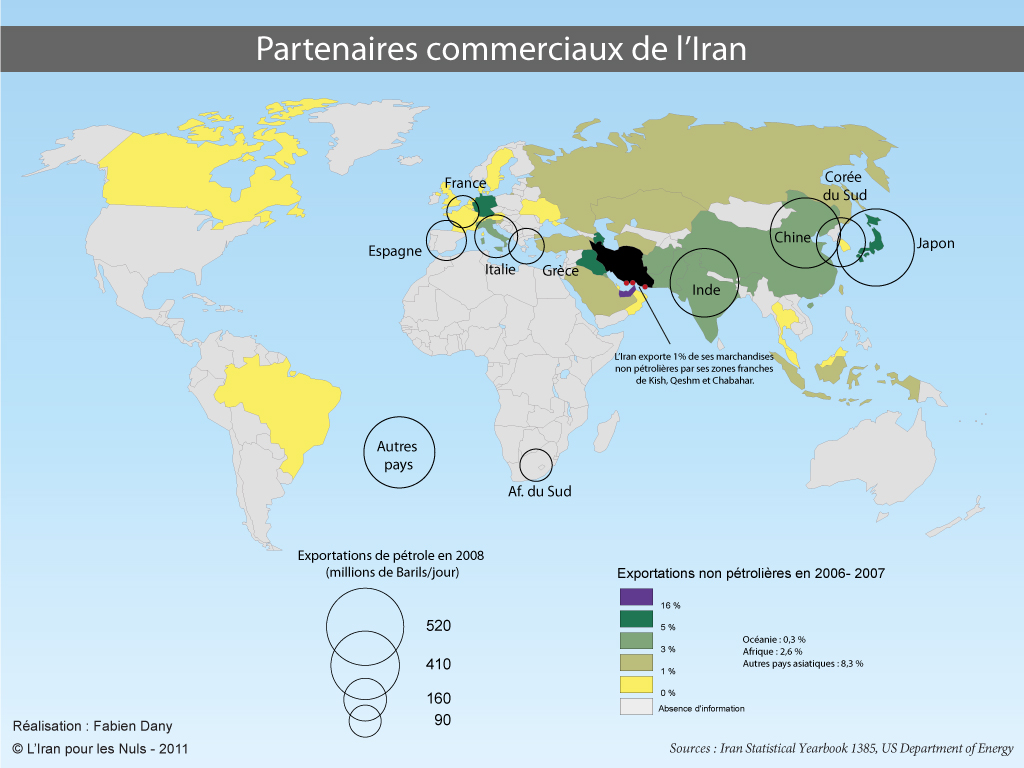
Carte des partenaires commerciaux de l'Iran.

En conséquence de ses prises de positions sur la scène internationale, l’Iran subit de nombreuses sanctions économiques. Depuis 1996, les États-Unis ont imposé un embargo sur les importations de pétrole et d’autres produits iraniens, puis d’interdiction d’investissements des firmes américaines, et dans certains cas non américaines (loi d'Amato-Kennedy), vers l’Iran.
Sous la présidence de Rafsandjani (1989-1997), le pays a dû entamer une nouvelle politique économique de privatisation et d’ouverture et d’encouragement des investissements étrangers en Iran. Pour financer ses projets, l’État iranien a même sollicité des emprunts de la part de ses partenaires étrangers ou des instances financières internationales. La baisse des subventions qui s’est ensuivi, et la mauvaise gestion de l’économie, a entraîné la hausse des prix et du chômage. Cependant, l’ouverture aux investissements extérieurs est parfois freinée par le nationalisme économique des députés du Madjles.
Du fait de l’importance de l’industrie pétrolière et de la dépendance extérieure du pays pour de nombreux produits, le taux d’ouverture (importations plus exportations en pourcentage du PIB) de l’Iran est cependant relativement élevé (54 %, soit un taux comparable à celui de l’Allemagne). Ses principaux partenaires commerciaux sont l’Allemagne, les Émirats arabes unis et la Chine, suivis par des pays européens (la France est le troisième fournisseur de l’Iran).
La situation de l’Iran vis-à-vis de l’extérieur est donc celle d’une dépendance à ses exportations de pétrole et d’un handicap provoqué par les sanctions internationales. À court terme, les tensions actuelles sur la question nucléaire peuvent, selon le jeu diplomatique, tout à la fois provoquer l’allègement ou l’aggravation de ces sanctions. En 2006, les revenus du gaz et du pétrole ont été le moteur principal de l’économie et de la stabilité sociale précaire du pays. L’économie iranienne ne se développe toujours pas, et les revenus pétroliers représentent une bouée de sauvetage pour un pays possédant une économie administrée et inefficace.
Les pays de l'Union européenne ont décidé le 23 janvier 2012 d'imposer un embargo pétrolier graduel sans précédent contre l'Iran, et de sanctionner sa banque centrale afin d'assécher le financement de son programme nucléaire controversé, des décisions vouées à l'échec selon Téhéran.

## Démographie

### Population

Évolution de la démographie entre 1961 et 2003 (chiffre de la FAO, 2005). Population en milliers d’habitants.

La population de l'Iran est estimée à 82 801 633 habitants (2016), ce qui en fait le 17e pays le plus peuplé dans le monde, comparable à l'Égypte, la république démocratique du Congo, l'Allemagne ou la Turquie. La démographie iranienne a été complètement bouleversée au cours du XXe siècle. La population est à environ 76 923 300 en 2010, alors qu’elle était de 10 millions au début du siècle précédent. En 2015, on estime la population à 81,8 millions. Cependant, il apparaît que l’Iran a récemment maîtrisé son très fort taux de fécondité grâce à une régulation des naissances efficace, passant de cinq enfants par femme en âge de procréer à la fin des années 1970 à 1,89 aujourd’hui. Toutefois, la population continue à croître à un rythme élevé (1 % par an), : en effet, de la faible proportion de personnes âgées — 5 % de la population a 65 ans et plus — résulte un faible taux de mortalité (5,5 %) ; la forte proportion de personnes en âge de procréer explique le taux de natalité soutenu (17 ‰). À terme, le vieillissement de la population devrait tendre à faire baisser la natalité, de sorte que la population se stabiliserait au-dessus de 100 millions d’habitants en 2050. Le solde migratoire est faible (-0,5 ‰).
La répartition géographique de la population a aussi connu un bouleversement : les urbains formaient environ 10 % de la population iranienne au début du XXe siècle, ils sont 70 % en 2010. L’urbanisation est continue : le taux de croissance démographique des villes est de 1,8 % par an tandis que les zones rurales perdent annuellement 0,7 % de leur population. Les plus grandes agglomérations urbaines d'Iran sont Téhéran, la capitale au centre-nord avec 8 432 000 habitants, Mechhed dans le Khorassan au nord-est (3 014 000 habitants), Ispahan au centre (1 880 000 habitants), Karadj (1 807 000 habitants) à l'ouest de Téhéran, Chiraz, au sud et centre historique de la Perse (1 661 000 habitants) et Tabriz, au nord-ouest, centre économique et culturel de l'Azerbaïdjan (1 572 000 habitants).
Le taux d’alphabétisation est de 80 % chez les plus de 15 ans. La durée moyenne de scolarisation est de 12 ans. Le taux de fécondité est de 1,89 enfant/femme ce qui place l'Iran au 148e rang mondial.

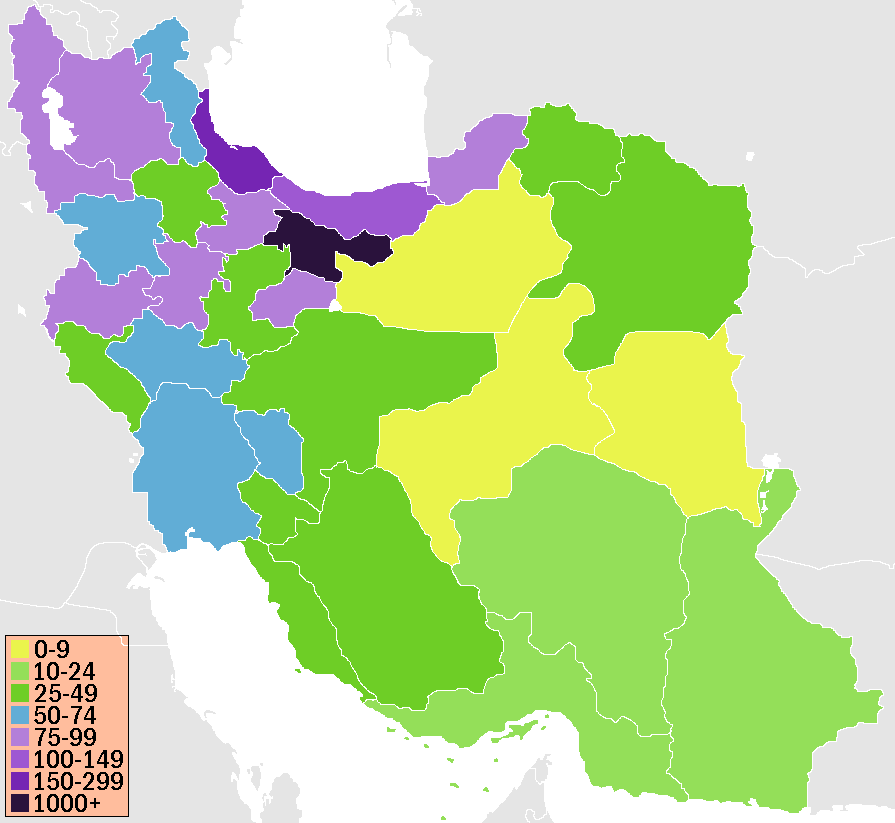
Densité de population par province en Iran.

### Migration
La position géographique de l'Iran, sa démographie et sa situation économique en font à la fois un pays d'origine, de transit et de destinations pour les migrants. Bien que le pays accueille une des plus grandes populations de réfugiés au monde, il est aussi un pays d'émigration.
L'Iran compte près d’un million de réfugiés, la plupart originaires d’Afghanistan et d’Irak. En 2001, le nombre de réfugiés afghans en Iran était de 3 809 600, et le nombre de réfugiés irakiens de 530 100. Cet afflux de réfugiés a lieu depuis le tout début des années 1980, causé par les guerres qui ont eu lieu aux frontières de l'Iran (en Afghanistan à partir de 1980), ou par des décisions prises par les pays voisins (la décision de Saddam Hussein d'expulser des irakiens d'origine iranienne vers l'Iran entre 1980 et 1981).
La politique officielle du gouvernement vise à rapatrier ces réfugiés et près de 2 millions l’ont été, pour une bonne part en coopération avec le Haut Commissariat des Nations unies pour les réfugiés,,,.
La diaspora iranienne est estimée à environ 2 à 3 millions de personnes, qui ont émigré en Amérique du Nord, en Europe de l’Ouest, en Australie, dans les pays du Golfe Persique ou en Israël, la plupart après la révolution de 1979. Le solde migratoire actuel est négatif, et correspond au départ d’environ 40 000 personnes par an. Les facteurs des migrations au départ de l'Iran peuvent être multiples : instabilité économique de l'Iran, instabilité de son régime politique, niveau d'éducation, attentes démocratiques, présence de famille dans le pays hôte, montant du salaire et taux de chômage. Cependant, il faut signaler que les données précises sur les phénomènes de migration en Iran ne sont pas toutes disponibles, il est donc difficile d'apprécier l'étendue du phénomène.

### Langues et groupes ethniques

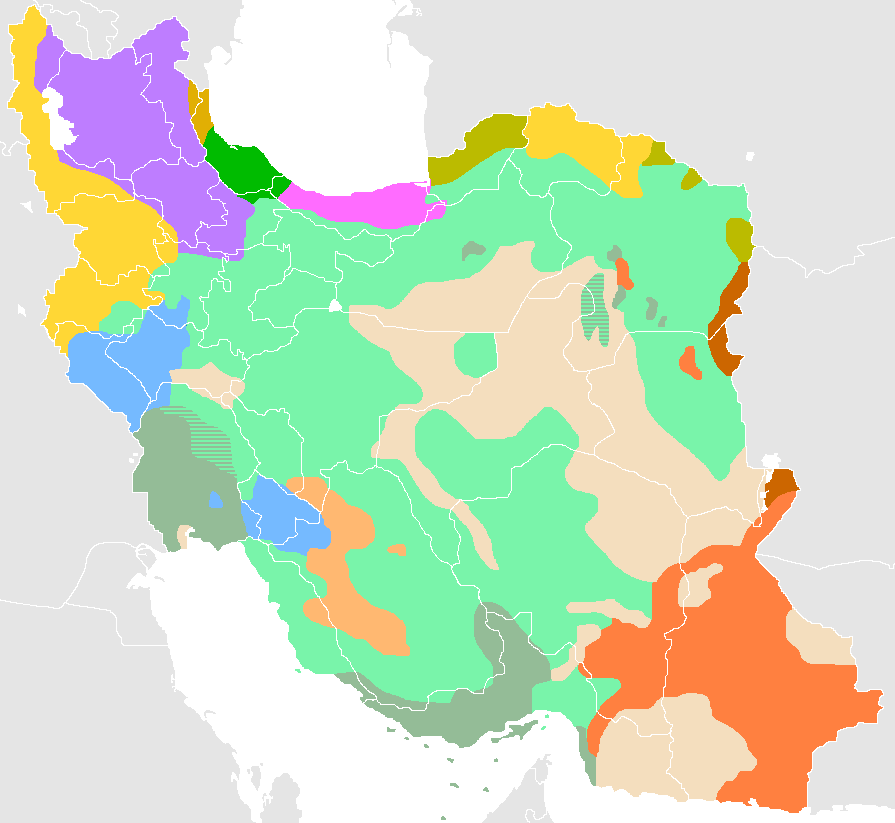
Carte de répartition ethnoreligieuse (selon la Central Intelligence Agency) :
Persan
Lori
Talyche
Guilaque
Mazandaranais
Kurde
Azéri
Turkmène
Kachkaï
Arabe
Baloutche
autres
désert

Le persan ou farsi est la langue officielle de l'Iran. Le farsi est parlé en langue maternelle, ou seconde langue, par au moins 89 % des Iraniens, et environ 10 % d'autres ont des notions de la langue, surtout des personnes âgées. Le farsi est obligatoire à l'école, en Iran, et dans le système éducatif, en général, surtout depuis 1981. Les principales langues parlées sont le farsi, l'azéri, le kurde, le lori, le guilaki, le baloutchi, le mazandarani, le kachkaï et l'arabe. L’Iran est une mosaïque de plus de 80 groupes ethniques différents. Les deux origines principales des langues sont indo-européennes ou turques. La majorité des Iraniens parlent une langue du groupe iranien et ils comprennent le persan. Les principaux groupes ethniques sont :
- parlant une langue iranienne : Persans (61-66 %), Kurdes (7-10 %), Baloutches (2 %), Lors (6 %), Tats, Talyshes, Gilaki, Mazandari, Pachtounes, etc.
- parlant une langue turcique : Azéris (13-15 %), Turkmènes (1 %), Qashqais
- autres : Arabes (2 %), Arméniens, Juifs (0,014 %), Assyriens, Géorgiens, Chaldéens, Circassiens et autres (1 %).

## Société

### Religion

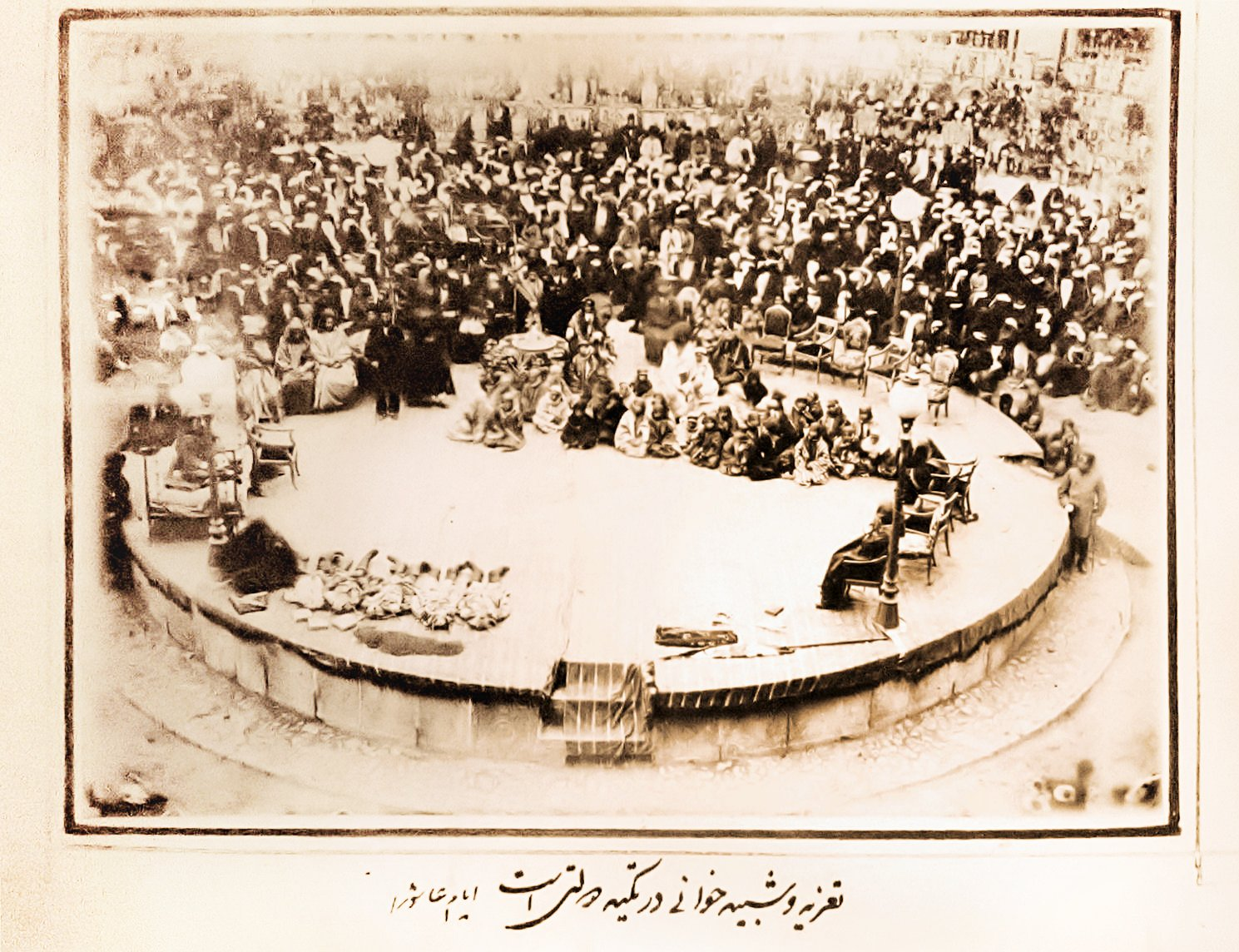
Une particularité du chiisme duodécimain en Iran : le Ta'zieh, un genre théâtral qui rejoue le massacre de l’imam Hussein. Palais du Golestan, Téhéran, fin du XIXe siècle.

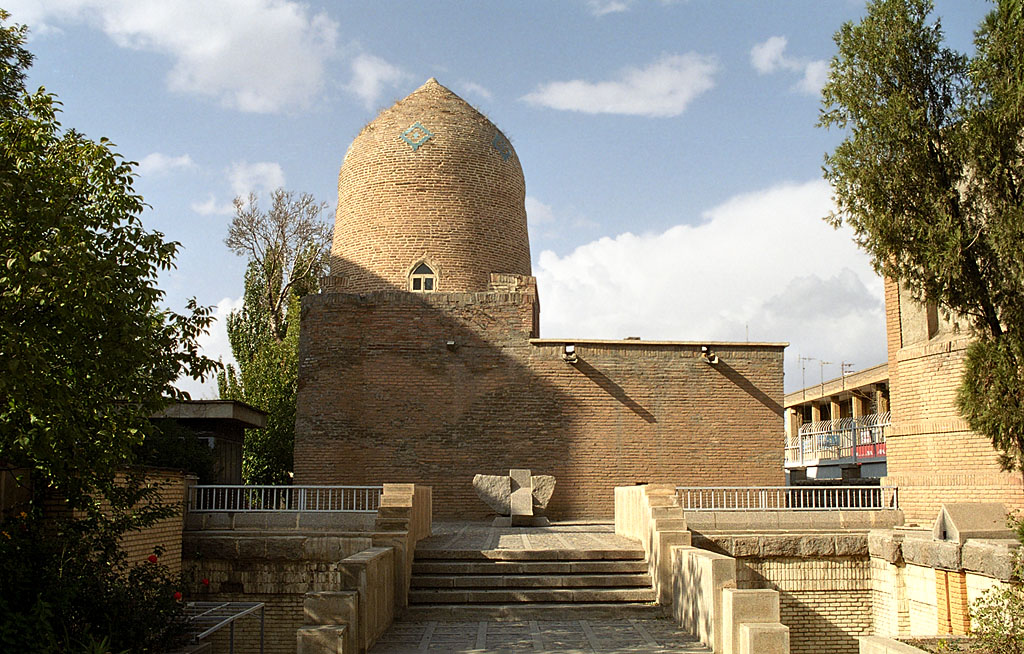
Mausolée de l’Esther biblique et de son oncle Mordekhaï à Hamedan, l’un des centres de pèlerinage juif les plus importants en Iran.

La mythologie perse est à la fois très voisine et profondément différente de la mythologie de l’hindouisme. Elle en est très voisine parce que les Iraniens sont, de tous les peuples indo-européens, celui dont la langue a le plus d’affinités avec le sanskrit et aussi celui qui est resté avec les Aryens de l’Inde en relations les plus fréquentes. Elle en est profondément différente, parce que la religion des anciens Perses acquiert de bonne heure un caractère beaucoup plus moral que mythologique. Le nouvel an Iranien (Norouz) est célébré le 21 mars, premier jour du printemps. Norouz est reconnu en tant que patrimoine culturel immatériel de l’humanité de l’UNESCO depuis 2009,.
L’islam chiite duodécimain est la religion officielle d’Iran à laquelle 89 % de la population appartient. L’Iran est, avec l'Azerbaïdjan, l'Irak et Bahreïn, un des seuls pays du monde musulman à avoir plus de la moitié de sa population majoritairement chiite. L’Iran a sur son territoire deux sites saints du chiisme : Mechhed, où est enterré l’imam Reza et Qom, où est enterrée Fatima Masoumeh, sœur de Reza. Qom est de plus un des centres théologiques chiites les plus influents du monde, rivalisant avec Nadjaf en Irak. Qom compte de nombreux séminaires chiites, comme le Howzeh ye Elmiyeh Qom et est aussi le siège de nombreuses associations cléricales. C’est à partir des séminaires et universités religieuses de Qom qu’a eu lieu la consolidation du pouvoir du clergé en Iran depuis l’ouverture du Howzeh ye Elmiye Qom en 1922.

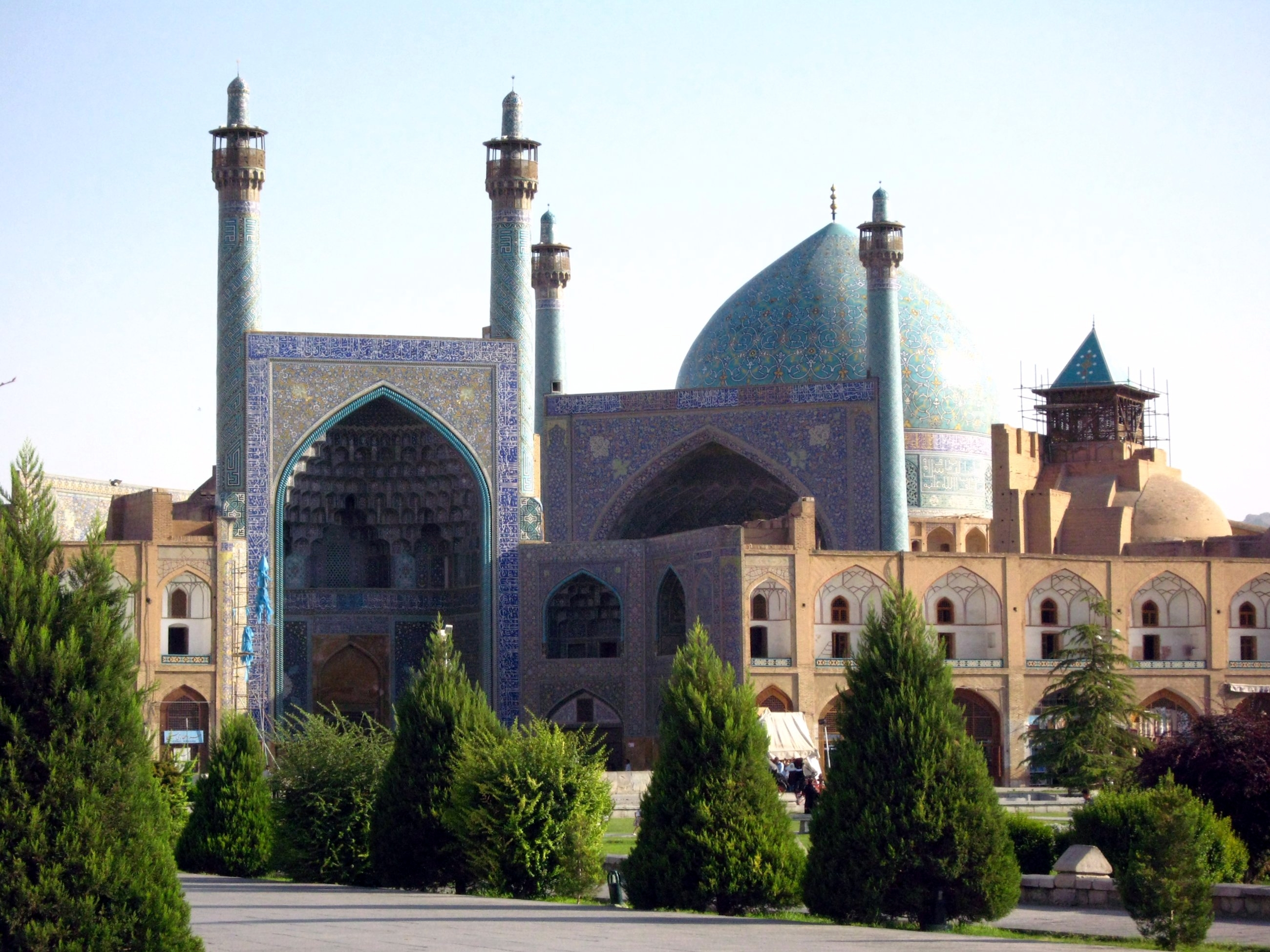
Mosquée du Chah, Ispahan.

Les sunnites (la branche majoritaire dans le reste du monde musulman) représentent 9 % de la population iranienne. Les autres minorités incluent les juifs, les baha’is, les chrétiens, les zoroastriens, les sabéens (ou mandéens) ou d’autres. Trois « religions révélées » autres que l’islam sont considérées comme officiellement reconnues par la constitution et disposent de leurs représentants au Parlement (Majles) : les chrétiens, les juifs et les zoroastriens. Les musulmans sunnites, minoritaires en Iran, ne disposent pas de sièges réservés. À la veille de la révolution islamique, l'Iran abrite la plus importante communauté juive du monde musulman avec, selon les estimations, entre 60 000 et 100 000 membres. En 2015, il reste moins de 10 000 juifs dans le pays qui sont néanmoins représentés par un député.
La minorité sabéenne qui ne compte que quelques centaines de fidèles, et les plus de 300 000 baha’is, durement persécutés sous tous les gouvernements iraniens, n’ont jamais été reconnus comme minorités religieuses. Depuis l’avènement de la République islamique en 1979, les baha’is d’Iran, sont considérés comme des « infidèles non protégés, (…) des non-personnes, et n’ont ni droits, ni protection », des "moins que rien", indique la Fédération internationale pour les droits humains (FIDH) dans son rapport de 2003 sur les discriminations religieuses en Iran.
Selon l’article 14 de la constitution iranienne et conformément au Coran « Dieu ne vous interdit pas de traiter avec bonté et droiture ceux qui n'ont pas lutté contre vous en raison de votre religion et qui ne vous ont pas expulsés de vos logements », le gouvernement se doit donc de respecter les droits humains des non-musulmans, tant qu’ils ne conspirent pas contre l'islam ou la république islamique d’Iran,. Les représentants des minorités religieuses reconnues ont confirmé que l'enseignement de leur religion était assuré et respecté tant dans les écoles publiques que dans les écoles propres aux minorités. Cependant, peu après la révolution iranienne, le gouvernement a créé un bureau des minorités (religieuses) afin de les surveiller (et de les contrôler). En 1993, le Majles (parlement) adopte une loi rendant obligatoire la mention de la religion sur les cartes d’identité, ce qui permet au gouvernement de contrôler plus facilement les minorités. Une des conséquences est l'éviction des chrétiens des services publics, des écoles, de l'armée et d'autres institutions de l'État. D'après le rapport de Abdelfattah Amor, « Outre le non-accès aux postes gouvernementaux, il apparaît que les minorités ne peuvent accéder professionnellement à l'armée et à la justice et seraient limitées dans leur plan de carrière dans le reste de l'administration, sauf cas exceptionnels. »

### Éducation

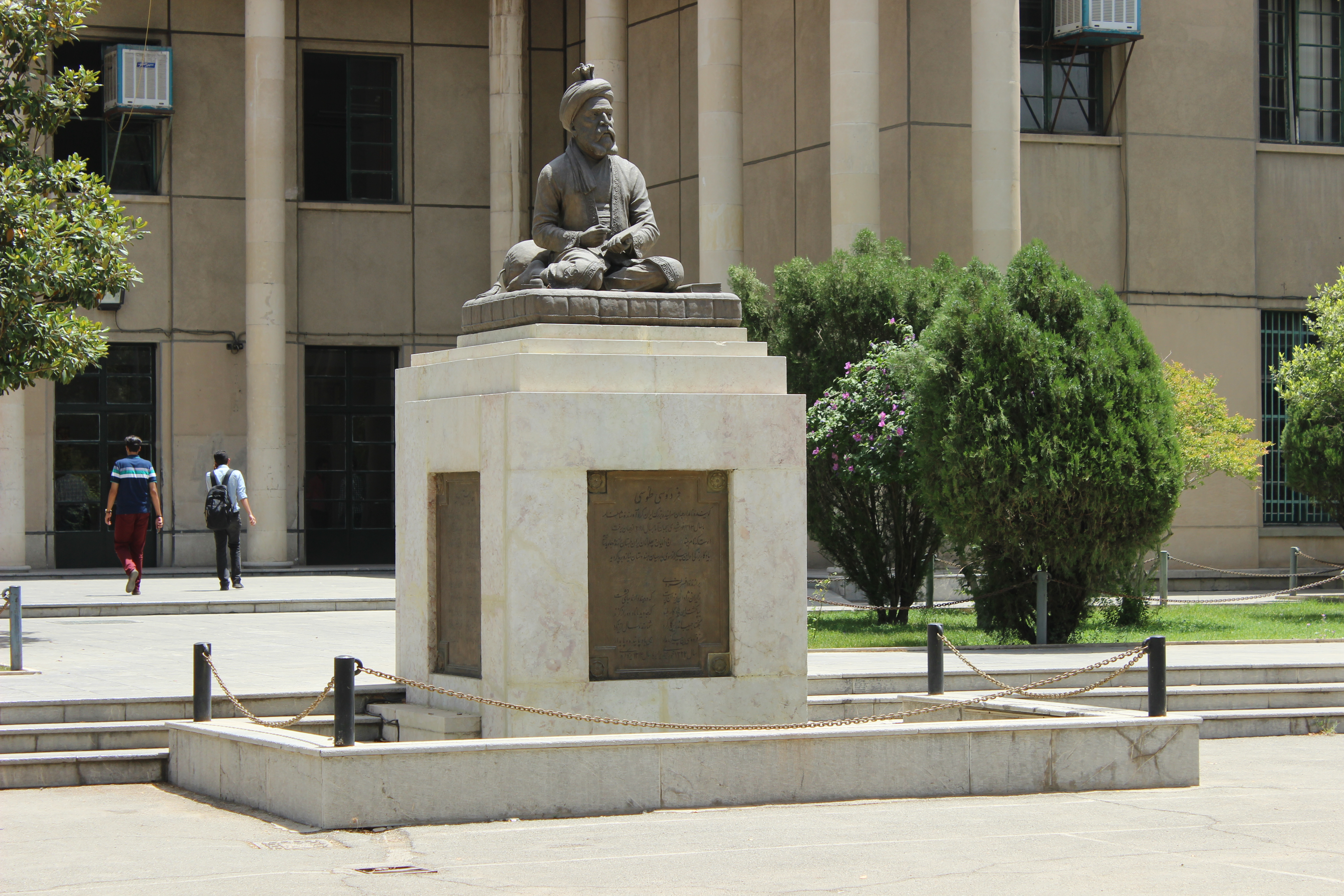
Faculté de littérature de l’université de Téhéran.

Un programme pré-primaire non obligatoire d’une durée d’un an est dispensé pour les enfants de cinq ans. L’éducation primaire (dabestan) commence à l’âge de six ans et dure cinq ans. L’éducation secondaire de base, également connue sous le nom de cycle d’orientation (Râhnamâï), englobe la sixième à la huitième année. Le cycle d’orientation sert à déterminer les aptitudes à suivre des études générales ou professionnelles/techniques au niveau de l’éducation secondaire supérieure (dabirestan), qui est constituée d’un cycle de trois ans et n’est ni obligatoire ni gratuite. Les études secondaires supérieures sont subdivisées en trois filières : théorique, technique/professionnelle et pratique, elles-mêmes subdivisées en diverses spécialités.

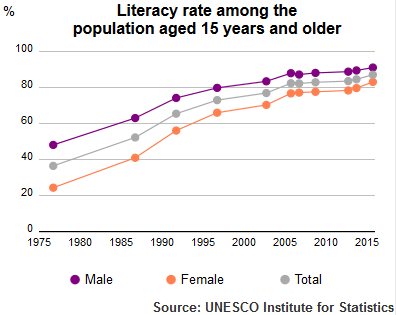
UIS alphabétisation des adultes en Iran 1975-2015.

L'enseignement supérieur est assuré par les universités, les universités technologiques, les universités de médecine, les établissements d’enseignement professionnel, les collèges et les centres de formation des professeurs, et des établissements privés. Les conditions requises pour l’accès à l'enseignement supérieur sont d’avoir achevé les études secondaires supérieures et le programme d’un an de préparation à l’université et de réussir l’examen national d’entrée à l’université (concours). Les études supérieures délivrent plusieurs diplômes : Fogh-Diplom ou Kârdâni (équivalent à un grade de technicien supérieur) pour deux ans d’études supérieures, Karshenasi (également connu sous le nom de licence), sanctionnant quatre ans d’études supérieures. Deux ans après la licence, la Fogh Licence (maîtrise). Un examen d’entrée permet ensuite aux étudiants de commencer un programme doctoral.
En 1999, les étudiants avaient été aux premiers rangs de la contestation du régime islamique, violemment réprimée. En 2004, l’Iran comptait plus de 2,2 millions d’étudiants à l’université dont 60 % de filles,. L’Iran a actuellement 54 universités d’État, et 42 écoles médicales d’État. Il existe également 289 universités privées. 6 % environ des établissements d’éducation secondaire supérieure sont des établissements privés, qui suivent le même programme que les écoles publiques et doivent se conformer aux directives du ministère de l’éducation, même si leurs dépenses sont payées par les frais de scolarité des élèves. En 2009, l'université de Téhéran a été au cœur de la contestation après la proclamation de la réélection du président sortant, l'opposition dénonçant les raids des forces de sécurité dans des dortoirs universitaires où « le sang a coulé et des jeunes ont été battus ».
La première forme d'assurance sociale (en persan : Bimeh-ye ejtekmāi) existant en Iran a été introduite en 1931 par le ministère des Routes pour les ouvriers travaillant à son service sous la forme d'un fonds de compensation ; deux années plus tard, le même type de fonds est introduit pour les ouvriers d'État des secteurs de l'industrie et des mines. Plusieurs fonds de compensation sont ensuite créés jusqu'à ce qu'une loi régulant la sécurité sociale des ouvriers soit votée en 1953 (Bimehā-ye ejtemāi-e kārgarān), par la suite étendue aux non-ouvriers en 1960, aux employés agricoles en 1963. En 1975, une loi est votée pour l'unification des statuts de sécurité sociale pour tous les travailleurs. L'État a tout d'abord pris en compte l'assurance maladie et les pensions de retraite étaient d'abord réservées au secteur public, et la loi de 1975 a étendu la loi sur l'assurance sociale au secteur privé.
Après la révolution de 1979, plusieurs fondations sont créées pour aider les plus démunis (appelés mostaz'afin) et améliorer leurs conditions de vie sous forme d'aides financières ou de pensions. Le Comité de secours de l'Imam Khomeini (CSIK), la fondation des martyrs ou la fondation du 15 khordad sont des exemples de ces fondations qui disposent de moyens financiers importants (subventions de l'État, exemption de taxes et dons religieux).
En 1986, la protection sociale est étendue aux travailleurs indépendants, qui doivent cotiser volontairement entre 12 et 18 % de leurs revenus selon la protection souhaitée.
La protection sociale couvre les employés entre 18 et 65 ans, et le financement est partagé entre l'employé (7 % du salaire), l'employeur (20 à 23 % de la masse salariale) et l'État (qui complète la contribution de l'employeur à hauteur de 3 % de la masse salariale).
La sécurité sociale permet d'assurer les employés contre le chômage, la maladie, la vieillesse (pension de retraite), les accidents professionnels. L'Organisation de la sécurité sociale, gérée par le Ministère de la Protection sociale, délivre aussi des allocations familiales et de maternité dans certaines conditions. L'Iran n'a pas légiféré en faveur d'une protection sociale universelle, mais en 1996, le Centre des statistiques d'Iran estime que plus de 73 % de la population iranienne est couverte par une assurance sociale.

### Santé
Habituellement, les structures sanitaires iraniennes et les professionnels de santé ont un bon niveau. La situation a cependant changé depuis le durcissement des sanctions. « Si vous enlevez à un pays 40 % de ses recettes budgétaires en l’empêchant d’exporter son pétrole et son gaz, il est évident que l’efficacité de son système de santé en sera affectée », résume le 13 mars l’économiste Thierry Coville. Dans le contexte de crise sanitaire liée à la pandémie de Covid-19, Covid-19, l'ONU appelle à alléger les sanctions[réf. souhaitée].

### Sécurité et criminalité
La criminalité y est faible et vise davantage les biens que les personnes. Dans un contexte d’augmentation du flux de touristes vers l’Iran, le fait que ces derniers voyagent souvent avec d’importantes sommes d’argent liquide accroît toutefois le risque de vols ou d’escroqueries diverses. L’attention des visiteurs est appelée sur le fait que certaines formes de tourisme comme le couchsurfing, - officiellement interdit, les randonnées dans des secteurs isolés, les circuits à moto dans des régions désertiques, exposent davantage au risque de vols ou d’incidents divers.
Selon l'Office des Nations unies contre les drogues et le crime, l'Iran déplore un taux de 3 assassinats pour 100 000 habitants, se classant ainsi à la 84e place devant la Turquie (3,3 pour 100 000), les États-Unis et même les Antilles françaises (4,2 pour 100 000 habitants), mais derrière la Suisse (0,7 pour 100 000 habitants).

### Sciences

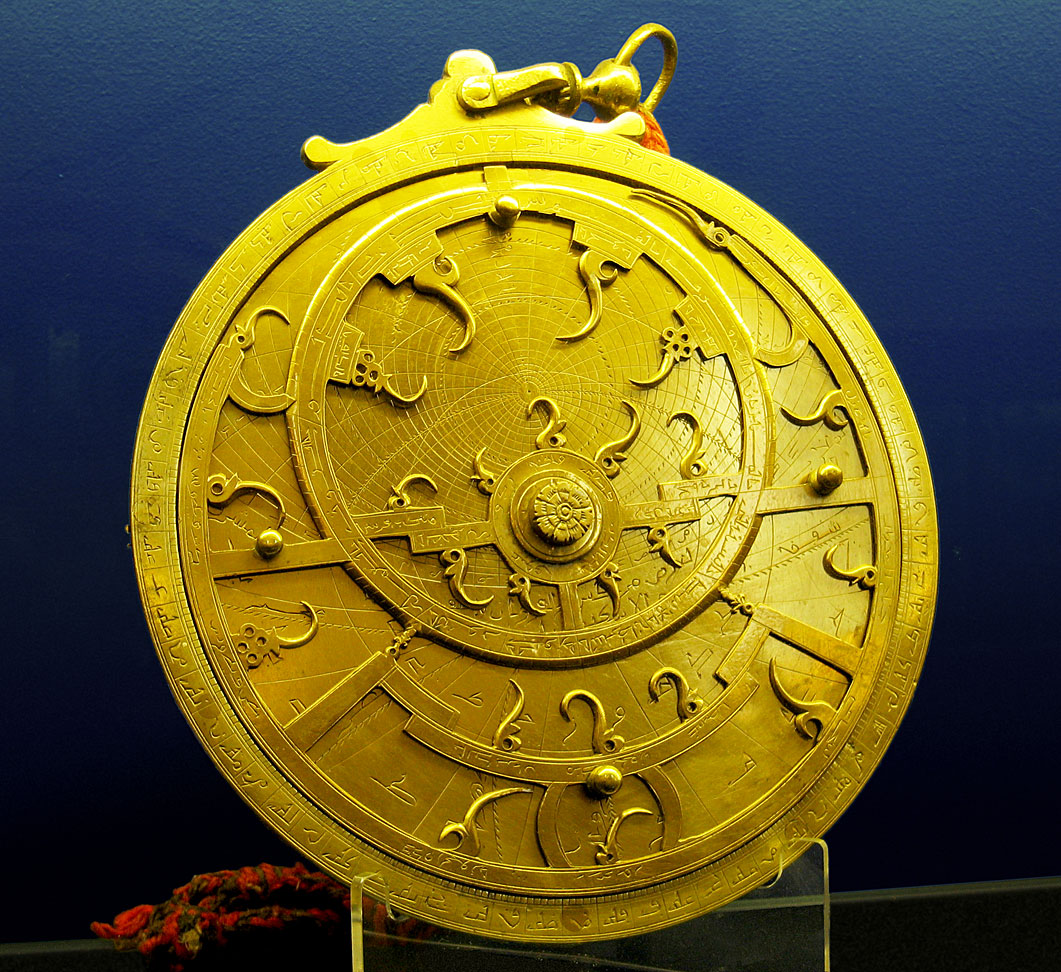
Astrolabe

L’histoire des sciences en Iran remonte à l’Antiquité, avec des exemples comme l’académie de Gondichapour, premier hôpital d’enseignement connu. Suivant la conquête islamique de la Perse, le savoir de la Grèce antique, de l’Inde et d’Alexandrie a été traduit en arabe par des scientifiques d’origine perse et arabe, créant ainsi un des plus grands trésor scientifique du Moyen Âge. Des scientifiques iraniens très importants ont, lors de la période islamique, posé les bases de nombreuses disciplines : algèbre et mathématiques avec al-Khwârizmî, Nasir al-Din al-Tusi ou Ghiasseddin Jamshidi Kashani ; médecine avec Avicenne ou Abu Bakr Mohammad Ibn Zakariya al-Razi (dit Rhazes) ; chimie et physique avec Jabir ibn Hayyan ou Alhazen, astronomie avec Al-Biruni ou Omar Khayyam.
Les sciences appliquées et les sciences fondamentales sont assez développées en Iran. Les physiciens et les chimistes sont régulièrement publiés dans des revues à fort facteur d’impact. Malgré les limites posées par les fonds, les installations et les collaborations internationales, les scientifiques iraniens ont été très productifs dans des domaines tels que la pharmacologie, la chimie pharmaceutique, et la chimie organique et analytique. Des scientifiques iraniens ont aidé à construire le Compact Muon Solenoid, un détecteur destiné au Large Hadron Collider du CERN, mis en opération en 2007. Des installations de RMN, de microcalorimétrie, de dichroïsme circulaire ou d’autres permettant d’étudier les protéines existent en Iran depuis des décennies. La recherche sur la réparation de tissu biologique émerge à peine dans les départements de biophysique.
L’Iran est le bon exemple d’un pays qui a fait des avancées considérables en se concentrant sur l’éducation et la formation. Malgré les sanctions subies pendant les décennies passées, les scientifiques iraniens ont tout de même produit des recherches de très bonne qualité. Leur taux de publication dans les journaux internationaux a quadruplé durant la décennie passée. Bien que ce taux de publication soit toujours très bas par rapport aux pays développés, cela place l’Iran à la première place parmi les pays islamiques. L’Iran a multiplié par dix ses publications entre 1996 et 2004 et a été classé premier en termes de taux de croissance, suivi par la Chine. En 2024, l'Iran est classé en 64e position pour l'indice mondial de l'innovation.

### Sport

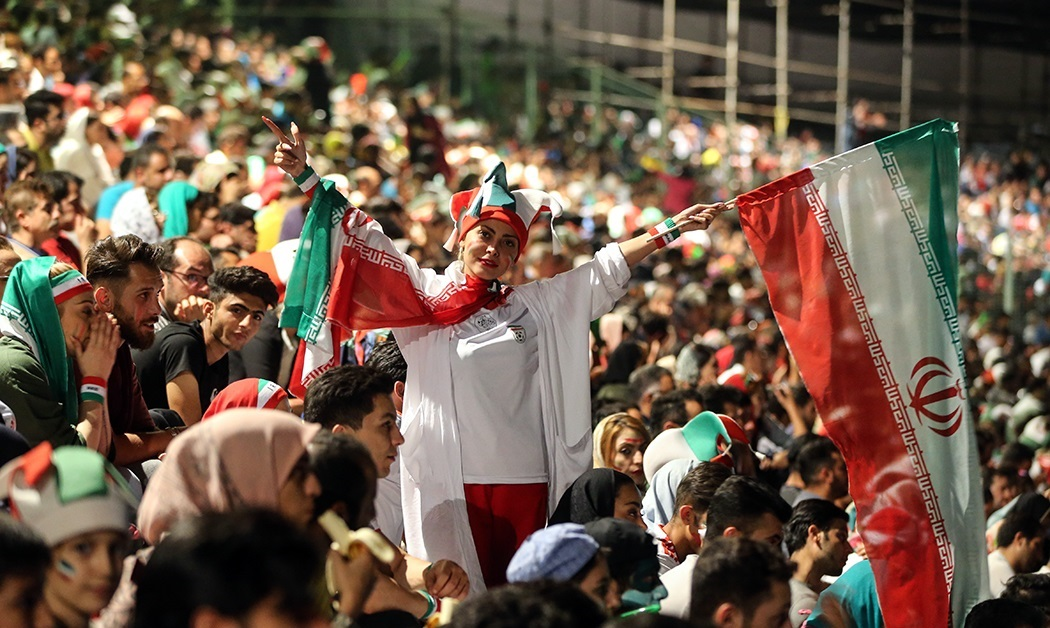
Coupe du monde de football 2018.

Le sport traditionnel iranien est le Varzesh-e Pahlavani (« sport des héros »), un art martial remontant à l’époque parthe ou sassanide. Ce sport consiste en une série de techniques de culturisme accompagnées de lutte. De plus, ce sport accorde une grande importance à l’esprit chevaleresque, à la courtoisie et à la bravoure. Le Varzesh-e Pahlavani est normalement pratiqué dans une Zurkhaneh où différents accessoires sont utilisés pour l’entraînement (ex. : Mīl, Kabbadeh, Sang et Takhteh Shena). Les pratiquants de ce sport sont appelés des Pahlavan (littéralement « athlète »).
L'Iran gagne sa première médaille olympique avec la médaille d’argent en lutte obtenue à Helsinki en 1952 par Gholamreza Takhti. Il gagne par la suite une médaille d’or à Melbourne en 1956 puis l’argent de nouveau à Rome. Le pays se distingue régulièrement dans des compétitions internationales en lutte et en haltérophilie. Hossein Reza Zadeh est actuellement (2006) détenteur du record du monde d’haltérophilie dans la catégorie des plus de 105 kg, il est le premier Iranien à avoir remporté deux médailles d’or olympiques. Nassim Hassanpour a représenté l’Iran en tir au pistolet à 10 m aux Jeux olympiques de Sydney en 2004. Elle était la plus jeune et la seule représentante féminine de la délégation iranienne.

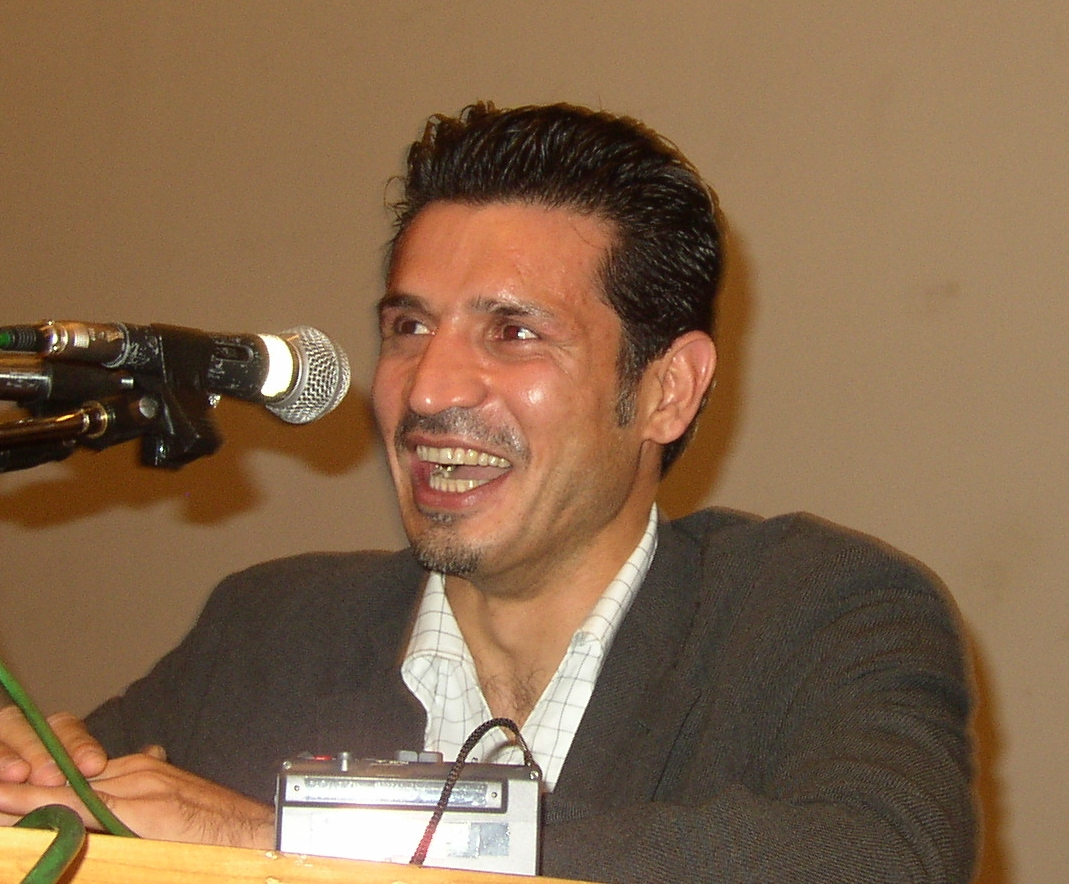
Ali Daei.

L’équipe de football a participé à trois phases finales de Coupe du monde. Des joueurs comme Ali Daei, Vahid Hashemian, Ali Karimi, Andranik Teymourian et Javad Nekounam jouent ou ont joué à l’étranger dans des clubs de première division européens tels que le Bayern Munich, VfL Bochum, Hambourg SV, Osasuna Pampelune ou au Bolton Wanderers FC.
Le ski est également un sport très prisé des classes aisées iraniennes, pratiqué dans nombre de stations de sports d’hiver comme Dizin, situé à proximité de Téhéran, ou Sepidan, dans le Fars.
En 2002, les sports les plus pratiqués sont le football, le culturisme, les arts martiaux, la natation, les sports de montagne (alpinisme, ski, randonnée) et la lutte. Le tennis, le golf, le basket-ball, la gymnastique et le Varzesh-e Pahlavani sont pratiqués dans des proportions moindres. On note que les équipes de basket-ball iraniennes sont autorisées à disposer de deux joueurs américains maximum. Le pays se distingue également en volley-ball, notamment grâce aux victoires de l'équipe nationale dans le Championnat d'Asie et d'Océanie de volley-ball masculin en 2011 et 2013, ce qui place l'Iran à la 12e place du classement mondial de volley-ball.
En 2011, l'équipe nationale iranienne a remporté de nombreux podiums aux championnats du monde de Viêt Vo Dao à Ho Chi Minh Ville (Saïgon), Viêt Nam.

### Fêtes et jours fériés
| Date                            | En français                                                 | Nom local                    | Remarques                                                   |
| ------------------------------- | ----------------------------------------------------------- | ---------------------------- | ----------------------------------------------------------- |
| 11 février*                     | Anniversaire de la révolution de 1979                       | Enghelāb-e Eslāmi            |                                                             |
| 20 mars*                        | Jour de la nationalisation du pétrole                       | Melli Shodan-e Saneat-e Naft |                                                             |
| Le mercredi avant le nouvel an* | La Fête du mercredi                                         | Tchaharchanbé-Souri          | d'origine zoroastrienne. Non ferié                          |
| 21 mars*                        | Nouvel An persan                                            | Norouz                       | d'origine zoroastrienne, le premier jour du printemps       |
| 1er avril*                      | Jour de la République islamique                             |                              | proclamation de la république islamique en 1979             |
| 2 avril*                        | 13e jour de l'an                                            | Sizdah Bedar                 | 13e jour de la nouvelle année, fin des festivités de Norouz |
| 4 juin*                         | Mort de l'Ayatollah Khomeini                                | Rehlat-e Ayatollah Khomeyni  |                                                             |
| 5 juin*                         | Anniversaire du soulèvement contre le Chah                  | Ghiām-e Pānzdah-e Khordād    |                                                             |
| 20 décembre*                    | Le dernier jour de l'automne, le plus court jour de l'année | Shab-e Yalda                 | d'origine zoroastrienne                                     |

Les dates des fêtes sont basées sur le calendrier persan* (solaire) et le calendrier musulman (lunaire); la correspondance entre le calendrier grégorien et le calendrier persan (tous les deux, solaires) est régulière avec une variation probable d'un jour, d'une année sur l'autre. En revanche le calendrier lunaire (musulman) se déplace d'une dizaine de jours chaque année par rapport au calendrier solaire.

## Culture
L’Iran a une longue histoire artistique, philosophique, de traditions et d’idéologies. Beaucoup d’Iraniens pensent que leur culture est la seule et unique raison ayant permis à leur civilisation de survivre à des milliers d’années de perturbations. La quête de justice sociale et d’équité est une partie importante des caractéristiques de la culture iranienne. Le respect des anciens et l’hospitalité aux étrangers est aussi partie intégrante de cette étiquette iranienne.

### Littérature
« که ایران بهشت است یا بوستان

همی بوی مشک آید از دوستان »

« Que quelqu’un pense à l’Iran comme Eden ou comme Jardin,

L’odeur du musc de l’ami, du compagnon, abonde ici bas. »

— Firdawsi

« همه عالم تن است و ایران دل

نیست گوینده زین قیاس خجل »

« L’Iran est le cœur et l’univers le corps,

De cette parole, le poète ne ressent humilité ni remords. »

— Nizami
Les travaux subsistants écrits en langues persanes (comme le vieux perse ou le moyen perse) remontent aussi loin qu’en 650 av. J.-C., date des plus anciennes inscriptions Achéménides retrouvées. L’essentiel de la littérature persane, cependant, remonte à la période de la conquête de l'Iran par l'Islam aux environs de 650 de notre ère. Après que les Abbassides furent arrivés au pouvoir (750), les Persans sont devenus les scribes et les bureaucrates de l’empire Islamique et aussi, de plus en plus, ses écrivains et poètes. Les Persans écrivaient à la fois en arabe et en persan ; le persan a ensuite prédominé dans les cercles littéraires successifs. Les poètes perses tels que Saadi, Hafez et Rûmi sont lus dans le monde entier et ont eu une grande influence sur la littérature dans de nombreux pays. La littérature persane contemporaine est peut-être moins connue.
La littérature persane est notamment renommée pour sa poésie, qui peut être épique, historique, philosophique, amoureuse…
Les principaux écrivains persans sont Ferdowsi, auteur du Shâh Nâmâ, la grande épopée iranienne, Nizami, auteur du Khamsé (ou « Cinq Poèmes »), Rûmi avec Mesnâvi et le Chant des oiseaux, Sa’adi, Hafez, Omar Khayyam, Attar avec le Mémorial des Saints, La Conférence des oiseaux et Le Livre des secrets…
Parmi les écrivains et les poètes contemporains, on peut citer aussi Sadegh Hedayat, Ahmad Chamlou, 'Alî Sharî'atî, Fereydoun Moshiri, Forough Farrokhzad.

### Cinéma
Le cinéma n’est âgé que de cinq ans quand il arrive en Perse au début du XXe siècle. Le premier réalisateur iranien fut sûrement Mirza Ebrahim Khan Akkas Bashi, le photographe officiel de Mozaffareddine Chah, le Shah d’Iran (1896-1907). Après une visite à Paris en juillet 1900, Akkas Bashi obtint une caméra et filma la visite du Shah en Belgique.
Le cinéma iranien d’après la révolution rencontre un important succès sur les forums internationaux pour son style distinct, ses thèmes, ses auteurs, son idée de nationalité et la manifestation de la culture. De nombreux réalisateurs iraniens de classe mondiale ont émergé, comme Abbas Kiarostami et Jafar Panahi. La présence régulière de films iraniens dans de prestigieux festivals internationaux comme le Festival de Cannes, la Mostra de Venise ou le Festival de Berlin ont attiré l’attention du monde entier sur des chefs-d’œuvre. Les films iraniens ont été régulièrement sélectionnés ou ont gagné des prix prestigieux tels que le Lion d’Or de la Mostra de Venise, la Palme d’Or du Festival de Cannes ou l'Ours d’argent ou d’or de la Berlinale. En 2006, 6 films iraniens, de 6 styles différents, ont représenté le cinéma iranien au festival du film de Berlin. Cela a été considéré par les critiques comme un évènement remarquable pour le cinéma iranien,.

### Musique et danse
La musique iranienne a une histoire plusieurs fois millénaire remontant au Néolithique, telles que peuvent l’attester les fouilles archéologiques à Élam, au sud-ouest de l’Iran. Il faut distinguer la science de la musique, ou musicologie (Elm-e Musiqi) qui, en tant que branche des mathématiques, a toujours été très bien considérée dans le pays, et la performance musicale (Tarab, Navakhteh, Tasneef, Taraneh ou plus récemment Muzik) qui a souvent eu une relation conflictuelle avec les autorités religieuses.
La musique classique iranienne (Musiqi Asil) est basée sur les théories acoustiques et esthétiques exposées par Farabi et Shirazi dans les premiers siècles de l’Islam. Ce genre musical préserve les formules mélodiques attribuées aux musiciens des Cours impériales de Khosro Parviz à la période Sassanide. Ces modes sont connus sous le nom de dastgâh et représentent un répertoire (radif) dans lequel les autres genres musicaux iraniens puisent leurs idées et leur inspiration.

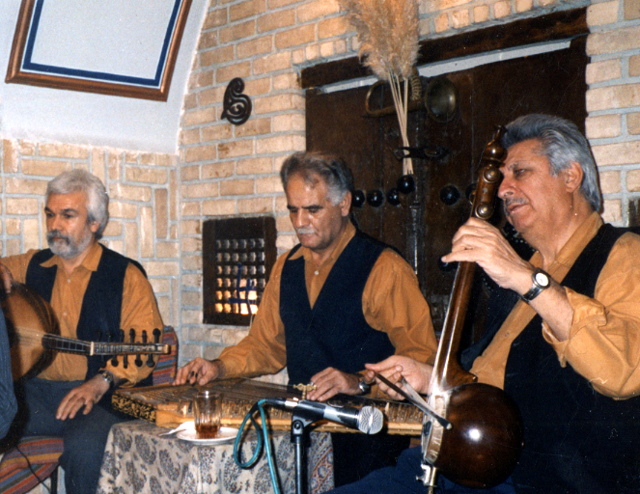
Musiciens jouant de la musique de chambre iranienne traditionnelle.

La musique religieuse n’est pas un genre homogène. Les pièces de théâtre (tazieh) représentant la passion de l’imam Hussein ont leur origine dans la musique martiale. D'une manière similaire, la musique des confréries soufies, par l’utilisation d'instruments mystiques daf et tambûr et la pratique de cérémonies rituelles (zikr et jam), possède une liberté de composition plus grande et est rythmiquement plus sophistiquée que la musique classique.
La musique populaire et folklorique joue un rôle important dans la vie quotidienne des Iraniens ruraux, comme les chansons folkloriques du Kurdistan et du Khorasan, mais aussi des citadins car elle inspire la musique populaire et classique.
L’Iran a développé sa propre musique pop dans les années 1970, utilisant des formes et des instruments indigènes et ajoutant de la guitare électrique et d’autres caractéristiques importées ; le musicien le plus populaire de cette époque était une chanteuse, Gougoush. La musique pop a cependant été bannie après la révolution de 1979 qui a lancé une renaissance dans la musique classique perse permettant l'émergence de célébrités nationales et internationales comme Mohammad Reza Lotfi, Hossein Alizadeh, Shahram Nazeri et Mohammad Reza Shadjarian. Toutefois, beaucoup d’Iraniens très conservateurs ne voyaient pas d’un bon œil même les mélodies et les paroles les plus simples. Ainsi fut-il interdit aux femmes de chanter en public ; elles peuvent toujours jouer d’un instrument.
La danse en Iran possède une longue histoire et s’est développée depuis les temps datant de l’époque pré-achéménides. En effet, des fouilles durant ces 30 dernières années donnent accès à la preuve de son existence depuis l’apparition du culte de Mithra 2 000 ans avant notre ère. Pour cette nation ancienne, la danse peut être envisagée comme un phénomène important et social et/ou un rituel religieux. Cependant, des restrictions politiques aux danses iraniennes et traditionnelles ont eu lieu après la révolution de 1979, la danse et la musique ont un temps été mal vues, voire interdites temporairement, mais cette histoire millénaire se perpétue toujours, parfois dans un cadre plus privé.
La danse peut intervenir dans de nombreux contextes très différents : les événements sociaux, les rites de passage, les exorcismes et les cérémonies. Ces contextes peuvent être associés à des événements traditionnels ou historiques (fêtes nationales, jours religieux festifs, fêtes pré-islamiques, migrations tribales…) ou avoir lieu de manière improvisée.

### Miniatures

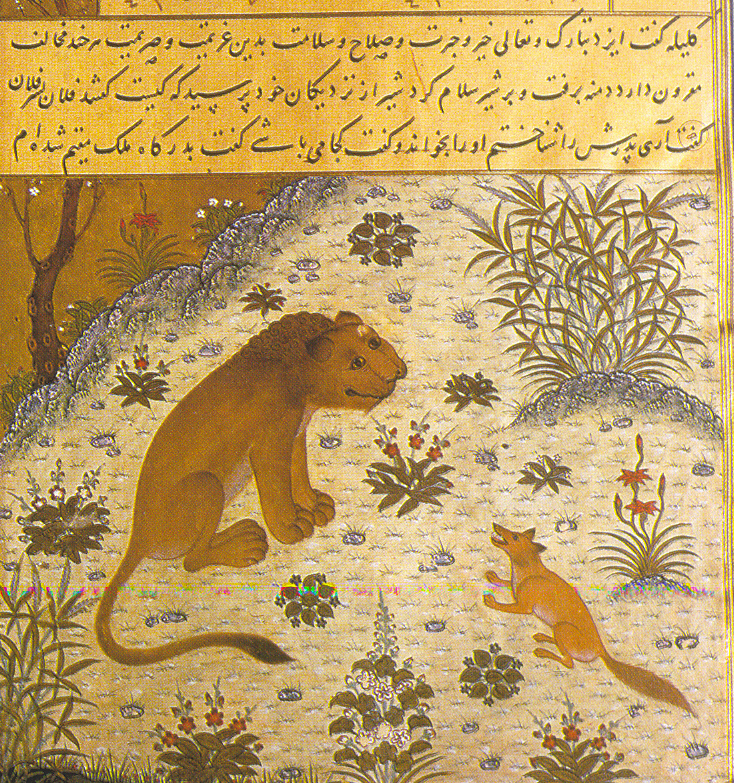
Kelileh va Demneh, Manuscrit persan datant de 1429, provenant de Herat, l’illustration représente un chacal essayant de faire fuir un lion.

Les thèmes de la miniature persane sont pour la plupart liés à la mythologie perse et à la poésie. Les artistes occidentaux ont découvert la miniature persane au début du XXe siècle. Les miniatures persanes utilisent de la géométrie pure et une palette de couleurs vives.
Il est difficile de tracer les origines de l’art de la miniature persane, qui a atteint son sommet pendant les périodes Mongoles et Timourides (XIIe – XVIe siècle). Les dirigeants mongols de l’Iran ont répandu le culte de la peinture chinoise et l’ont amené avec eux, comme un certain nombre d’artisans chinois. Le papier lui-même, est arrivé en Perse depuis la Chine en 753. L’influence chinoise est donc très grande sur cet art.
La fonction la plus importante de la miniature était l’illustration. Elle donnait une image à un texte littéraire, le rendant plus agréable et facile à comprendre. La richesse poétique iranienne a permis l’émergence de nombreuses écoles importantes de la miniature, chacune possédant son style unique, et créant ainsi une grande diversité de peintures. C’est à travers ces écoles que la peinture miniature a atteint son apogée, à la fois en Iran et en Asie centrale. Les trois écoles ayant eu le plus d’influence sur la miniature étaient situées à Shiraz, Tabriz et Herat (actuel Afghanistan).
Un des peintres les plus connus et ayant eu le plus d’influence dans l’école d’Herat était Kamaleddin Behzad. Les œuvres de Behzad ont influencé le développement ultérieur de l’art de la miniature.
Le thème des miniatures est devenu plus limité au fur et à mesure que le temps passa. Au XVIIe siècle, les thèmes portaient principalement sur des scènes d’amour, des portraits et même des copies d’images européennes. Au XVIIIe siècle apparut un nouveau genre faisant apparaître des fleurs et des oiseaux.

### Tapis

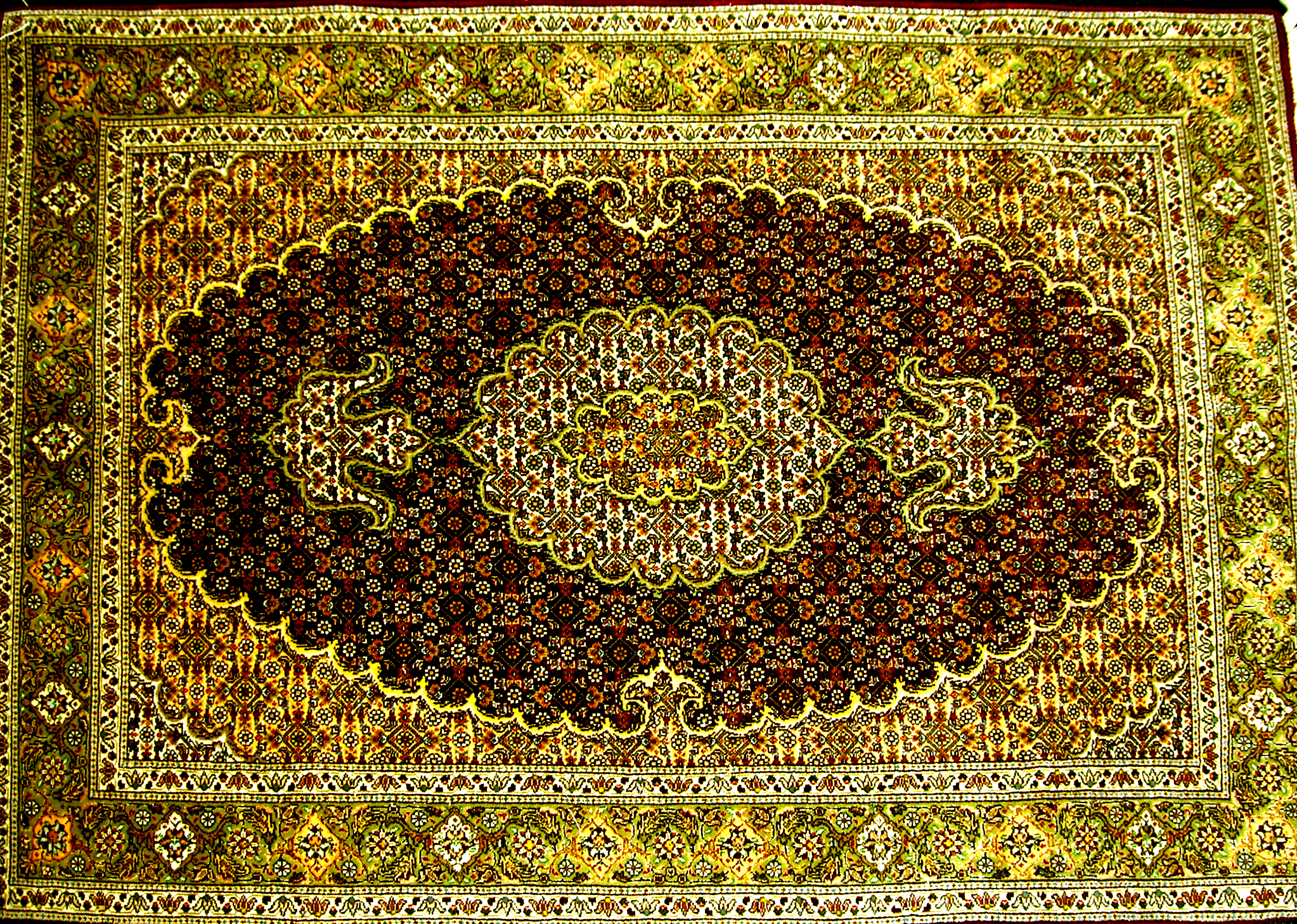
Un tapis de Tabriz.

Probablement né à l'âge du bronze, le tapis persan est un élément essentiel de l’art et de la culture persane. Au XVIe siècle, les Safavides en ont développé la production et en ont élevé le tissage au rang d'art.
C'est aujourd'hui un mode d’expression artistique par la liberté qu’autorise notamment le choix des couleurs vives et des motifs employés. Les secrets de fabrication sont passés de génération en génération. Les artisans utilisaient les insectes, les plantes, les racines, les écorces et d’autres matières comme source d’inspiration.

### Cuisine
La cuisine d’Iran est diverse, chaque province ayant ses propres plats aussi bien que ses styles et traditions culinaires, distinctes selon les régions. Elle n’est pas épicée. Les herbes sont beaucoup utilisées, de même que les fruits tels que prunes, grenades, raisins, coings ou autres. La plupart des plats iraniens sont une combinaison de riz avec de la viande (poulet, agneau) ou du poisson et beaucoup d’ail, d’oignon, de légumes, de noix et de fines herbes.
Dans son livre La nouvelle nourriture de la vie, Najmieh Batmanglij écrit que la « cuisine d’Iran a beaucoup en commun avec d'autres cuisines du Moyen-Orient, mais est souvent considérée comme la plus sophistiquée et la plus imaginative de toutes, aussi colorée et complexe qu'un tapis persan. »
Célébrations iraniennes
- Norouz
- Sizdah bedar
- Farvardinegan
- Ordibeheshegan
- Khordadegan
- Tirgan
- Amordadegan
- Shahrivaregan
- Mehregan (en)
- Abanegan
- Azargan
- Deugan
- Bahmanegan
- Sepandarmazgan
- Shab-e Yalda
- Jashne Sade
- Tchaharchanbé-Souri
- Kuse bar Neshin

#### Civilisation
- Yves Bomati et Houchang Nahavandi, Les grandes figures de l'Iran, Paris, Perrin, 2015, 392 p. (ISBN 978-2-262-04732-0)
- Yves Porter, Les Iraniens, Armand Colin, 2006, 342 p. (ISBN 978-2-200-26825-1)
- Fabien Ronchail, Comprendre les Iraniens, Paris, 2018 (ISBN 978-2-36315-747-8)
- Abstracta Iranica. Revue annuelle de bibliographie sélective et critique sur l'Iran et le monde iranien. Paris-Téhéran, Institut Français de Recherche en Iran.  (ISSN 0240-8910) http://abstractairanica.revues.org/
- Yann Richard, 100 mots pour dire l'Iran moderne, Maisonneuve et Larose, 2003.
- Bernard Hourcade, L'Iran. Nouvelles identités d'une république. Paris, Belin, 2002, 223 p. (coll. Asie plurielle)
- (en) J. A. Boyle, The Cambridge History of Iran, Cambridge University Press, 1968, 778 p.  (ISBN 978-0-521-06936-6)
- Ramine Kamrane, Iran, l’islamisme dans l’impasse, Buchet-Chastel, Paris, 2003, 159 p.  (ISBN 978-2-283-01976-4)
- Fariba Abdelkah, Être moderne en Iran, CERI - KARTHALA, Paris, 2006,  (ISBN 978-2-84586-782-6)
- Omar Khayyam, Cent et un quatrains de libre pensée (Robāiat), tr. et éd. par G. Lazard, Gallimard, Paris, 2002, éd. bilingue, 98 p.  (ISBN 978-2-07-076720-5)
- Ramine Kamrane et Frédéric Tellier, Iran : les coulisses d'un totalitarisme, Climats, 2007,  (ISBN 978-2-08-120055-5)
- Daniel Clairvaux, Iran la contre-révolution islamique, Paris, L'Harmattan, 2013  (ISBN 978-2-343-00631-4)
- Firouzeh Nahavandi, Iran, Bruxelles, De Boeck, 2013, collection Monde arabe / Monde musulman dirigée par Mathieu Guidère  (ISBN 978-2-8041-8144-4)
- Davood Vakilzadeh, Iran Soleil de l'Antiquité, traduit par Nahid Djalili Marand, Téhéran, 2015  (ISBN 978-600-04-3094-8)
- Amélie Myriam Chelly, Iran, autopsie du chiisme politique, Paris, Les éditions du Cerf, coll. « Religions », 2017, 380 p. (ISBN 978-2-204-11775-3)

#### Histoire
- Yves Bomati et Houchang Nahavandi, Iran, une histoire de 4 000 ans, éd. Perrin, Paris, France, 2019, 413 p.  (ISBN 978-2262075972)
- Pierre Briant, Histoire de l’empire perse, Paris, Fayard, 1996, 1247 p. (ISBN 978-2-213-59667-9)
- Houchang Nahavandi et Yves Bomati, Mohammad Réza Pahlavi, le dernier shah 1919-1980, Paris, Perrin, coll. « Biographies », 2013, 617 p. (ISBN 978-2-262-03587-7, OCLC 828407890)
- Philip Huyse, La Perse antique, Paris, Les Belles Lettres, 2005, 298 p. (ISBN 978-2-251-41031-9)
- (en) Amélie Kuhrt, The Persian Empire. A corpus of sources from the Achaemenid Period, Londres-New York, Routledge, 2007, 465 p. (ISBN 978-0-415-43628-1)
- Dominique Lenfant, Les Perses vus par les Grecs. Lire les sources classiques sur l'empire achéménide, Paris, Armand Colin, 2011, 432 p. (ISBN 978-2-200-27035-3)
- (en) Ferdowsi, Shah Nameh (traduit en anglais par Reuben Levy), Yassavoli, Téhéran, 2003, 212 p.  (ISBN 978-964-306-208-8)
- Farah Pahlavi, Mémoires, XO éditions, Paris, 2003, 428 p.  (ISBN 978-2-84563-065-9)
- Jean-Pierre Digard, Bernard Hourcade, Yann Richard, L'Iran au XXe siècle, Paris, Fayard 2007 (Édition revue et augmentée)
- colonel David Smiley, Irregular regular, 1994, Chapitre 5 (traduction de Thierry Le Breton sous le titre Au cœur de l'action clandestine. Des Commandos au MI6, L'Esprit du Livre éditions, 2008) sur l'intervention britannique de 1941
- Pierre Razoux, La guerre Iran-Irak, Paris, Tempus Perrin, 2017, 768 p. (ISBN 978-2-262-07282-7)
- Yann Richard, 100 mots pour dire l'Iran moderne, Maisonneuve et Larose, 2003.
- Yann Richard, L'Iran - Naissance d'une république islamique, Editions de la Martinière, 2006 (nouvelle édition en 2023 chez Champs-Flammarion : L'Iran - de 1800 à nos jours).
- Yann Richard, Le grand Satan, le Shah et l’Imam - Les relations Iran / États-Unis jusqu’à la révolution de 1979, Cnrs éditions, 2022.
- Emmanuel Ravazi : La face cachée des Mollahs. Le livre noir de la République Islamique d'Iran, 2024, éd. du Cerf,  (ISBN 9782204161244).

#### Géopolitique
- (en + fa) Irancarto. Site de cartes et recherches cartographiques sur l'Iran. http://www.irancarto.cnrs.fr
- Mohammad-Reza Djalili, Géopolitique de l’Iran, Éditions Complexe, Bruxelles, 2005  (ISBN 978-2-8048-0040-6)
- Voir aussi la bibliographie indicative du Portail:Iran
- Amir-Khalil Yahyavi (ancien, Premier Consul d'Iran en Turquie et Attaché culturel d’ambassade d'Iran à Paris de 1969 à 1976 et anciennement Docteur de l'Université en Économie politique de l'Université d'Istanbul). Thèse de Doctorat intitulé La croissance économique de l 'Iran et la contribution de la France à cette croissance. Thèse en Sciences Économiques et sociales 1973 Paris IV - École Pratiques des Hautes Études en Sciences Sociales (EPHE Paris). 337 pages, folio ronéot, Publication autorisée par le jury. Sous la direction du professeur André Piatier. Voir la référence SUDOC 017194830.
- Bernard Hourcade, Géopolitique de l'Iran - 2e éd. : Les défis d'une renaissance, Paris, Armand Colin, coll. « Perspectives géopolitiques », 2016, 336 p. (ISBN 978-2-200-61344-0)
- Antoine-Louis de Prémonville, Géopolitique de l'Iran, Paris, Presses Universitaires de France - PUF - 2e éd., coll. « Major », 2017, 176 p. (ISBN 978-2-13-078735-8)
- Hérodote (revue), Regards géopolitiques sur l'Iran, La Découverte, 2018, 280 p. (ISBN 978-2-7071-9963-8)
- Léa Michelis, L'Iran et le détroit d'Ormuz : Stratégies et enjeux de puissance depuis les années 1970, Paris, Editions L'Harmattan, coll. « Comprendre le Moyen-Orient », 2019, 218 p. (ISBN 978-2-343-16805-0)